# Venezianische Malerei

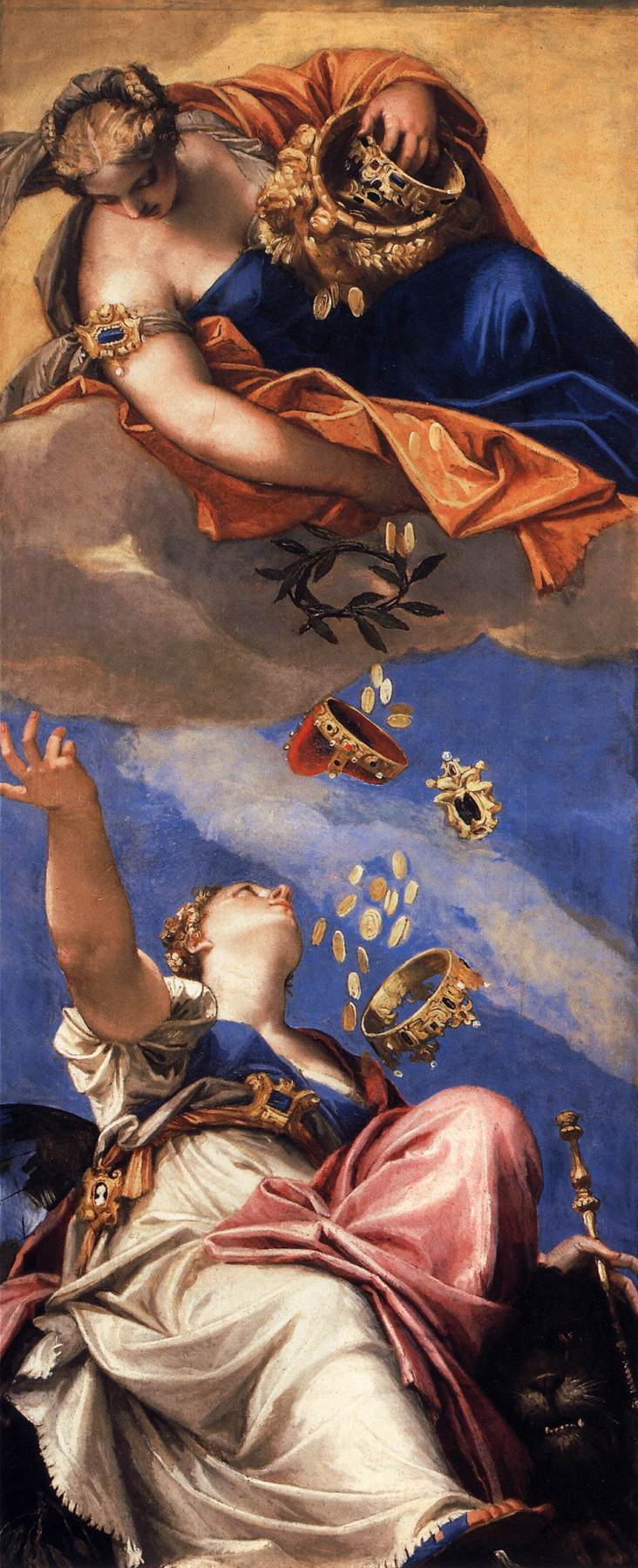
Paolo Veronese: Juno überschüttet Venedig mit Gaben, 365 × 147 cm, Öl auf Leinwand, Deckengemälde im Dogenpalast, Venedig, ca. 1553

Die venezianische Malerei, auch gelegentlich genannt venezianische Schule, entstand und entfaltete sich auf dem Gebiet der Republik Venedig. Ihre erste große Glanzzeit hatte sie im späten 15. und 16. Jahrhundert mit den Künstlern Giovanni Bellini, Tizian, Giorgione, Veronese und Tintoretto, die mit ihrem malerischen Stil, der Betonung der Farbe (colorito alla veneziana). im Gegensatz zum Zeichnerischen (disegno) und dem modellierenden Gebrauch von Licht und Schatten einerseits im Gegensatz zu den Kunstzentren Florenz und Rom standen, andererseits international und auf Jahrhunderte hinaus einen starken Einfluss auf die Entwicklung der Kunst hatten. Eine zweite und letzte Blüte erlebte die Malerei in Venedig im 18. Jahrhundert, ebenfalls mit internationalem Erfolg.
Nicht alle Maler der venezianischen Schule stammten selber aus Venedig und einige wichtige künstlerische Impulse kamen von auswärtigen Künstlern, die nur zeitweilig in der Lagunenstadt wirkten.

## Geschichte

### Byzantinisches Erbe und Gotik, 13. bis frühes 15. Jahrhundert

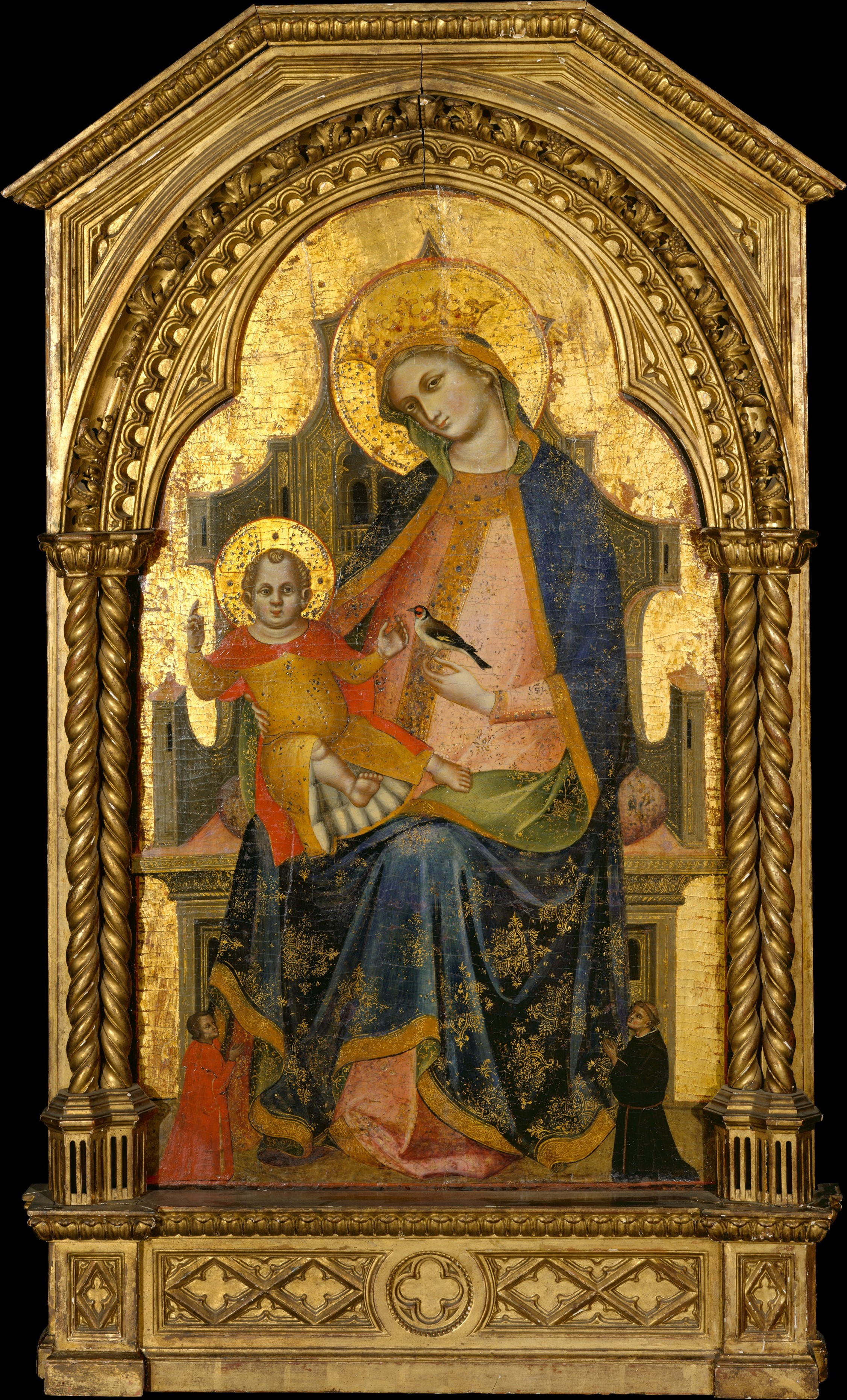
Lorenzo Veneziano: Madonna und Kind mit Distelfink und zwei Stiftern, um 1360–1365, Tempera und Gold auf Holz, 108,3 × 65,7 cm. Metropolitan Museum, New York

In der Kunstgeschichte wird der Entstehungszeitpunkt im 13. bis ins frühe 14. Jahrhundert angesetzt. Noch weit bis ins 14. Jahrhundert war die Venezianische Kunst stark von der byzantinischen Kultur und ihrem Formalismus geprägt. Neuere Tendenzen vom italienischen Festland, besonders die Kunst Giottos, der ganz in der Nähe in Padua die Arenakapelle ausmalte, wurden zuerst gar nicht oder nur sehr zögerlich angenommen. Auch am mystischen Goldgrund und der Verwendung von reichlich goldenen Schmuckelementen wurde noch lange festgehalten.
Der erste bedeutende Maler war Paolo Veneziano, der den byzantinischen Stil mit gotischen Elementen abwandelte, und 1345 zusammen mit seinen Söhnen Luca und Giovanni die für die Wochentage bestimmte Pala Feriale als Abdeckung der Pala d’oro im Markusdom malte (Museo Marciano, Venedig).
Lorenzo Veneziano war der bedeutendste Maler Venedigs in der zweiten Hälfte des Trecento und vielleicht ein Schüler Paolos. Bei ihm tritt die gotische Eleganz noch stärker hervor.
Unter dem Einfluss von Giottos Paduaner Fresken stand Guariento, der von 1365 bis 1368 das bis dahin größte Fresko in der Sala del Maggior Consiglio im Dogenpalast malte, eine Marienkrönung, die auch als Paradies bekannt war und den Maler sofort berühmt machte. Es wurde jedoch im Brand von 1577 zerstört und ist nur in Rudimenten erhalten. Auch Giovanni da Bologna (ca. 1340 – ca. 1393) wirkte nachweislich zwischen 1377 und 1389 in Venedig. Andere venezianische Künstler dieser Zeit waren Catarino, Nicolò Semitecolo und Stefano Plebanus.

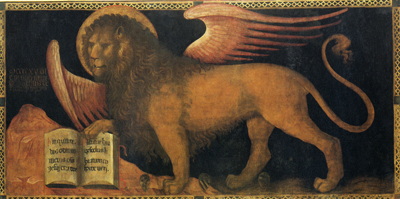
Jacobello del Fiore: Der Löwe von San Marco, ca. 1420 (?)

Mit dem Beginn der Expansion der Republik auf das Festland (Terraferma) und dem Ausbau der Handelswege ins nördliche Europa, kam es zu einem Austausch von Künstlern und Innovationen in der Malerei, und ab Ende des 14. Jahrhunderts wurden Elemente der internationalen Gotik und des weichen Stils in die venezianische Malerei integriert. Die Stadt avancierte zu einem wichtigen Zentrum dieses Stils.
Ab 1409 wurde eine Reihe bedeutender Künstler nach Venedig berufen, um an der spektakulären und seinerzeit berühmten malerischen Ausgestaltung der Sala del Maggior Consiglio („Sala nova“) im Dogenpalast mitzuwirken, die aber tragischerweise durch den Brand von 1577 verloren ging und dann durch Werke von Tintoretto, Veronese u. a. ersetzt wurde. Zu den beteiligten Malern gehörten Gentile da Fabriano (mindestens 1408 bis 1409), Michelino da Besozzo (1408 bis 1415), Pisanello und Jacobello del Fiore. Letzterer schuf unter anderem 1415 das Urbild des berühmten Löwen, des Sinnbilds der Republik Venedig; wahrscheinlich war Jacobello der „Hofmaler“ der Dogen. Weitere Maler der Spätgotik waren Nicolò di Pietro und Michele Giambono. Gentile da Fabriano spielte für die weitere Entwicklung der venezianischen Kunst auch indirekt eine wichtige Rolle, da er in den 1420er Jahren in Florenz und Rom Lehrer von Jacopo Bellini war.

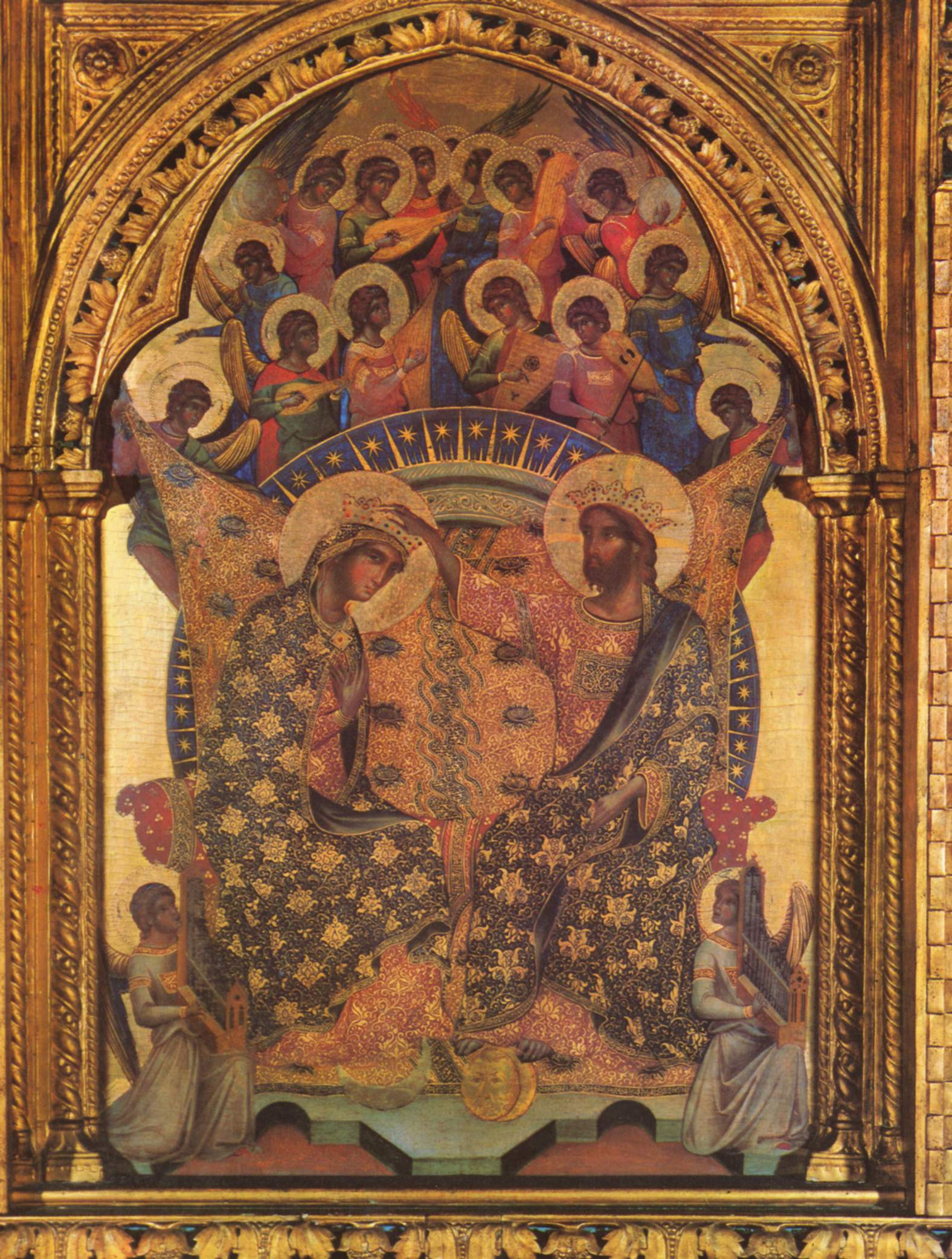
Paolo Veneziano: Hauptbild des Polyptychons der Marienkrönung, ca. 1350, Accademia, Venedig
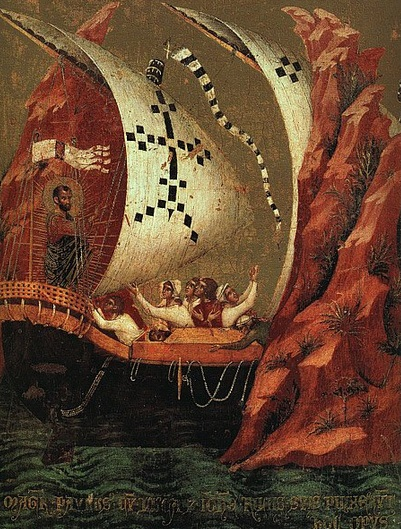
Paolo Veneziano: Szene aus dem Leben des Hl. Markus auf der Pala Feriale, 1345, Museo Marciano, Venedig
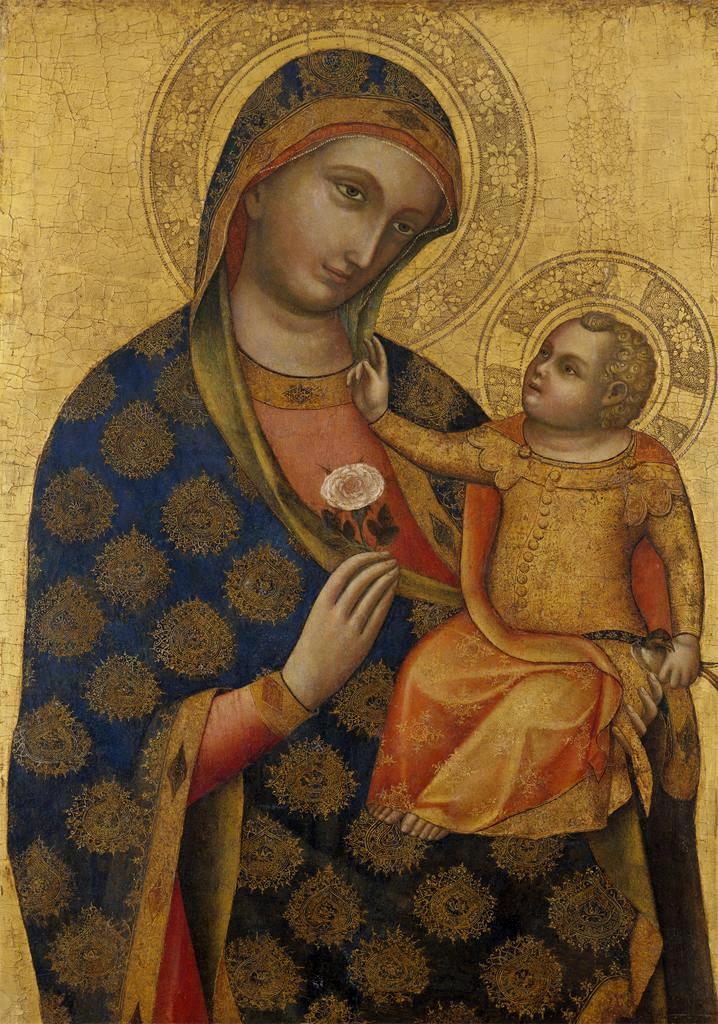
Lorenzo Veneziano: Madonna und Kind mit der Rose, ca. 1371, Birmingham Museum of Art
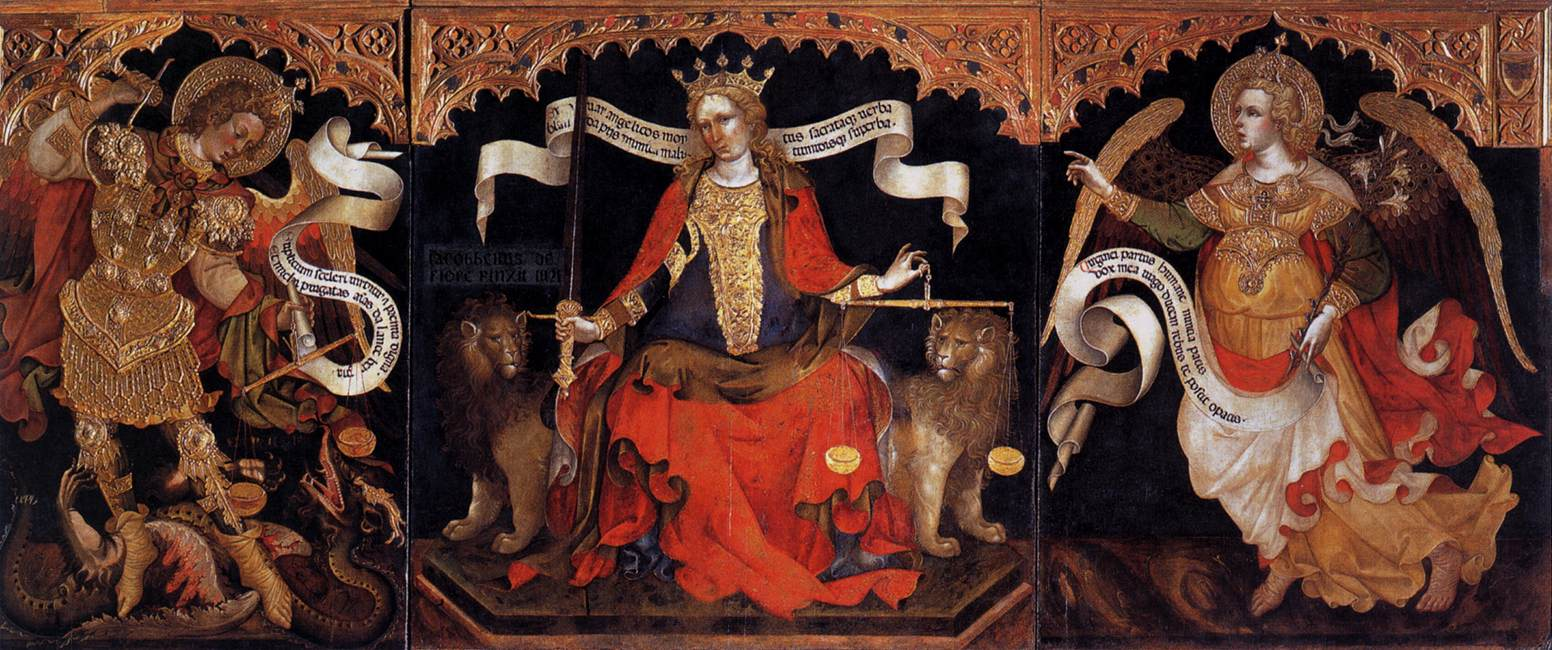
Jacobello del Fiore: Justitia und die Erzengel Michael und Gabriel, 1421, Accademia, Venedig
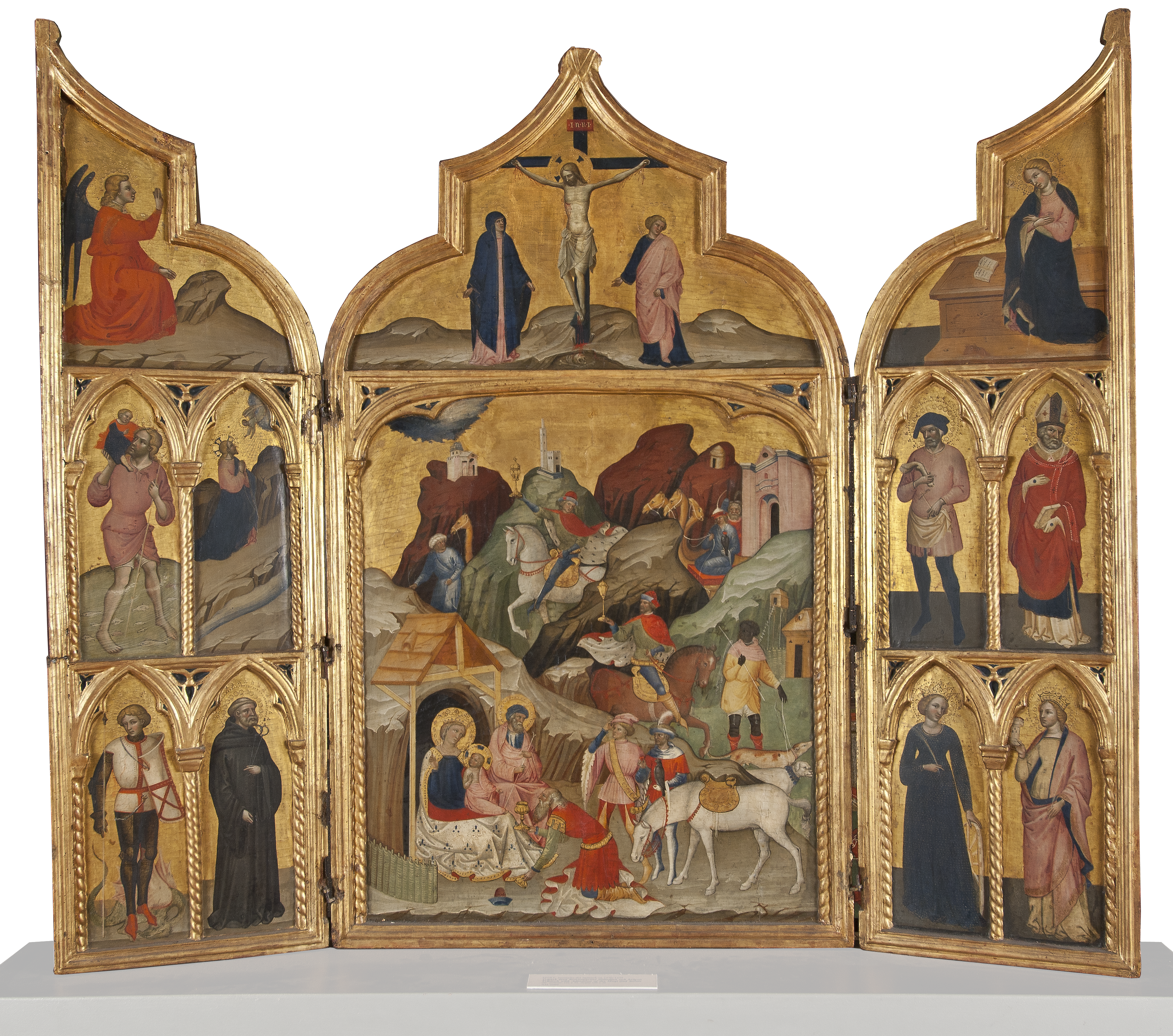
Jacobello del Fiore: Triptychon mit Anbetung der Könige, Schwedisches Nationalmuseum, Stockholm
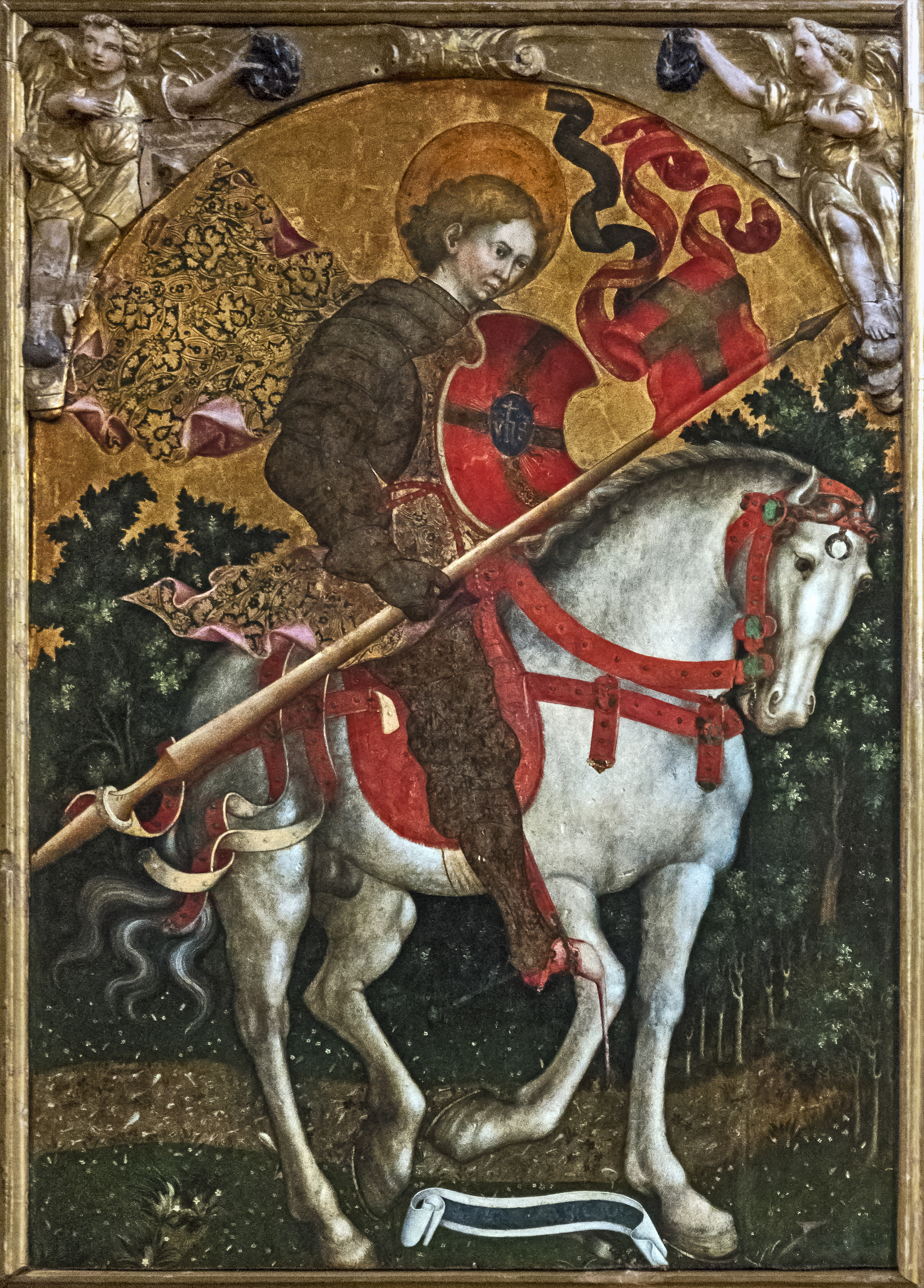
Michele Giambono: Chrysogonus zu Pferde, ca. 1444, San Trovaso, Venedig

### Frührenaissance, 15. Jahrhundert
Das 15. Jahrhundert wurde vor allem von zwei Malerfamilien geprägt, die den Übergang von der Gotik zur Renaissance lebten: Den etwas konservativeren Vivarinis aus Murano mit Antonio, Bartolomeo und Alvise Vivarini, und den Bellinis, mit Jacopo und seinen Söhnen Gentile und Giovanni.

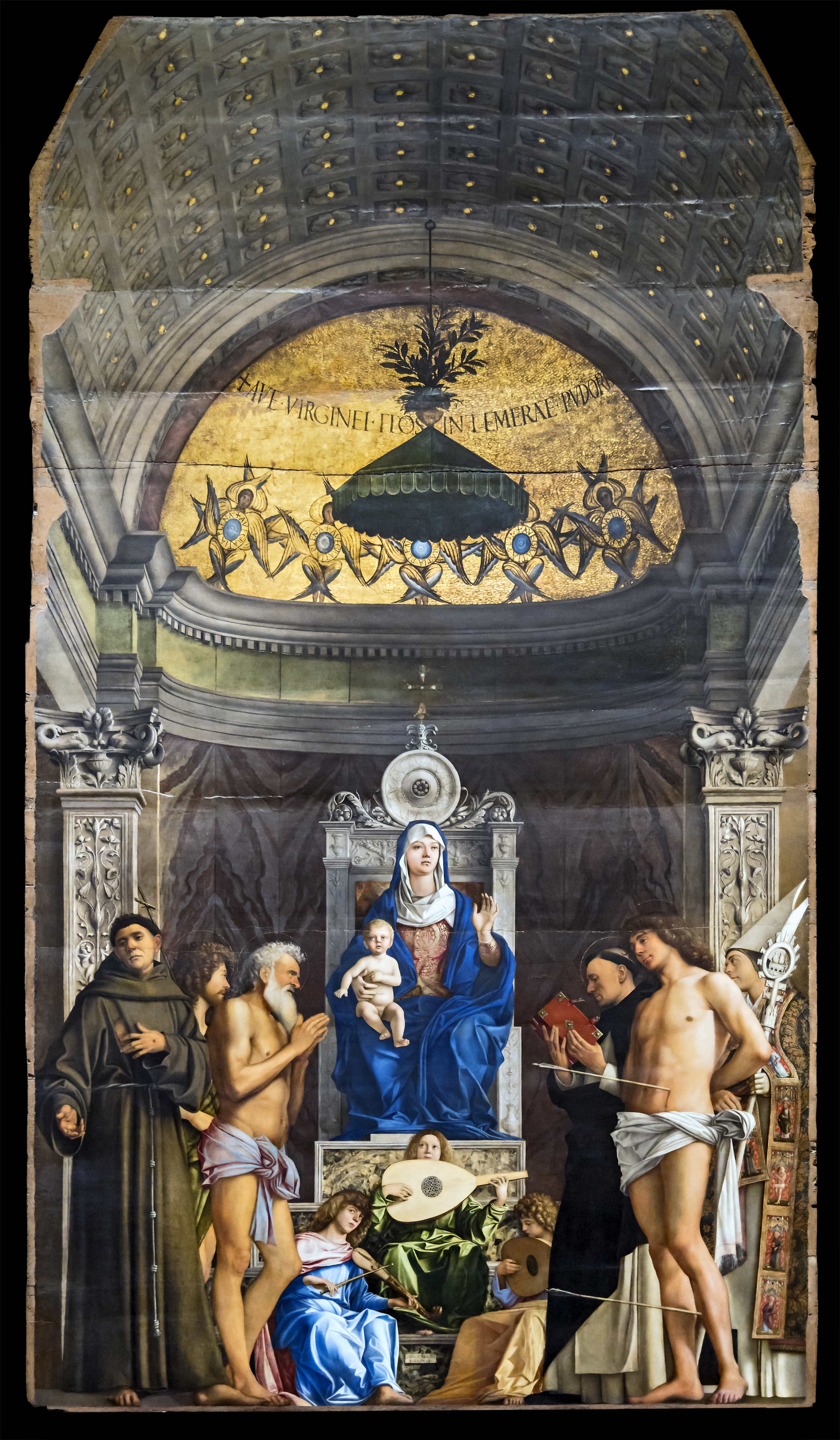
Giovanni Bellini: Pala von San Giobbe, Öl auf Holz, um 1480, Venedig

Eine wichtige Mittlerrolle für den Schritt zur Renaissance hatten der florentinische Maler Andrea del Castagno mit seinen 1442 in San Zaccaria gemalten Fresken und der ebenfalls aus Florenz stammende Bildhauer Donatello, der 1443 bis 1453 in Venedig lebte. Andrea Mantegna wirkte mit Antonio Vivarini in Padua zusammen, und später mit Giovanni Bellini, dessen Schwager er 1453 wurde, als er Jacopo Bellinis Tochter Nicolosia heiratete. Mantegna lebte bis etwa 1460 in der Lagunenstadt.
Stilistisch zeichnet sich die venezianische Frührenaissance neben Realismus und Anklängen an die Antike durch einen recht herben, strengen, spröden Stil mit deutlichen, scharfgezeichneten Konturen, Falten und dunklen Schatten aus – ähnlich wie bei den Künstlern der Schule von Ferrara, aber nicht ganz so hart wie bei Mantegna.
Gentile und Giovanni Bellini stiegen bald zu den führenden Malern Venedigs auf. Gentile vor allem mit Fresken und Historienbildern aus der Geschichte der Stadt. Seine Porträts wurden so sehr geschätzt, dass er nach Konstantinopel gesandt wurde, um den Sultan Mehmed II. und seinen Hofstaat zu malen. In Gentiles Fußstapfen als Historienmaler trat etwas später Vittore Carpaccio.
Von besonderer Bedeutung für die Entwicklung der venezianischen Malerei war der Aufenthalt von Antonello da Messina etwa 1474 bis 1476, der für die Einführung der Öltechnik verantwortlich war. Als erster Venezianer, der die neue Technik ausprobierte, gilt zwar Bartolomeo Vivarini, aber der erste große Meister wurde Giovanni Bellini, der ohnehin mittlerweile alle anderen Maler überflügelte, besonders im religiösen Bereich. Er war sehr offen für Neuerungen, entwickelte eine virtuose Technik und legte die Basis für den Charakter der venezianischen Malerei der Hochrenaissance und des 16. Jahrhunderts. Sein Stil entwickelte sich von anfänglicher Strenge zu einer immer weicheren Linienführung, Natürlichkeit und Realismus, und er begann seine Bilder mithilfe von Licht und Schatten zu modellieren und ging damit bereits in Richtung Giorgione, von dem er im Spätwerk weitere Neuerungen übernahm. Darüber hinaus ist Giovanni Bellinis Kunst erfüllt von lyrischen, freundlichen und lichterfüllten Stimmungen, auch wenn seine Figuren weiterhin hieratisch feierlich und seine Landschaften allegorisch und symbolisch verschlüsselt bleiben. Wahrscheinlich unter Bellinis Einfluss wurde auch die Malerei seiner Konkurrenten, der Vivarini, etwas weicher. Nicht durch Zufall war Giovanni Bellini für Albrecht Dürer bei dessen zweiter Venedigreise 1506 „noch immer der Beste in der Malerei“, und nur kurz zuvor wurde er von Marin Sanudo als „hervorragendster Maler Italiens“ bezeichnet.
Zu Giovanni Bellinis Schülern gehören Tizian und eventuell Lorenzo Lotto und Sebastiano del Piombo. Cima da Conegliano, der ab 1492 in Venedig lebte, war ein Bellini-Epigone, ebenso wie Marco Basaiti.

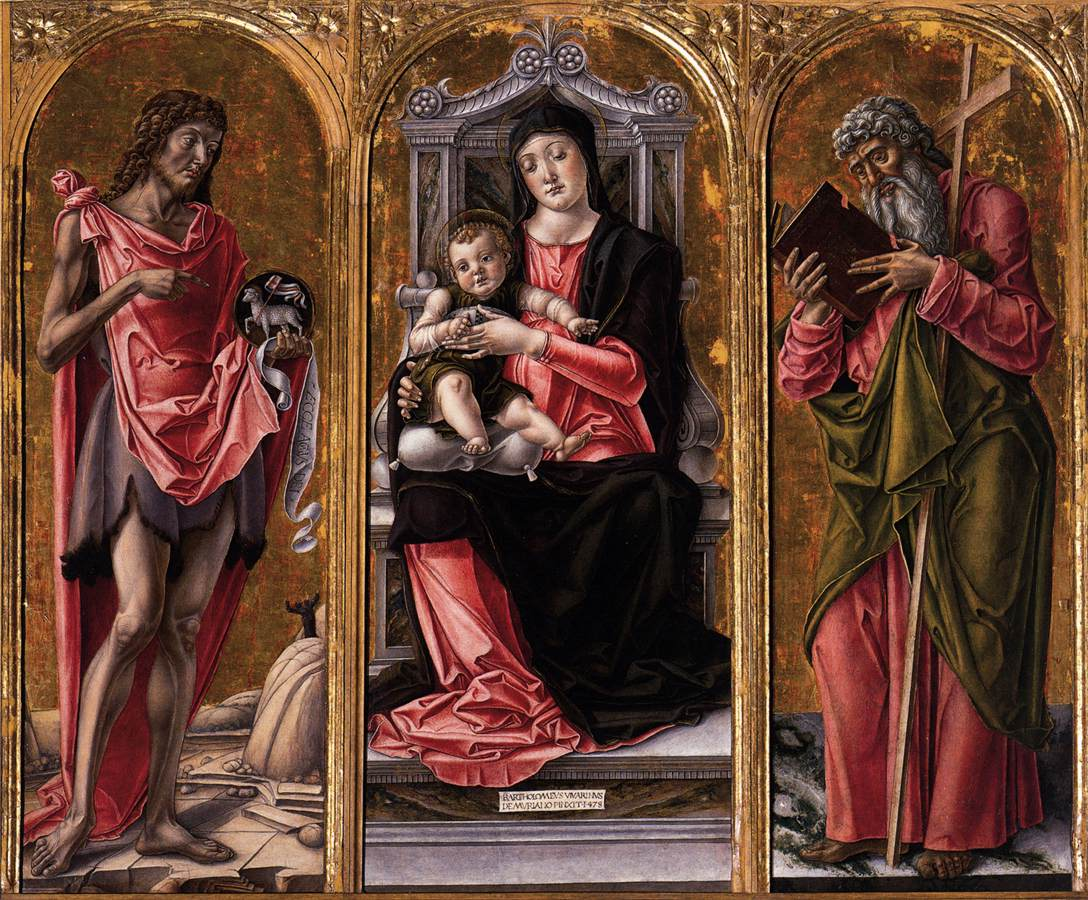
Bartolomeo Vivarini: Triptychon in San Giovanni in Bragora, 1478
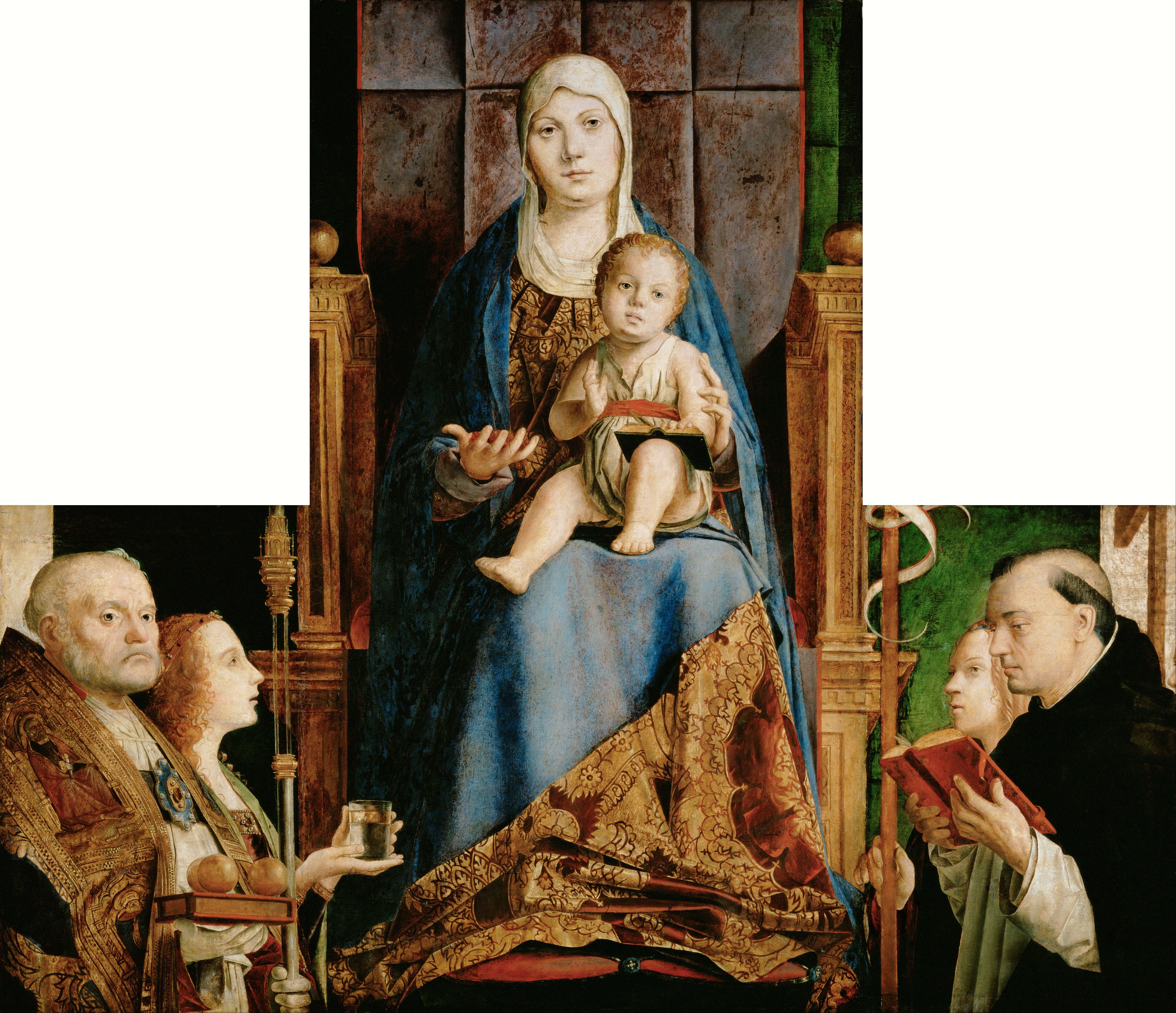
Antonello da Messina: Madonna mit Heiligen, 1475/76, Kunsthistorisches Museum, Wien (Fragment des Altarbildes für San Cassiano)
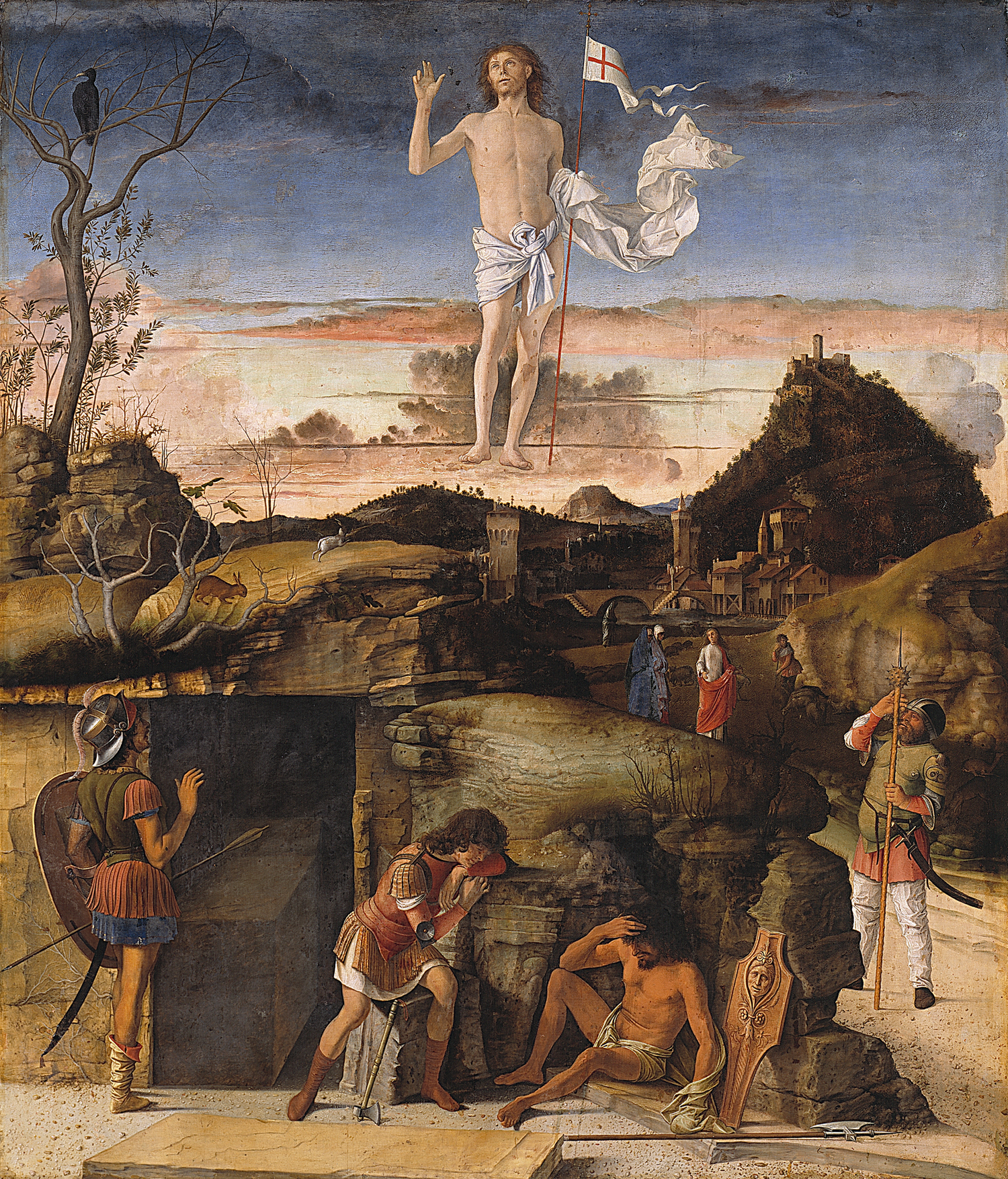
Giovanni Bellini: Auferstehung Christi, Öl auf Leinwand (urspr. Holz), ca. 1475–1479, Gemäldegalerie, Berlin
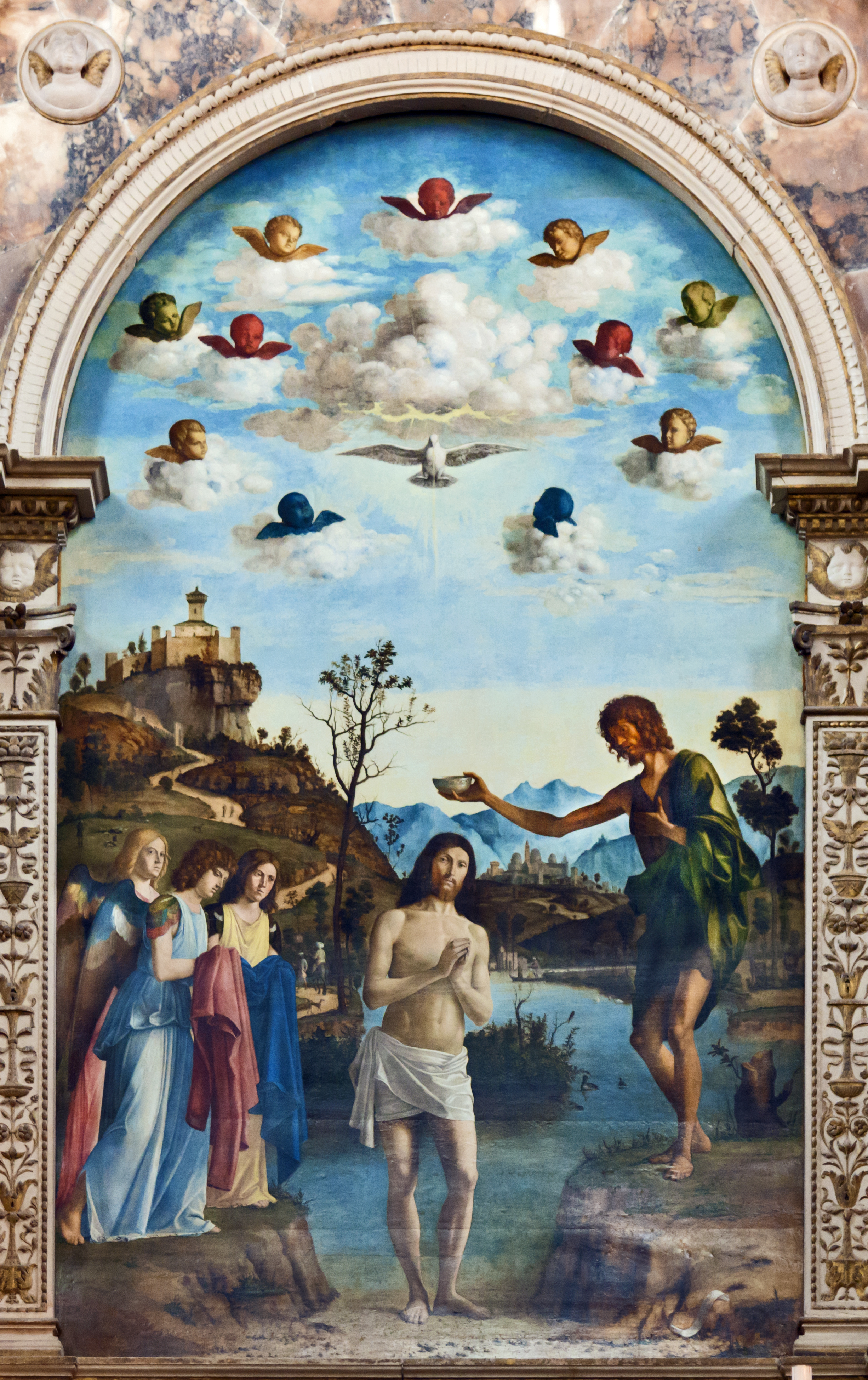
Cima da Conegliano: Taufe Christi, 1493/94, San Giovanni in Bragora, Venedig
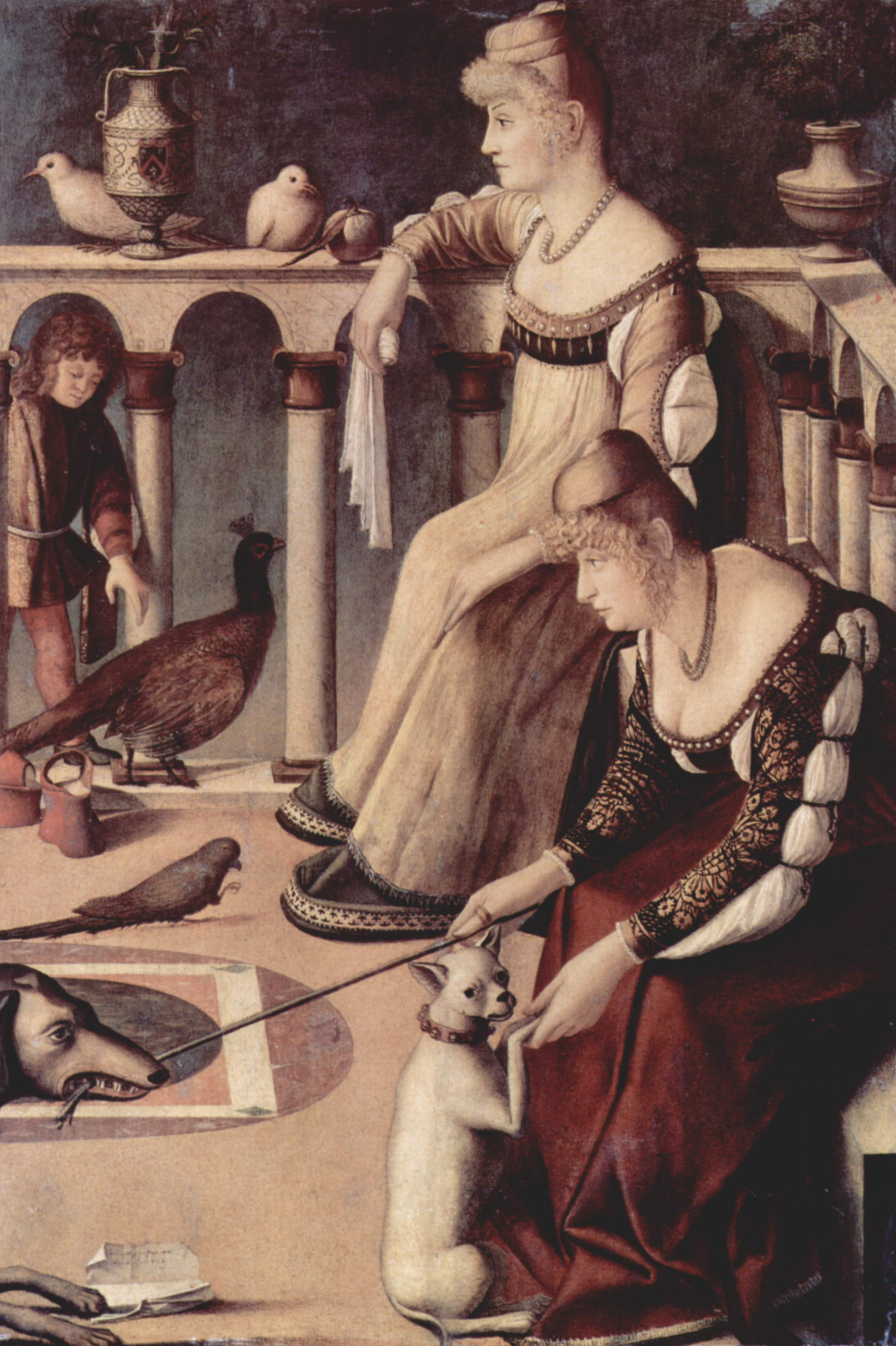
Vittore Carpaccio: Zwei Venezianerinnen auf dem Dach, um 1490, Museo Correr, Venedig
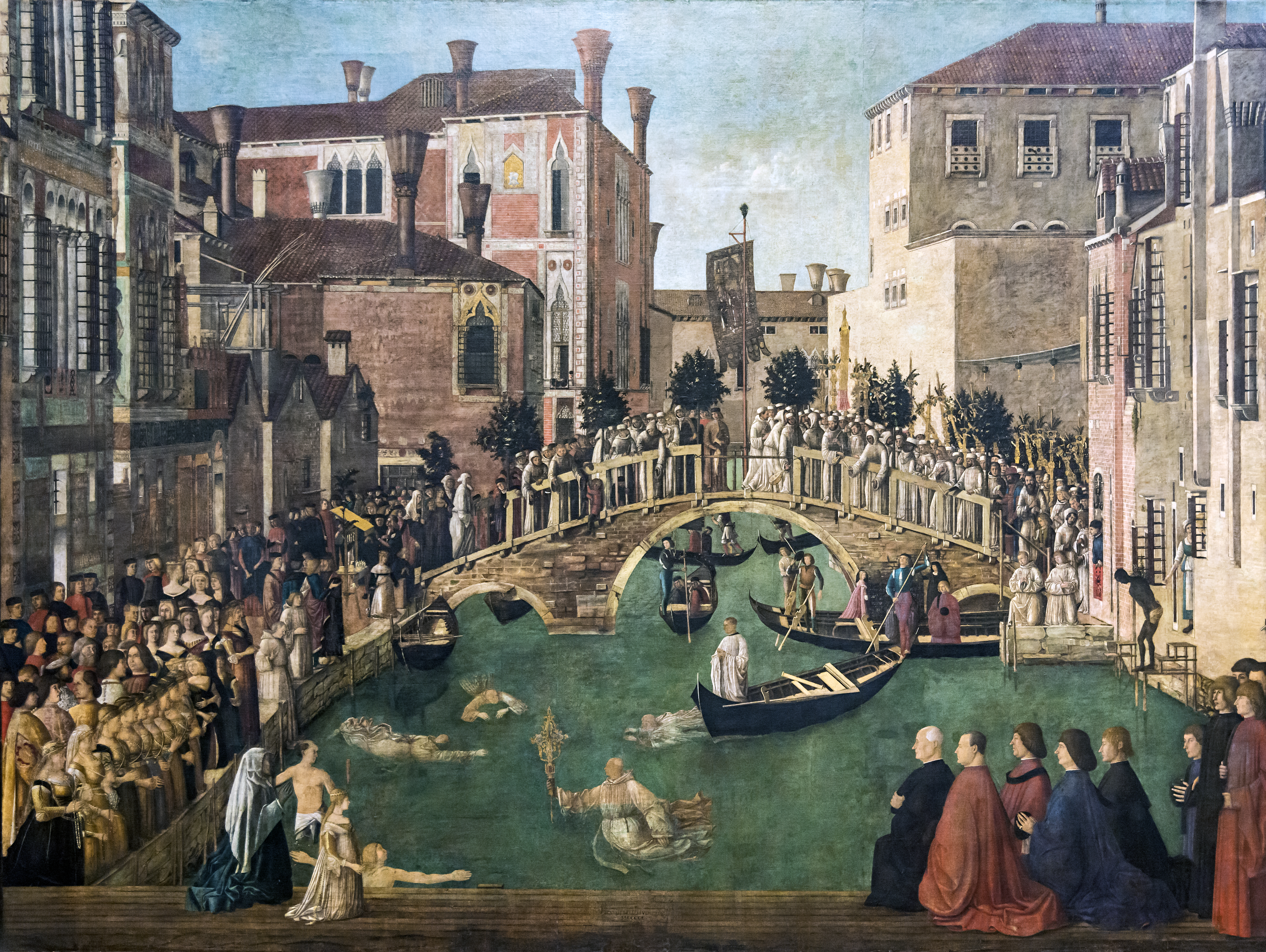
Gentile Bellini: Wunder der Kreuzreliquie an der Ponte di San Lorenzo, 1500, Accademia, Venedig

### 16. Jahrhundert
„Typisch für die venezianischen Malerschulen ist das sinnenfreudige Spiel der Formen, die große Bedeutung der Farbe und ein außerordentliches Gespür für Licht, das den Landschaften etwas Poetisches, Elegisches gibt.“

Giorgione und/oder Tizian: Pastorale (Ländliches Konzert), 1511–12, Louvre, Paris

Im ersten Jahrzehnt nach 1500 gilt der von der Kunstgeschichte zum Mythos aufgebaute Giorgione als treibende Kraft der Hochrenaissance, obwohl seine (ehemalige) Freskendekoration am Fondaco dei Tedeschi der einzige wichtige öffentliche Auftrag war, den er in seinem kurzen Leben in Venedig ausführte. Er führte neue Techniken in die Ölmalerei ein, die für die venezianische Malerei typisch werden sollten und von außerhalb teilweise angegriffen wurden: Er arbeitete ohne Vorzeichnung, entwickelte das Kolorit von Dunkel nach Hell, und soll von Leonardo da Vinci das Sfumato übernommen haben, das allerdings bis zu einem gewissen Grade auch schon von Giovanni Bellini verwendet worden war, aber ohne, dass die Konturen dabei verschwammen. Bei Giorgione spielen Farbe und Licht die Hauptrolle, die Konturen der Figuren, Mensch und Natur werden zu einer poetischen Einheit verschmolzen. Die Stimmung spielt eine mindestens ebenso große Rolle, wie die getreue Abbildung der Natur.
Neben religiösen Werken und Porträts werden nun mythologische Themen – nicht selten mit erotischem Unterton – immer wichtiger.
Nach dem Tode Giovanni Bellinis und Giorgiones stieg der aus Pieve di Cadore stammende Tizian schnell zum bedeutendsten und mächtigsten Maler der Republik auf. Seine klassische, harmonisch ausgewogene Malerei von gleichbleibend edlem und kraftvollem Charakter prägte ein ganzes Zeitalter. Seine fantasievollen Kompositionen sind immer von großer Natürlichkeit. Dabei wandelte sich in seinem langen Leben sein Stil grundlegend: Frühe Werke zeichnen sich durch leuchtende Farben und eine große Klarheit aus, die noch an Bellini erinnern. Besonders einflussreiche Beispiele dieser Phase sind Tizians Maria Assunta (1516–18) und die Pesaro-Madonna (1522–26), beide in der Kirche Santa Maria Gloriosa dei Frari.

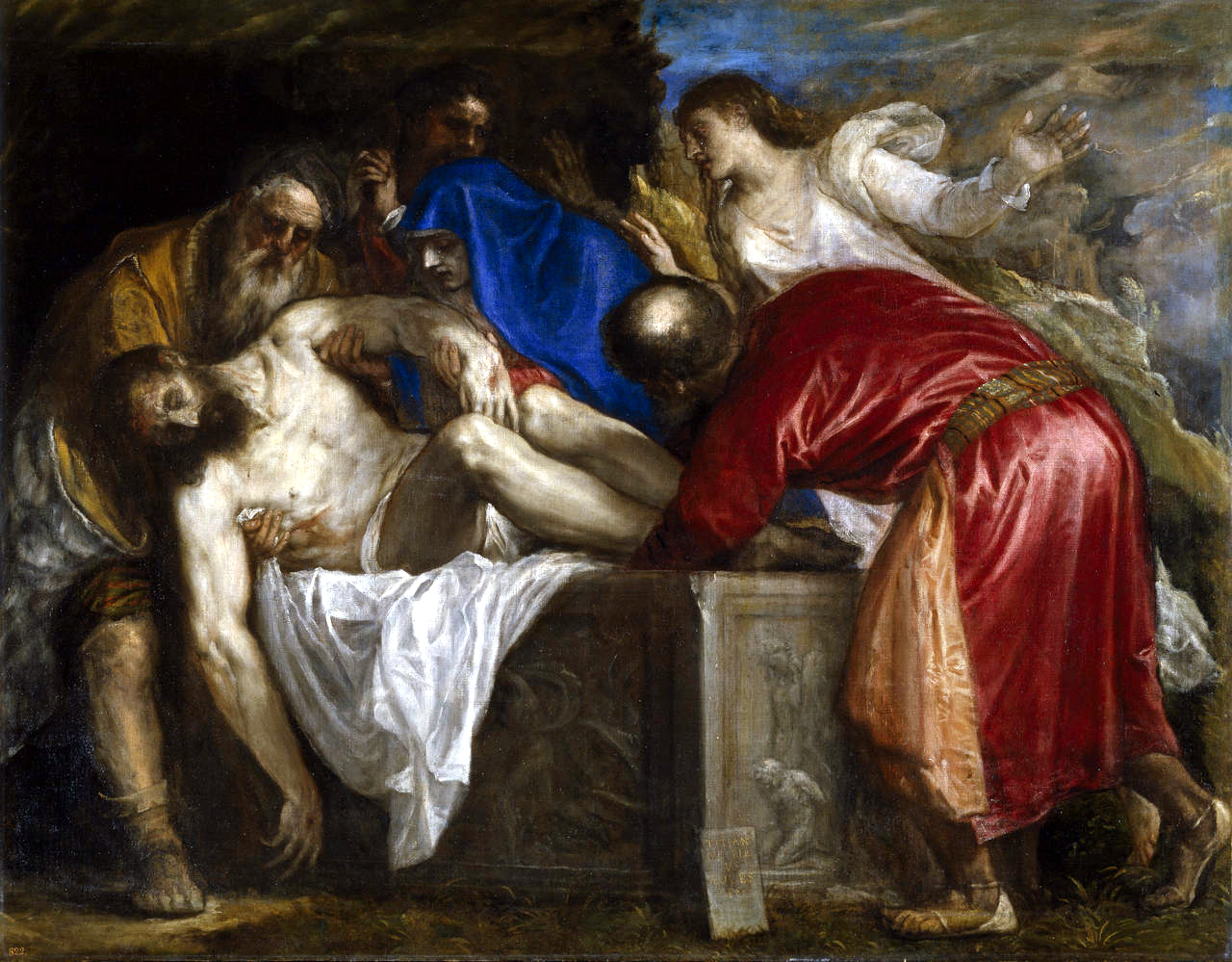
Tizian: Grablegung Christi, 1559, Prado, Madrid

Später wird Tizians Malerei dunkler, die Technik fast impressionistisch aufgelöst, die Farbe pastos und flimmernd und teilweise mit dem Finger aufgetragen. Der „Malerfürst“ ging immer wieder auf Reisen, er erhielt Aufträge aus ganz Europa, besonders von Kaiser Karl V., der ihn auch adelte.
Alle venezianischen Zeitgenossen der Generation Tizians stehen mehr oder weniger in seinem Schatten und unter seinem Einfluss, besonders Palma il Vecchio und Paris Bordone, die als Tizian-Epigonen bezeichnet werden können.

Eigenständiger war Sebastiano del Piombo (eigtl. Sebastiano Luciani) der schon 1511 von Venedig nach Rom ging, und dort sein venezianisches Kolorit á la Giorgione mit Raffaels Einfluss verband. 

Etwas abseits steht das Werk des originellen Lorenzo Lotto, dessen Kunst sich durch große Bewegtheit und einen besonderen Umgang mit Licht und Schatten auszeichnet; er zeigte auch gelegentliche Tendenzen zum Manierismus und wirkte vor allem im Veneto, im damals venezianischen Bergamo und in den Marken; in Venedig selber hatte er relativ wenig Glück.
Eine eigene Kategorie bildet die sogenannte veneto-lombardische Schule, zu der einige bedeutende Maler aus der heutigen Lombardei gehören, die zum Teil eine starke venezianische Prägung hatten. Dazu zählen die beiden im damals zur Republik Venedig gehörenden Brescia lebenden Maler Girolamo Romani, genannt Romanino, und Alessandro Bonvicino, genannt Moretto da Brescia. Romanino war besonders von Giorgione beeinflusst, aber Moretto pflegte einen eigenwilligen Stil, der eher auf Bellini, Tizian und lombardischen Vorbildern basierte. Er pflegte ein klareres Disegno als seine Zeitgenossen in Venedig. Der ebenfalls aus Brescia stammende Giovanni Girolamo Savoldo lebte spätestens ab 1521 tatsächlich in der Lagunenstadt und malte in einem eigenständigen Stil, der durch Giorgione und Tizian beeinflusst war. Ähnliches gilt für Giovanni Busi, genannt Cariani, der gleichfalls aus der Lombardei stammte, aber fast ständig in Venedig wirkte.

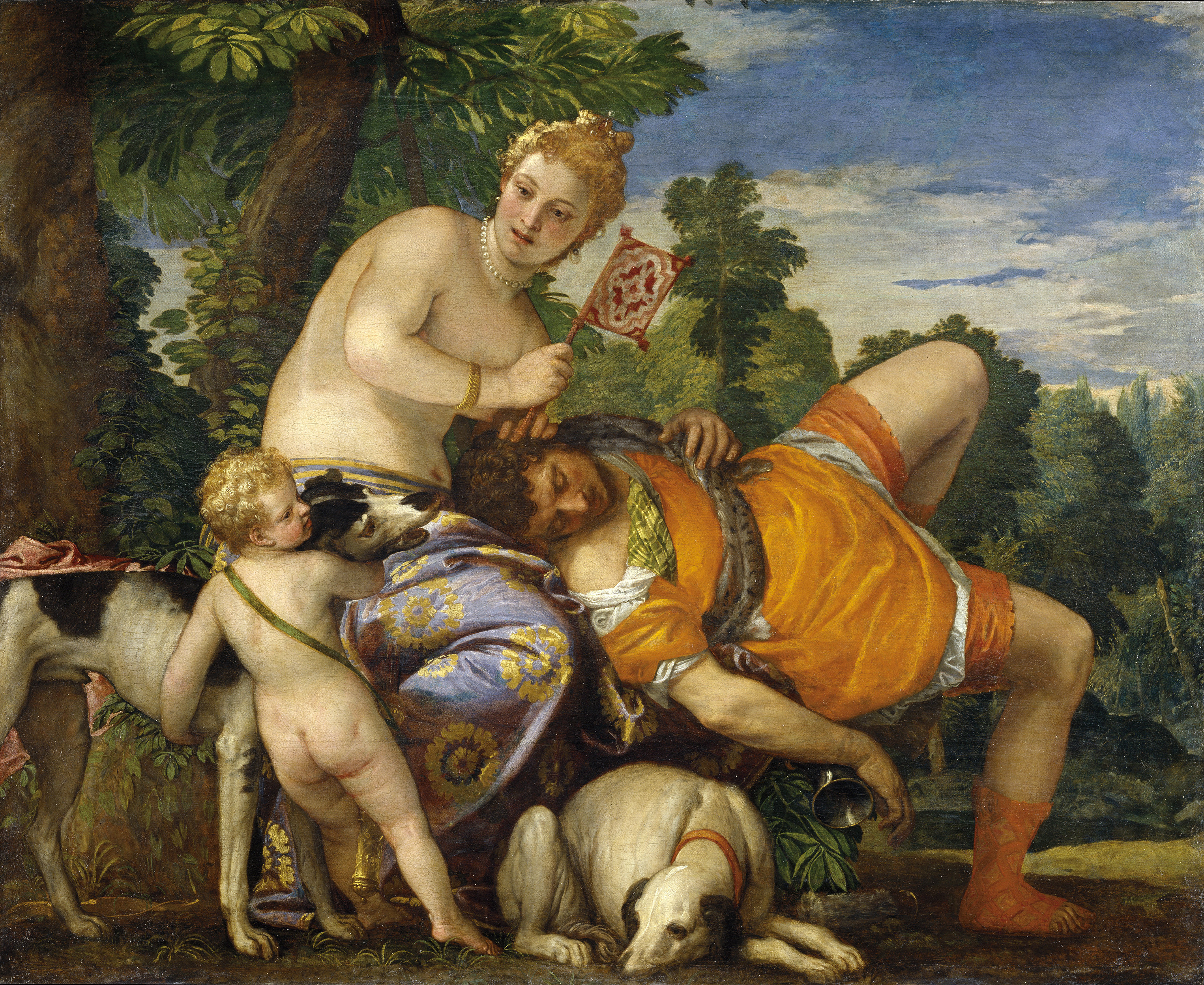
Paolo Veronese: Venus und Adonis, um 1570, Prado, Madrid

Großen Erfolg hatte ab den 1550er Jahren Paolo Veronese, der zwar vom aristokratischen Stilideal Tizians und seinem malerischen Umgang mit der Farbe inspiriert ist, dessen elegante Kunst sich jedoch durch einen ganz eigenen festlich-heiteren und lichterfüllten Charakter auszeichnet, mit einer leuchtenden und chromatischen Farbpalette von oft zarten, pastellenen Tönen, außer im Spätwerk, wo auch er dunklere Töne anschlägt. Seine Konturen (disegno) sind aufgrund seiner Ausbildung in Verona vor allem im frühen und mittleren Werk klarer als bei Tizian oder Tintoretto. Zu Veroneses Hauptwerken in Venedig zählt ein ganzer Gemäldezyklus in der Kirche San Sebastiano.
Der Manierismus kam ab etwa 1540 durch auswärtige Künstler nach Venedig, wie Pordenone, Francesco Salviati, Giovanni della Porta und Giorgio Vasari. Auch einige kleinere venezianische Meister wie Bonifazio Veronese (eigtl. Bonifazio de‘ Pitati) und Andrea Schiavone zeigten manieristische Tendenzen, aber auf die Kunst von Tizian und Veronese hatte diese Strömung keinen oder wenig Einfluss, wodurch ihre Malerei besonders klassisch wirkt.
Tintoretto – der dritte große Venezianer und im Gegensatz zu vielen anderen tatsächlich in der Lagunenstadt geboren – gilt dagegen als einer der bedeutendsten Maler des Manierismus. Seine Malerei zeichnet sich durch Dramatik, gewagte Perspektiven und Verkürzungen und schnelle Pinselstriche aus. Mit dem Manierismus verbindet ihn auch ein Hang zur Mystik. Tintoretto wirkte sein Leben lang in der Lagunenstadt, zu seinen Hauptwerken gehören die Gemäldezyklen in der Scuola di San Rocco und Bilder in den Kirchen San Rocco und Madonna dell’Orto.
Manieristisch angehaucht ist auch das Werk des Jacopo Bassano, der vor allem für seine Pastoralen bekannt ist.
1576/77 wurden Teile des Dogenpalastes durch Brände zerstört, und besonders die seinerzeit berühmten Fresken aus dem 14. und frühen 15. Jahrhundert in der Sala del Maggior Consiglio wurde durch Decken und Wandfresken von Veronese, Tintoretto und dessen Sohn Domenico, sowie Palma il Giovane ersetzt. Die Malereien wurden nun in Öl auf Leinwand gemacht, da sich Fresken im feuchten Klima Venedigs nicht gut hielten.

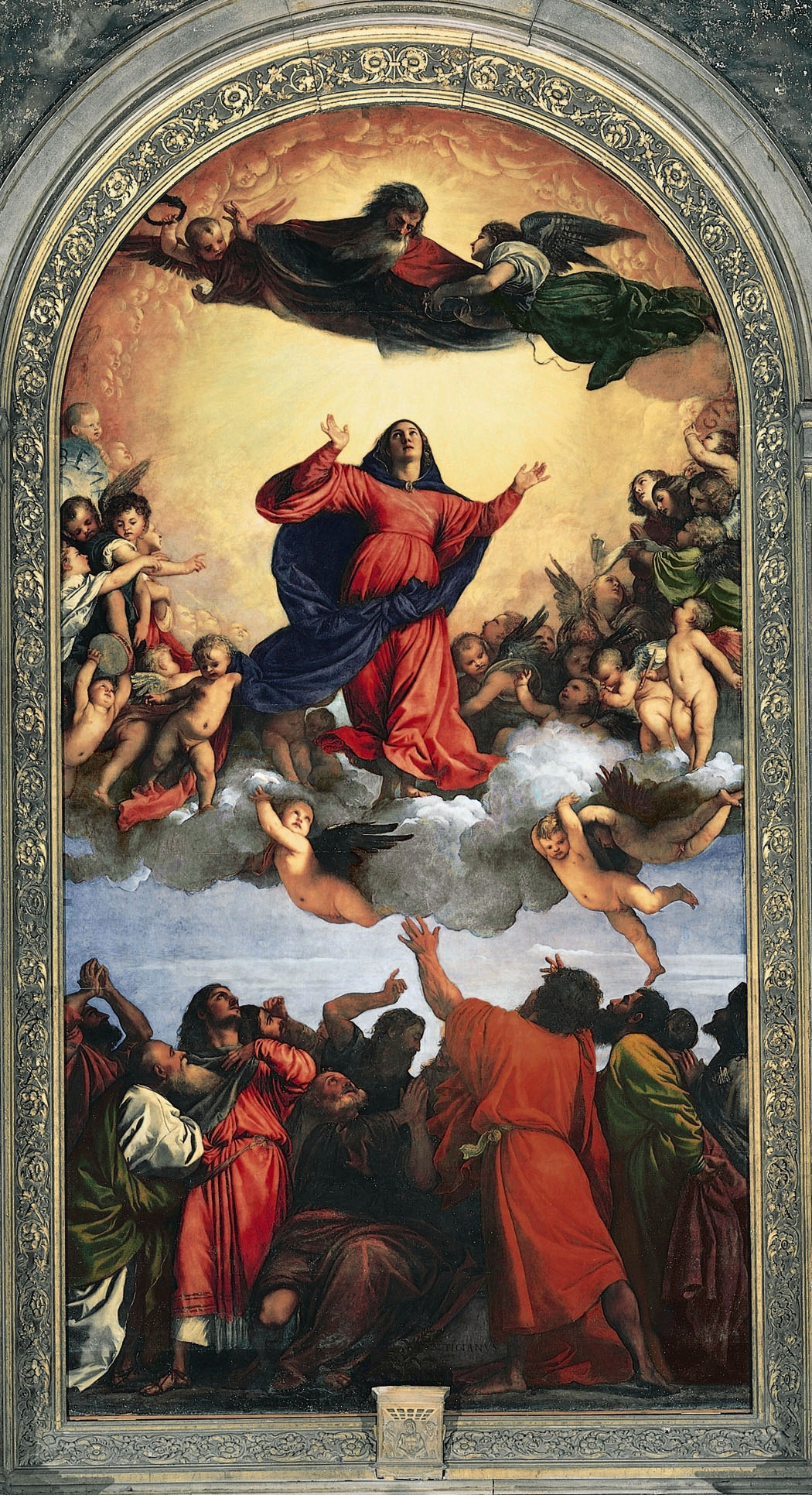
Tizian: Assunta, 1516/18, Santa Maria Gloriosa dei Frari, Venedig
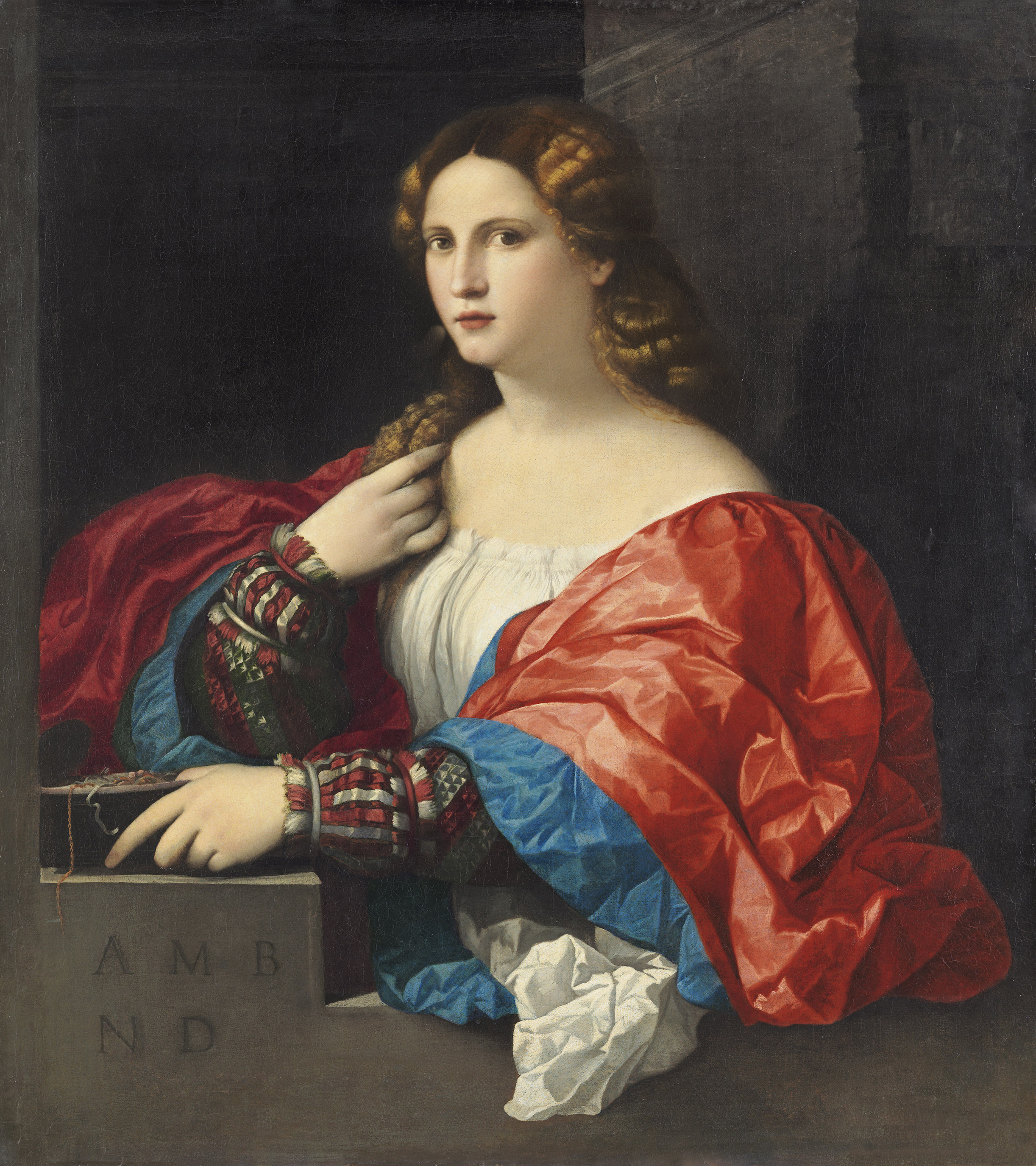
Palma Vecchio: La Bella, 1518/20, Museo Thyssen-Bornemisza, Madrid
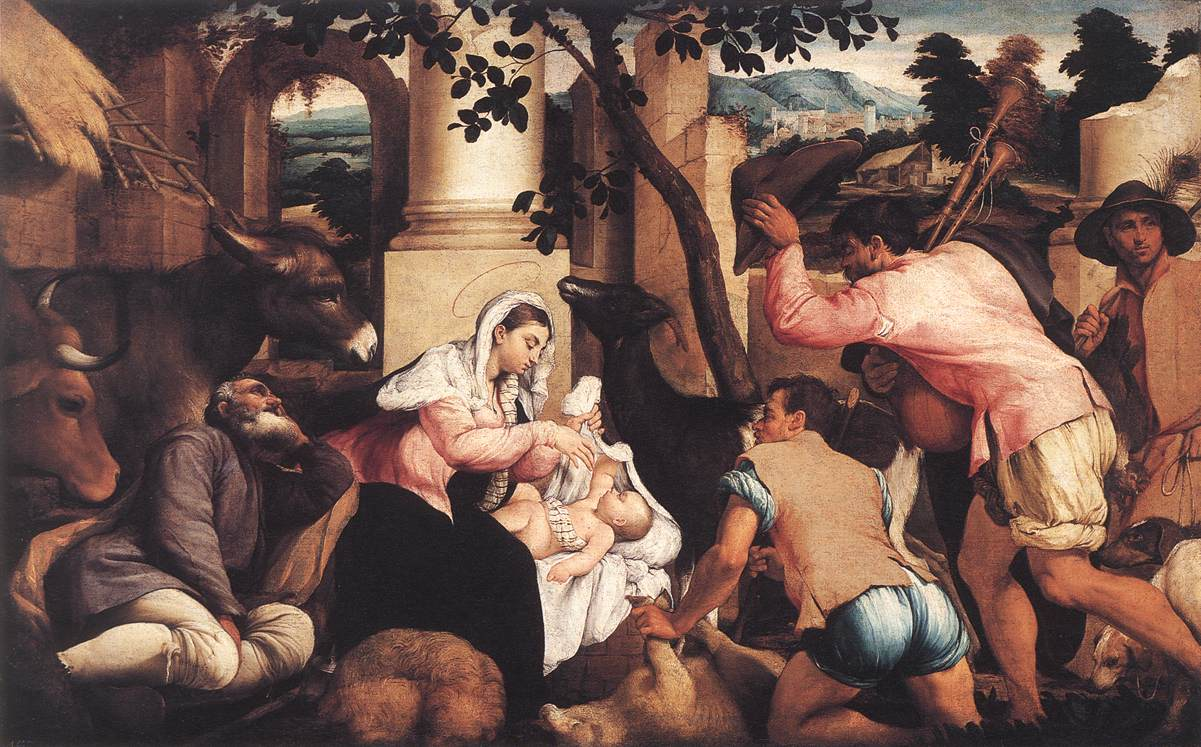
Jacopo Bassano: Anbetung der Hirten, 1544–45, Windsor Castle
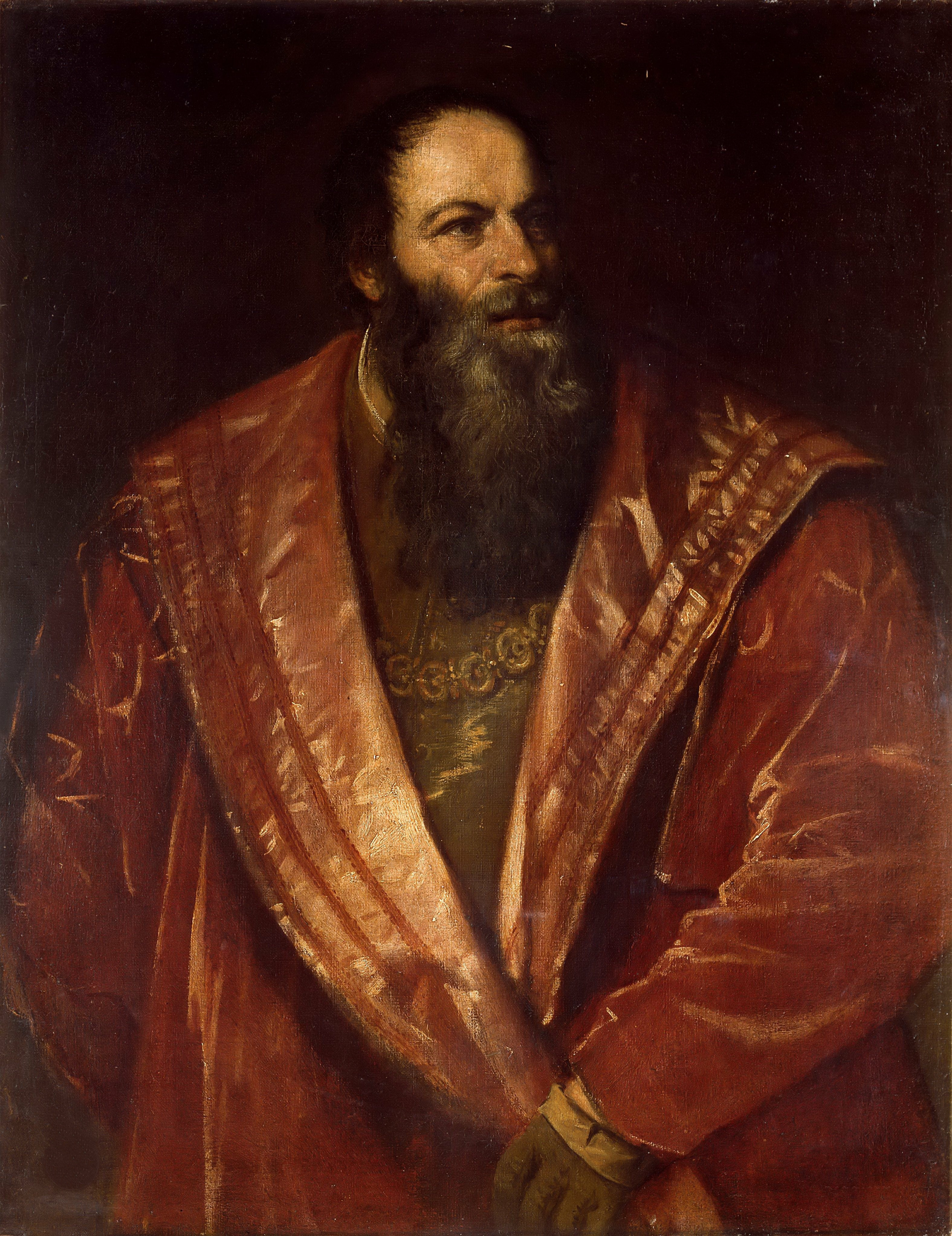
Tizian: Pietro Aretino, 1545, Galleria Palatina (Palazzo Pitti), Florenz
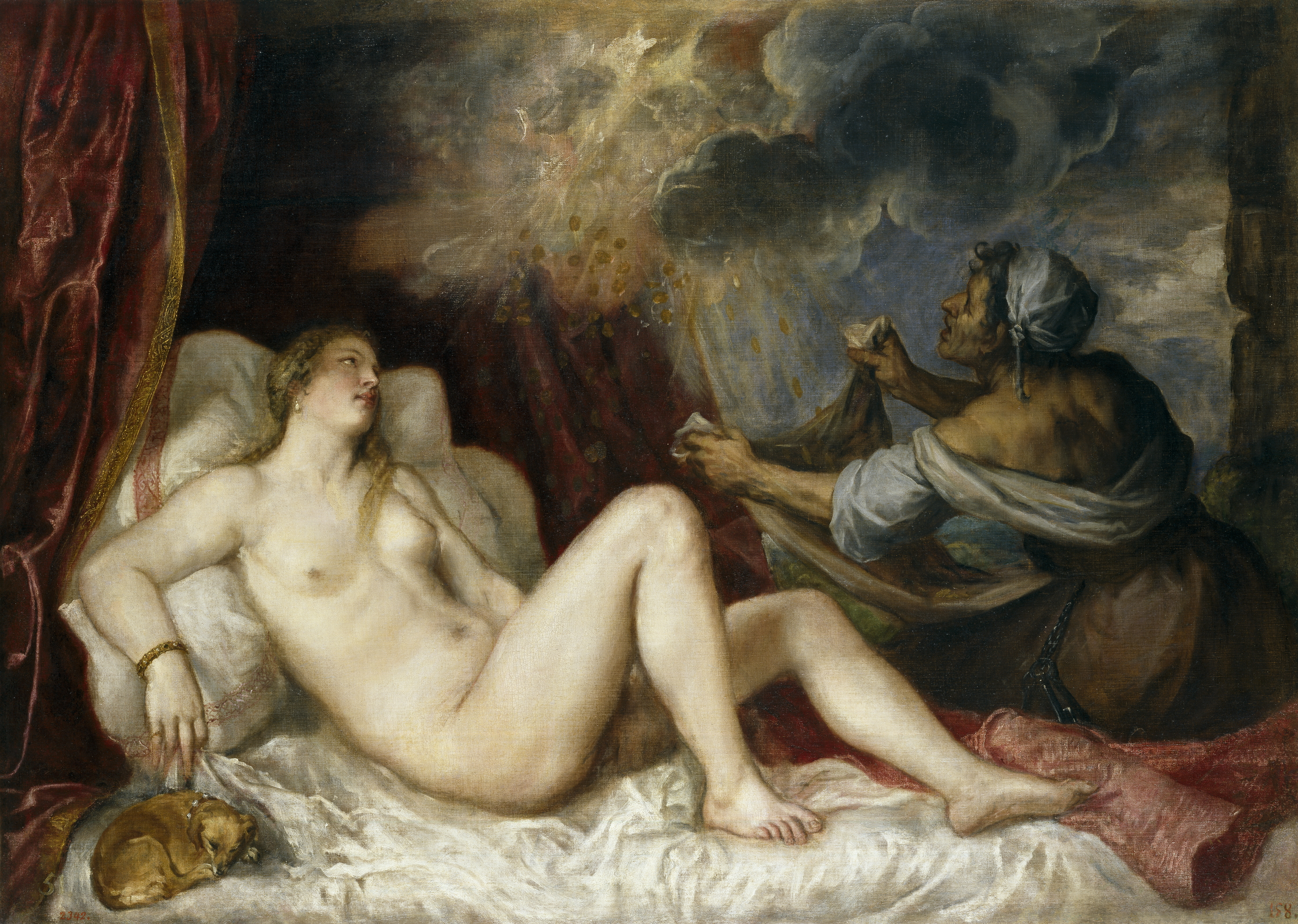
Tizian: Danae, 1553–54, Prado, Madrid
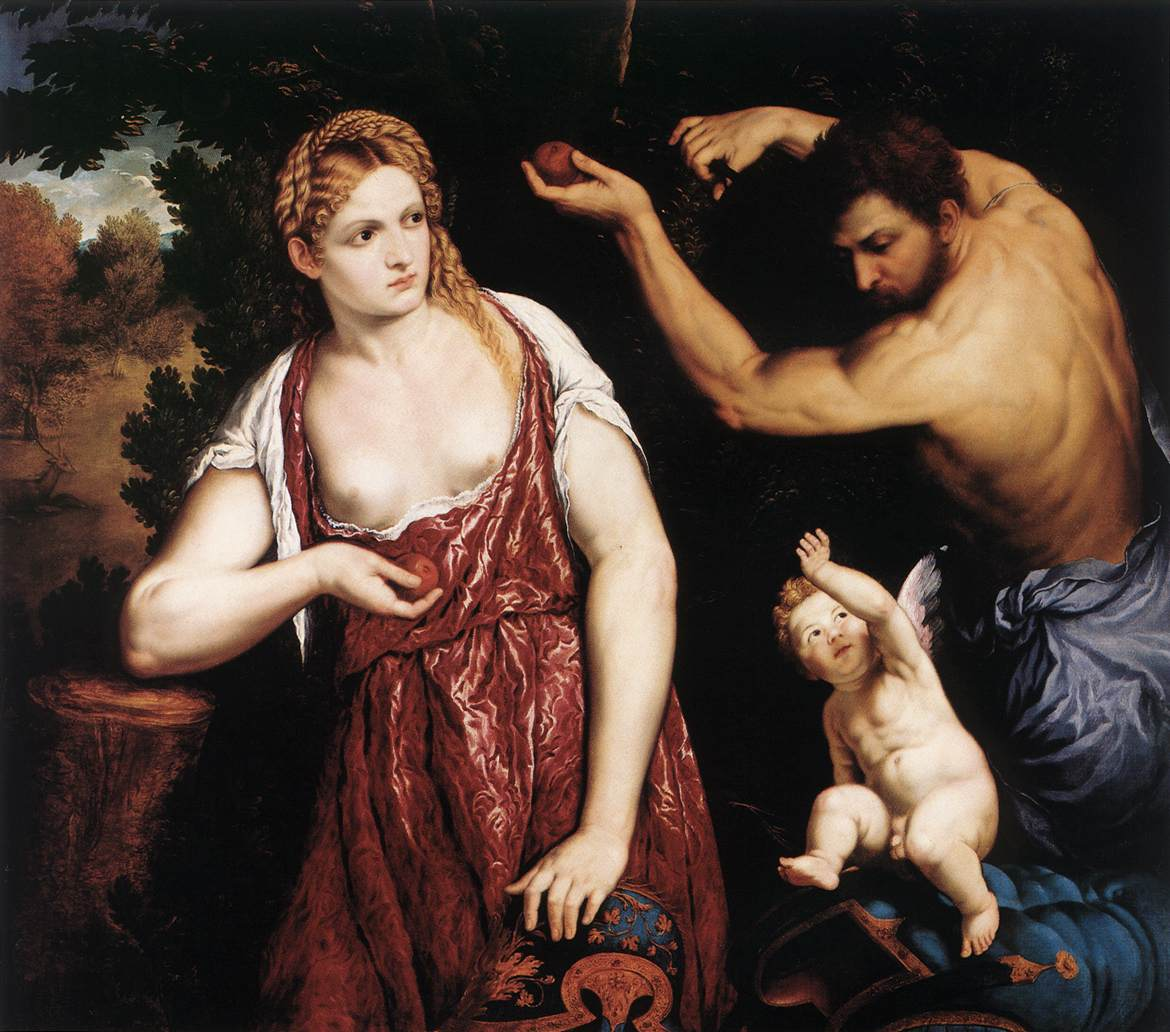
Paris Bordone: Venus und Mars mit Cupido, 1559–60, Galleria Doria Pamphilj, Rom
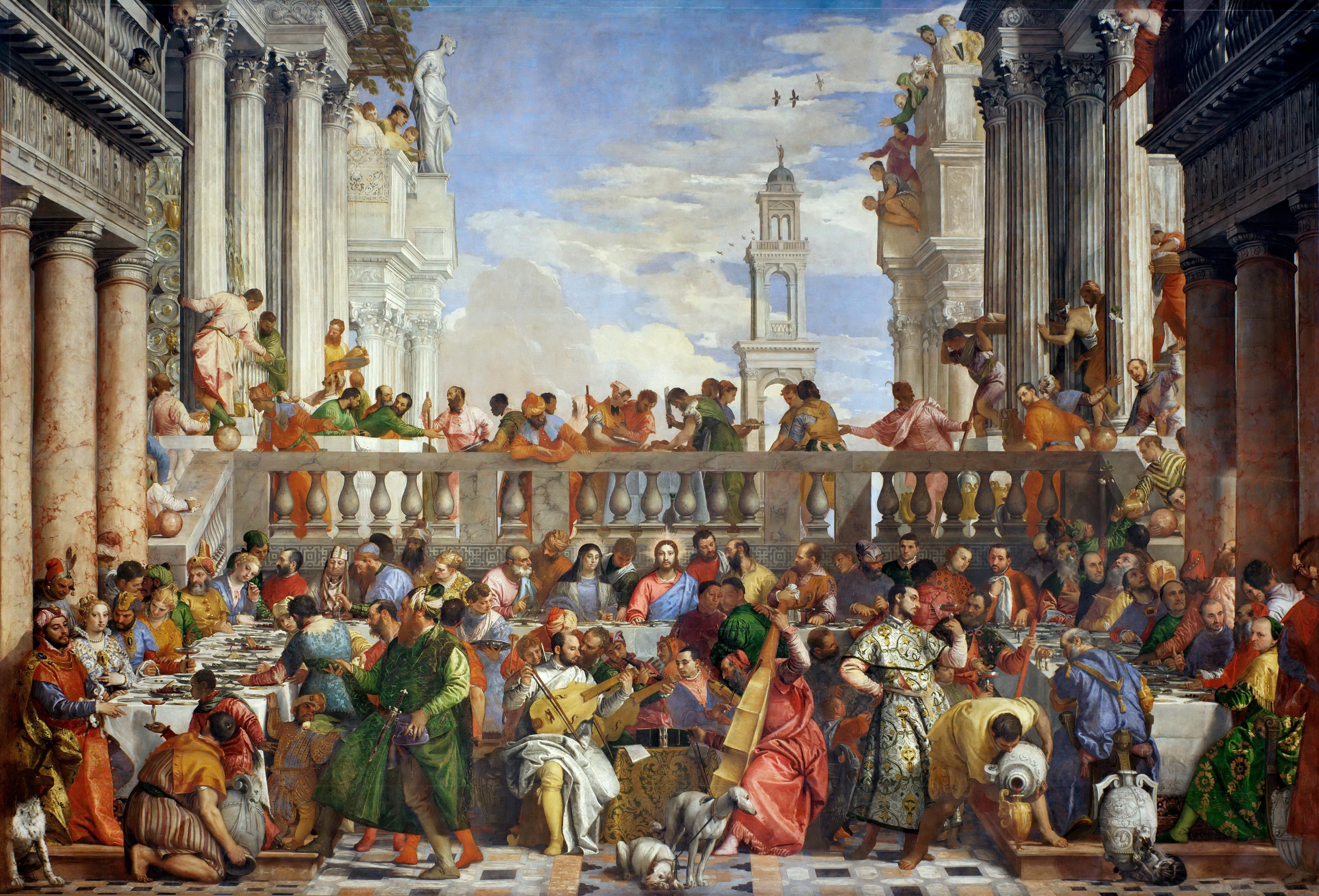
Paolo Veronese: Die Hochzeit zu Kana, 670 × 990 cm, Louvre, Paris (urspr. für San Giorgio Maggiore), 1562–63
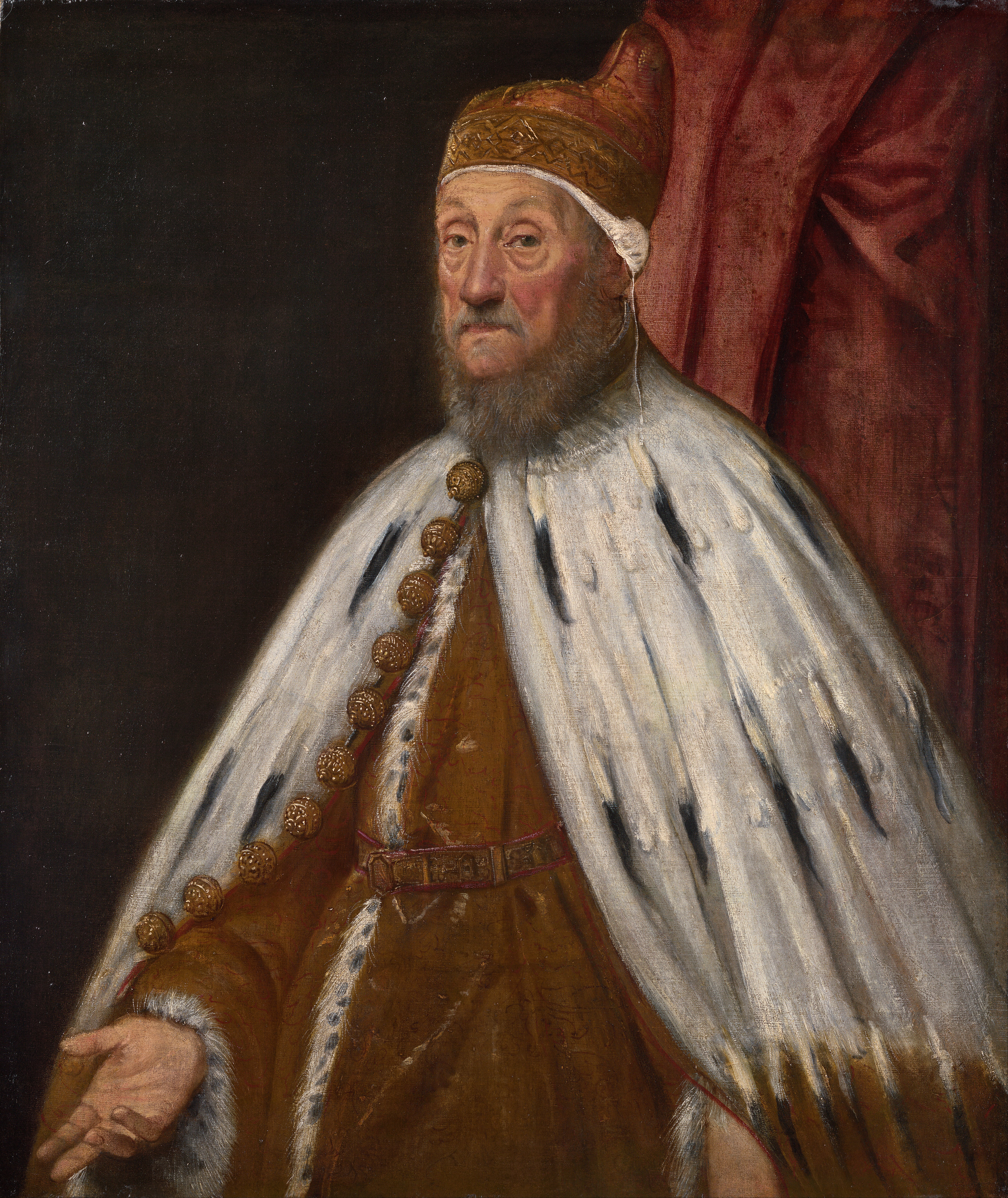
Jacopo Tintoretto: Der Doge Pietro Loredan, 1567–70, National Gallery of Victoria, Melbourne
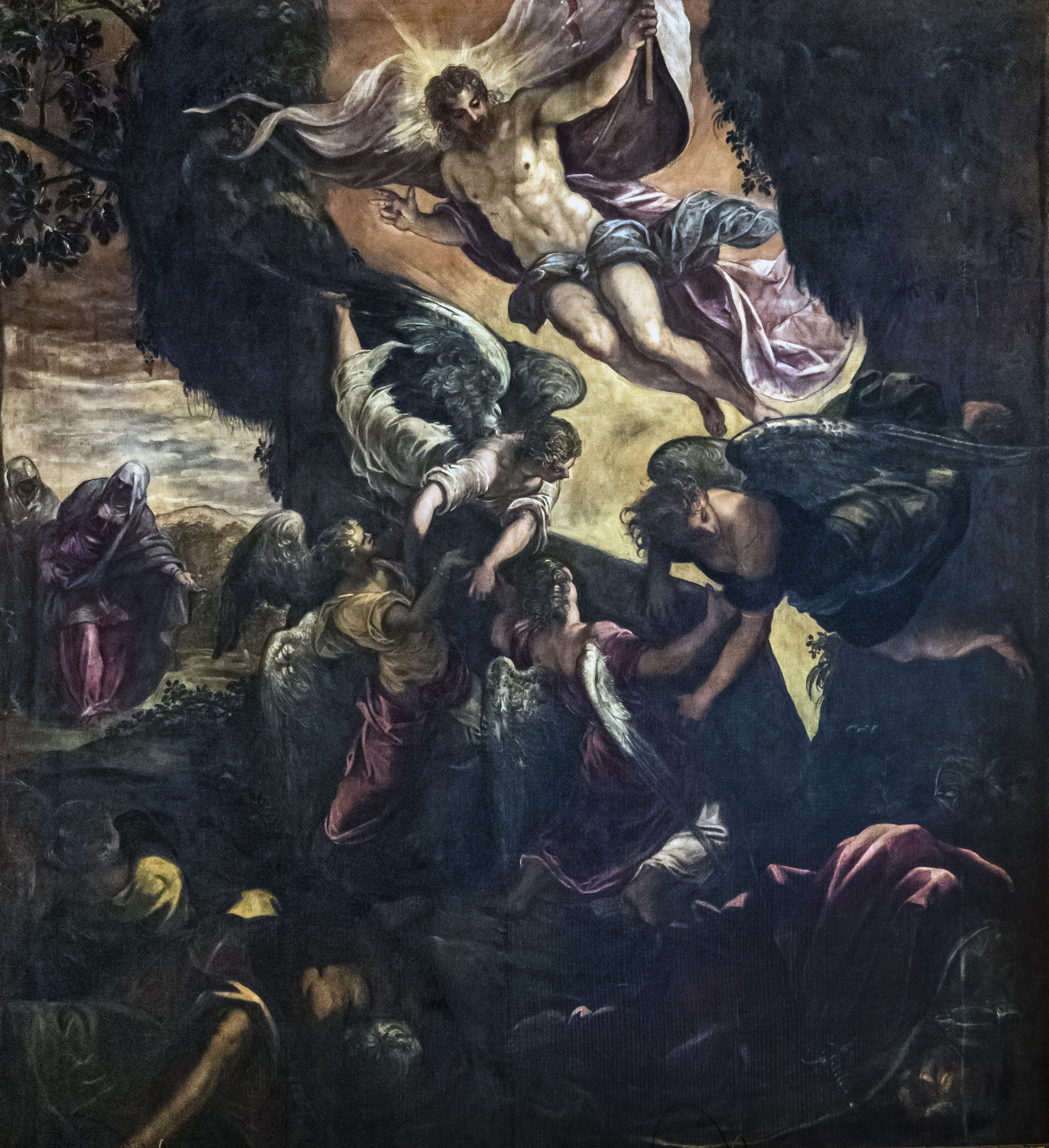
Jacopo Tintoretto: Auferstehung Christi, 1578–81, Scuola Grande di San Rocco, Venedig

### 17. Jahrhundert
Nach dem Tode der großen Maler Tizian (1576), Veronese (1586) und Tintoretto (1594) geriet die venezianische Malerei aus Mangel an wirklich großen Talenten in eine Krise. Zwar wurden die Werkstätten der Tintoretto und Veronese (bzw. Cagliari) von ihren Erben weitergeführt, konnten aber die Qualität ihrer beiden großen Begründer nicht halten und versanden im Mittelmaß. Sie alle genau wie Palma il Giovane arbeiteten bis in die 1620er Jahre in einem spätmanieristischen Stil weiter, anscheinend ohne die andernorts erfolgten Neuerungen im Sinne des Barock zu registrieren.

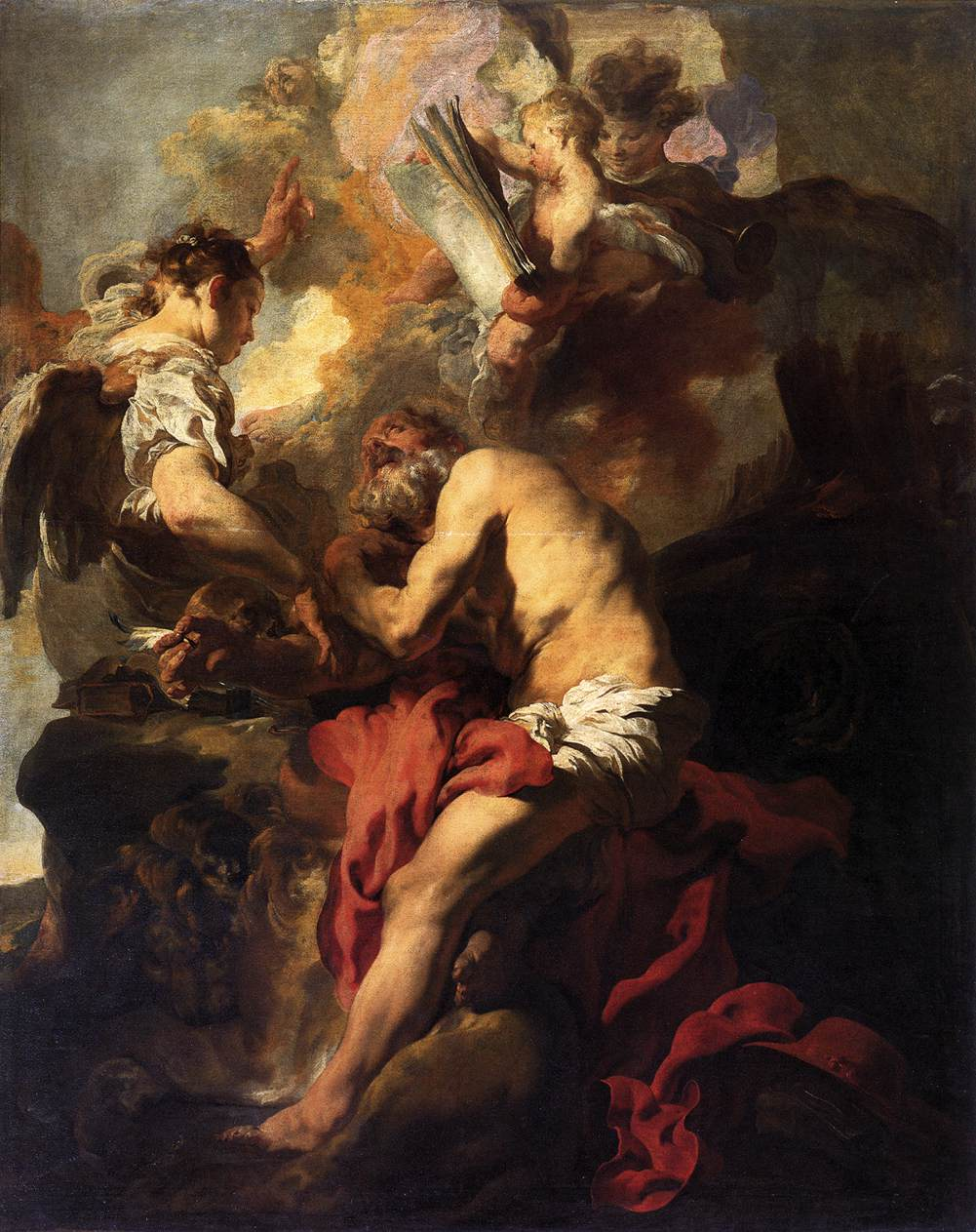
Johann Liss: Vision des Hl. Hieronymus, ca. 1627, San Nicola da Tolentino, Venedig

In dieser stagnierenden Situation kamen nach 1620 einige fremde große Künstler in die Stadt, die das venezianische Kolorit mit modernen Einflüssen vor allem aus Rom (Carracci, Tenebrismus der Caravaggisten u. a.) in einem barocken und eigenständigen Sinne verbanden: die beiden früh verstorbenen Domenico Fetti und Johann Liss, sowie um 1640 der Genueser Bernardo Strozzi. Alle drei malten mit duftigem Pinselstrich und waren meisterhafte Koloristen mit neuen Ideen, hinterließen aber nicht viel in der Stadt und ihre Anregungen wurden erst um 1700 von den spätbarocken Venezianern verarbeitet. Auch Carlo Saraceni und Padovanino wirkten zu Beginn des 17. Jahrhunderts in Venedig.
Die nun folgende Epoche des Hochbarock wird allgemein wenig beachtet. Die interessantesten barocken Künstler, die in oder für Venedig wirkten, waren nun „Ausländer“, die aus anderen Regionen und künstlerischen Traditionen stammen. Der Neapolitaner Luca Giordano gilt oft als Auslöser einer relativ späten Welle des Tenebrismus, die Venedig in den 1650er bis 1670er Jahren ergriff, die sich aber nicht nur auf Jusepe de Ribera und die neapolitanischen Caravaggisten berufen konnte, sondern auch auf Tizians und Veroneses dunkle Spätwerke und auf Tintoretto. Es kann dabei jedoch nicht von einem eigenen ausgesprochen „typisch venezianischen“ Stil die Rede sein. In dieser Epoche lebten und malten in Venedig Sebastiano Mazzoni (aus Florenz), Francesco Maffei (aus Vicenza), Giambattista Langetti (aus Genua) und Antonio Zanchi (aus Este). Zu den beeindruckendsten Wandgemälden des barocken Venedigs gehört Antonio Zanchis hochdramatisches Pest-Gemälde von 1666 an der Prunktreppe der Scuola Grande di San Rocco.

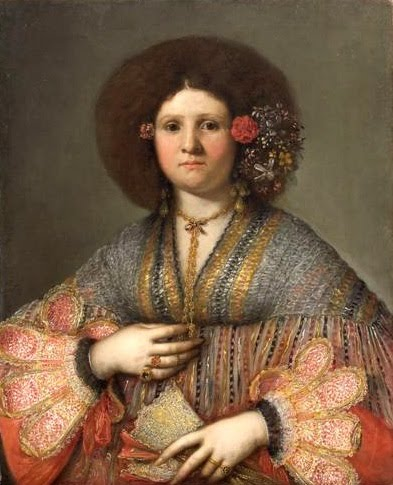
Gerolamo Forabosco: Venezianerin, 1659, Verbleib unbekannt

Ein erfolgreicher Maler der venezianischen Kunstszene des Hochbarock war ab 1655 auch der aus Bayern stammende Johann Carl Loth. Pietro Liberi (aus Padua) pflegte einen lichteren, hellen und klassizistisch beeinflussten Stil, ohne Berührung mit der tenebroso-Welle.
Zu den wenigen „echten“ Venezianern dieser Zeit – jedoch stilistisch nicht unbedingt im Sinne der Tradition – gehörten Girolamo Forabosco, der einige interessante Porträts hinterließ, der „tenebroso“ Pietro Negri und Giovanni Antonio Fumiani.
Der römische Barock des Pietro da Cortona gelangte ab 1663–64 durch dessen Altarbild Daniel in der Löwengrube in San Daniele nach Venedig (heute Accademia, Venedig). Auch Giovanni Antonio Fumianis zwischen 1684 und ca. 1706 geschaffenes riesiges Deckengemälde Martyrium und Apotheose des Hl. Pantaleon in San Pantalon ist dem römischen Barock verpflichtet und dem gewagten perspektivischen Illusionismus von Andrea Pozzo nachempfunden.

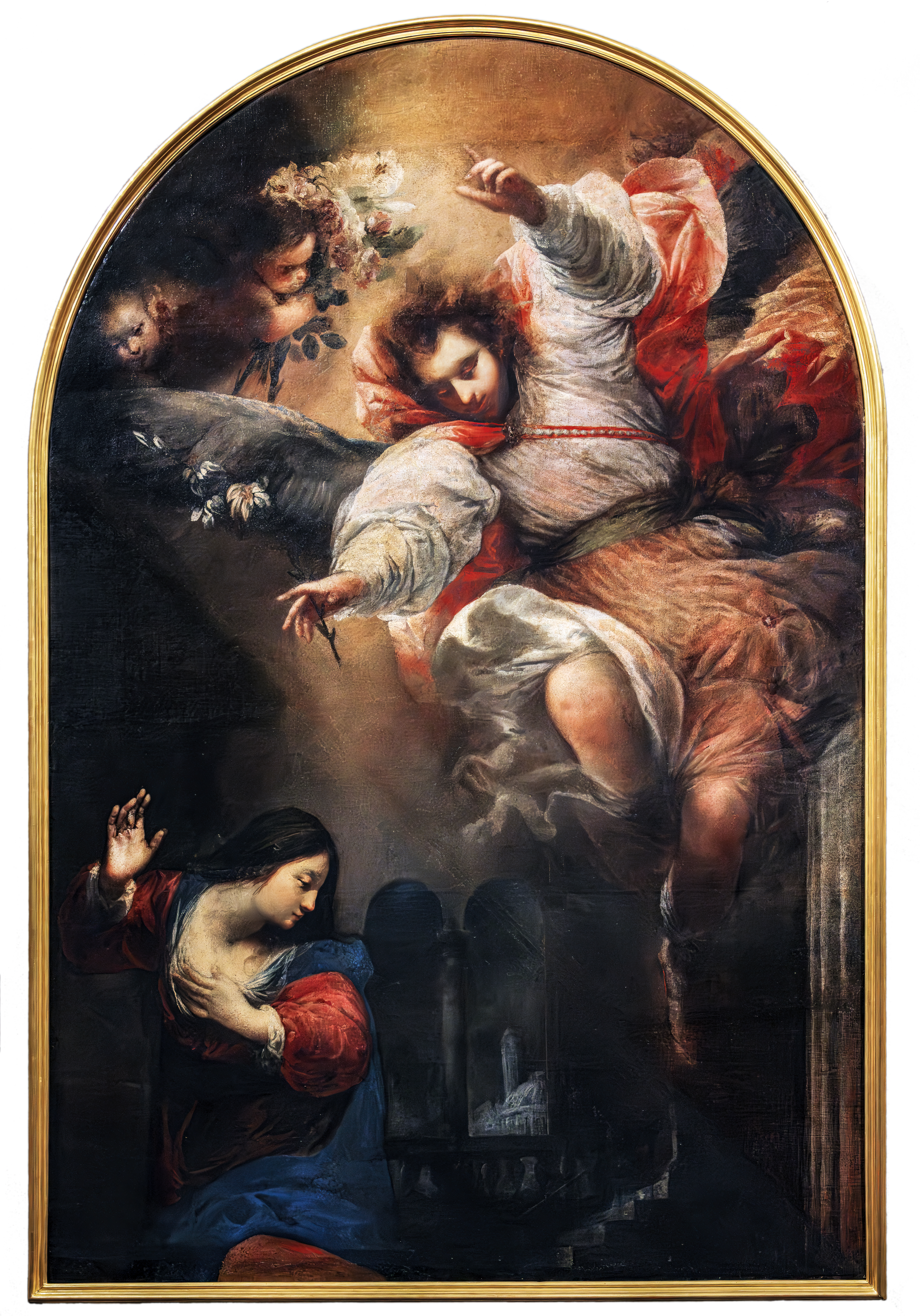
Sebastiano Mazzoni: Verkündigung, um 1650, Accademia, Venedig
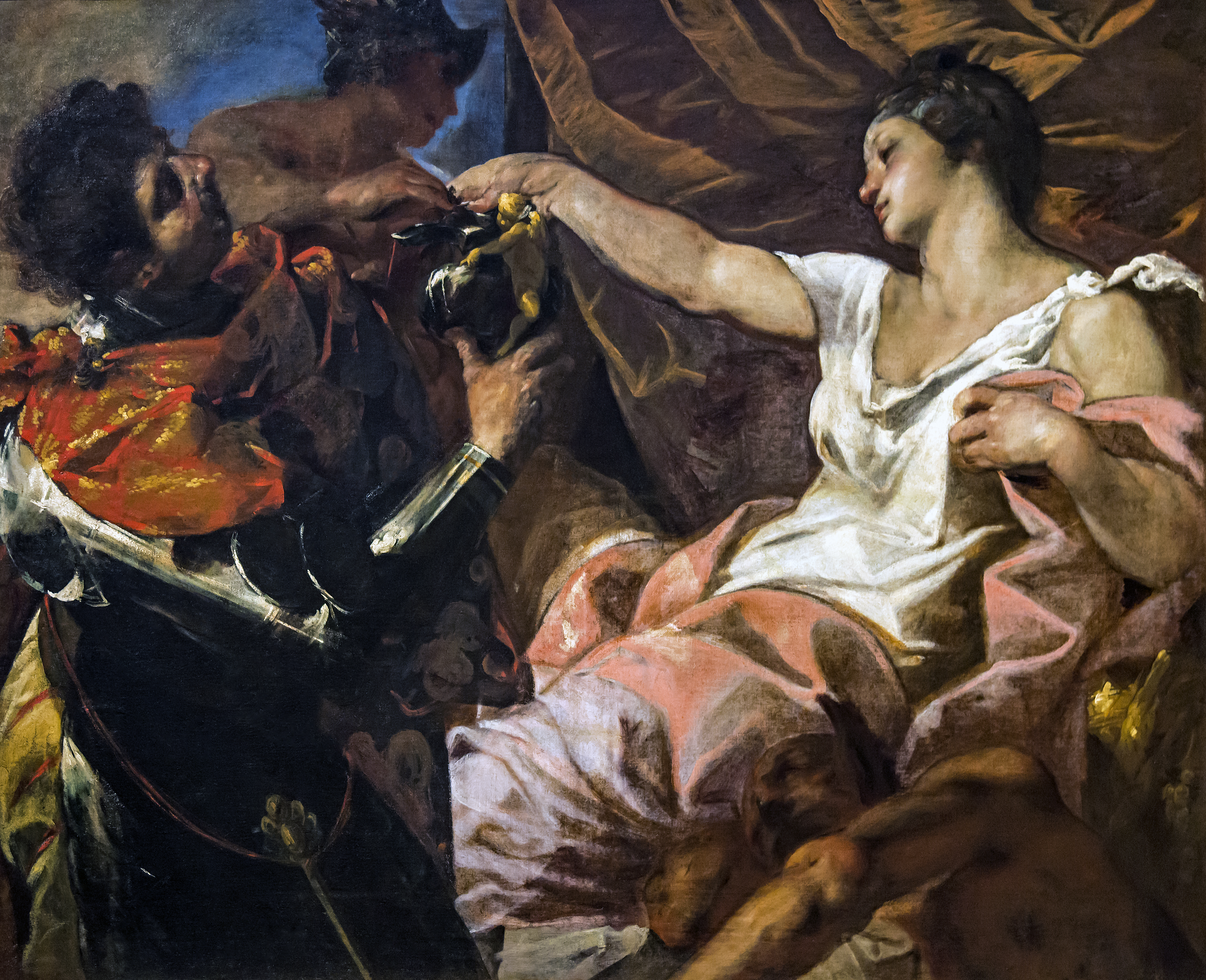
Francesco Maffei: Mythologische Szene, um 1650, Accademia, Venedig
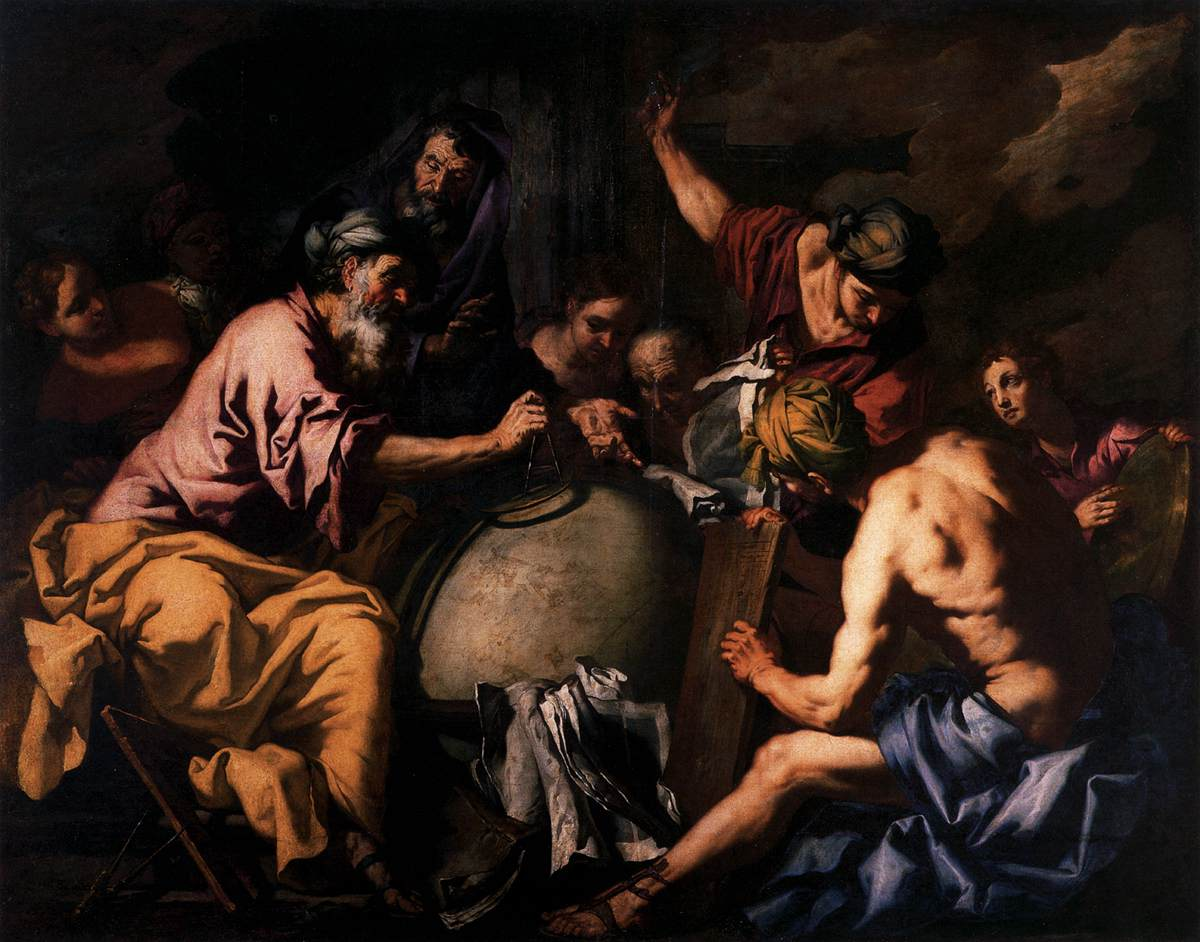
Antonio Zanchi: Abraham lehrt die Ägypter Astrologie, 1665, Santa Maria del Giglio, Venedig
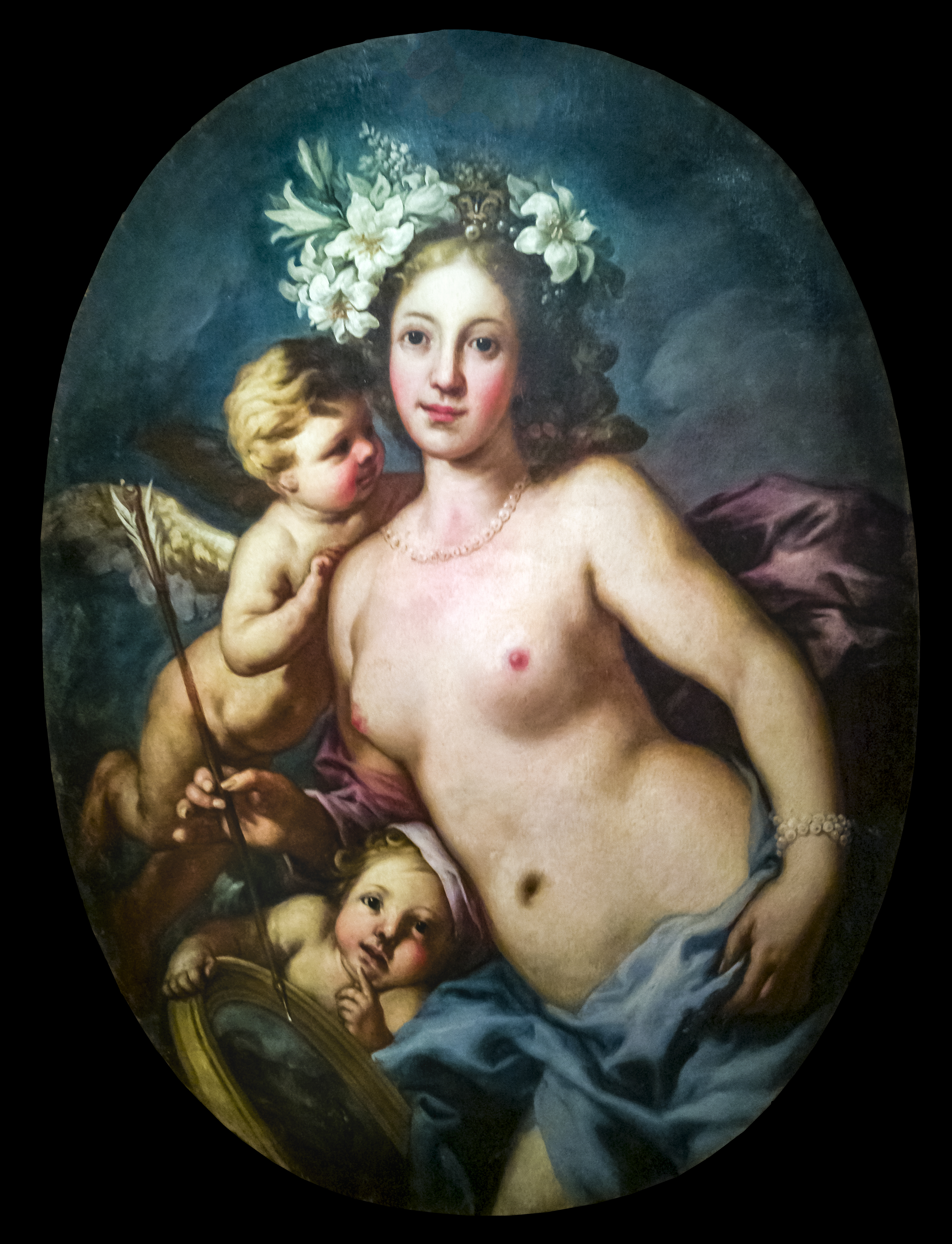
Antonio Zanchi: Allegorie der reinen Liebe, Ca’ Rezzonico, Venedig
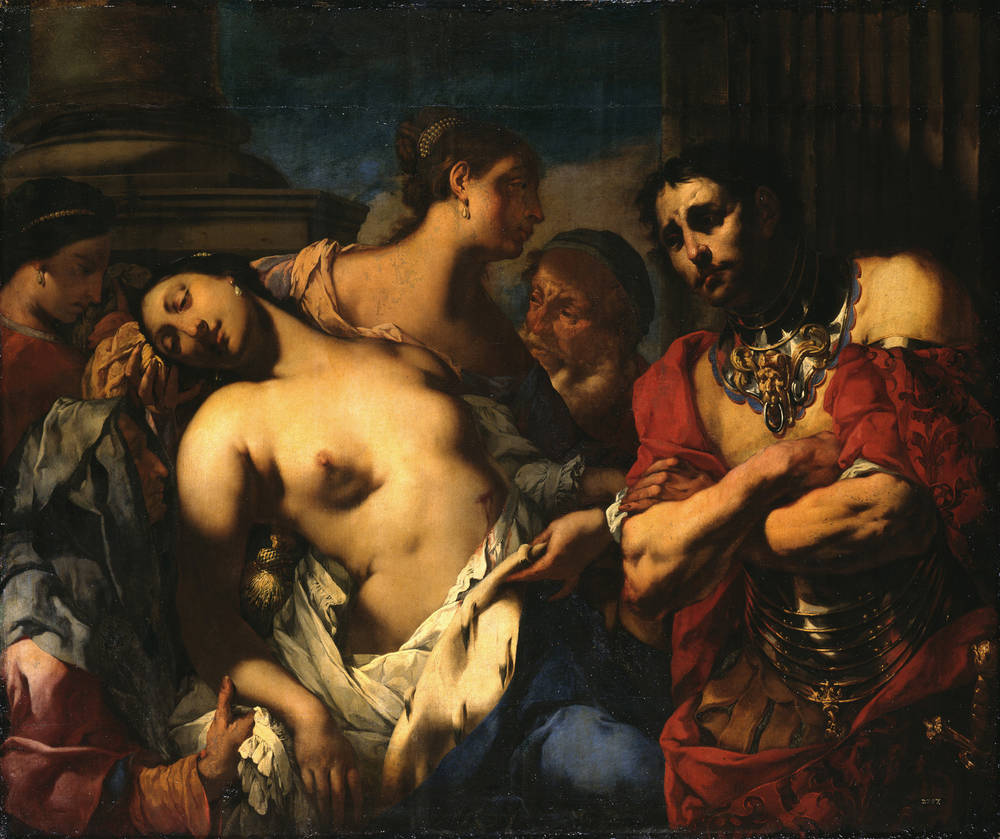
Pietro Negri: Nero mit dem Leichnam der Agrippina, 1674–79, Gemäldegalerie Alte Meister, Dresden
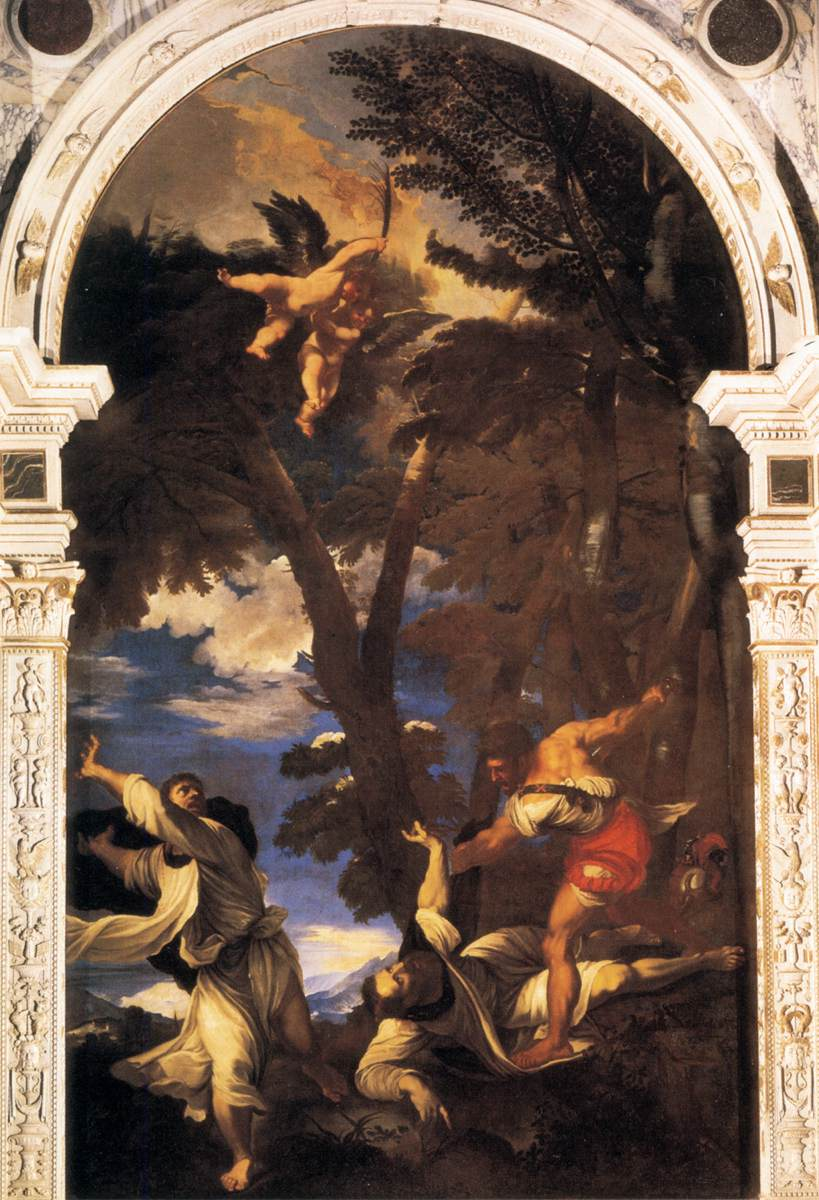
Johann Carl Loth: Tod des Hl. Petrus Martyr, 1691, Santi Giovanni e Paolo, Venedig

### 18. Jahrhundert

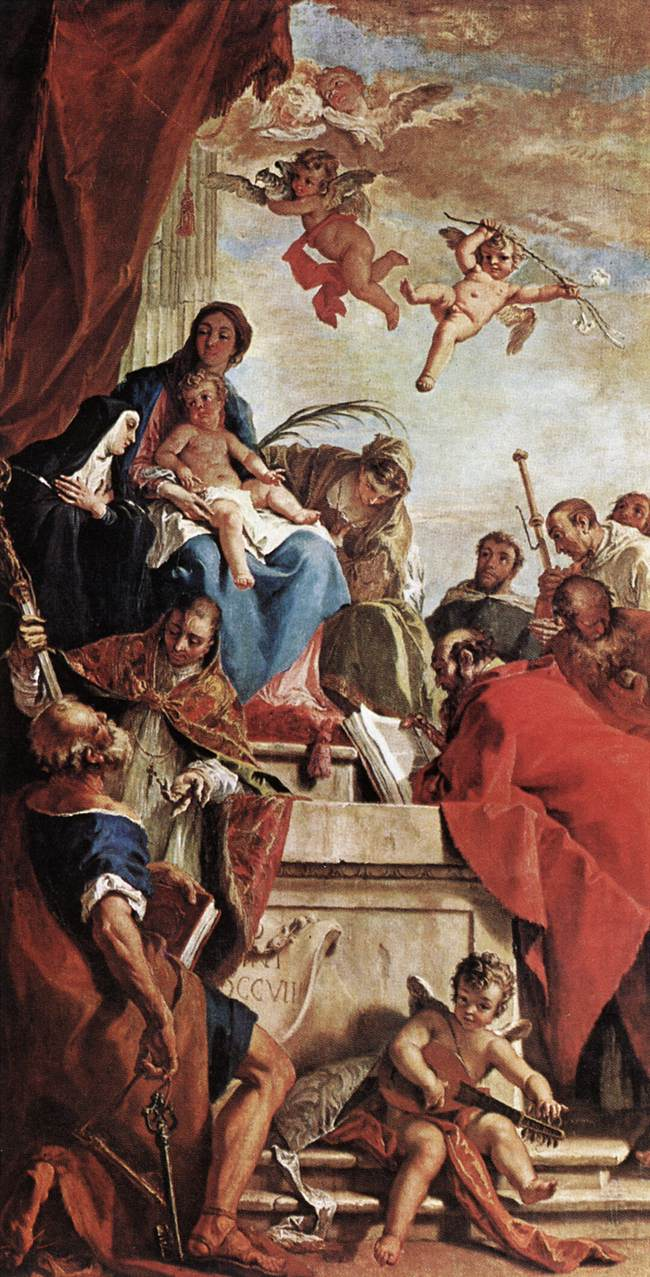
Sebastiano Ricci: Madonna und Kind mit Heiligen, 1708, San Giorgio Maggiore, Venedig

Eine genuin venezianische Malerei von hoher und höchster Qualität entstand erst wieder um 1700 in Spätbarock und Rokoko, vor allem mit Berufung auf den lichterfüllten Stil von Paolo Veronese („Neo-Veronismo“), aber auch auf die frühbarocken Koloristen Domenico Fetti und Johann Liss. Der wohl wichtigste Protagonist dieser Entwicklung war der in Venedig ausgebildete Sebastiano Ricci, der nach Wanderjahren durch andere italienische Kunstmetropolen erst in den 1690er Jahren wieder zurückkehrte und mit seinen duftig gemalten farbenfrohen Bildern als Begründer des venezianischen Rokoko gilt. Er malte vor allem religiöse und mythologische Szenen, hatte auch eine europäische Karriere und Einfluss auf Künstler anderer Regionen.
Neben Ricci gehören auch Giovanni Antonio Pellegrini und Giambattista Pittoni zu den Vorreitern des venezianischen Spätbarock und Rokoko. Andere Maler dieser Epoche waren Antonio Bellucci, Gregorio Lazzarini, Gaspare Diziani, Bambini und Jacopo Amigoni. Zu den besten Malern des Rokoko zählte außerdem Giovanni Antonio Guardi, der oft mit seinem für seine späteren Veduten berühmten jüngeren Bruder Francesco zusammenarbeitete.
Ein eigenes Profil besitzt die Malerei von Giambattista Piazzetta, der zwar von Ricci und Pittoni beeinflusst ist und zum Rokoko gehört, jedoch im Allgemeinen wieder eine Vorliebe für dunkle Tenebroso-Stimmungen hatte und sich auf eine etwas beschränkte Farbpalette konzentrierte.
Als wohl berühmtester unter den italienischen Malern des 18. Jahrhunderts kann Giovanni Battista Tiepolo gelten, dessen Fresken und Altarbilder auf dem stilistischen Fundament seiner etwas älteren Malerkollegen Ricci, Pellegrini, Pittoni und Piazzetta aufbauen. Seine Karriere führte ihn nach 1750 auch nach Deutschland und Spanien, wo er Deckenfresken in der Würzburger Residenz und im Königlichen Palast von Madrid hinterließ. In seinen letzten Werken tendiert er bereits zum Klassizismus.
In der Porträtmalerei wirkten daneben die in ganz Europa gefragte Pastellmalerin Rosalba Carriera, sowie Sebastiano Bombelli und Alessandro Longhi. Dessen Sohn Pietro Longhi und Tiepolos Sohn Giandomenico Tiepolo sind besonders für ihre Genreszenen aus dem Alltagsleben der venezianischen Gesellschaft bekannt. Marco Ricci, der Neffe von Sebastiano Ricci, war ein beliebter Landschaftsmaler.
Die Vedutenmalerei ist ein eigenes Kapitel für sich, sie wurde von Luca Carlevarijs und Gaspar van Wittel begründet und durch Antonio Canal gen. Canaletto, und seine Kollegen Bernardo Bellotto, Michele Marieschi und der bereits erwähnte Francesco Guardi zu höchster Blüte geführt. Diese verdankten ihre großen Erfolge schon zu Lebzeiten den vielen aristokratischen Touristen und Kunstsammlern aus ganz Europa, die auf ihrer Grand Tour in die Lagune kamen und edle Andenken an den Zauber von Venedig mit nach Hause nehmen wollten.

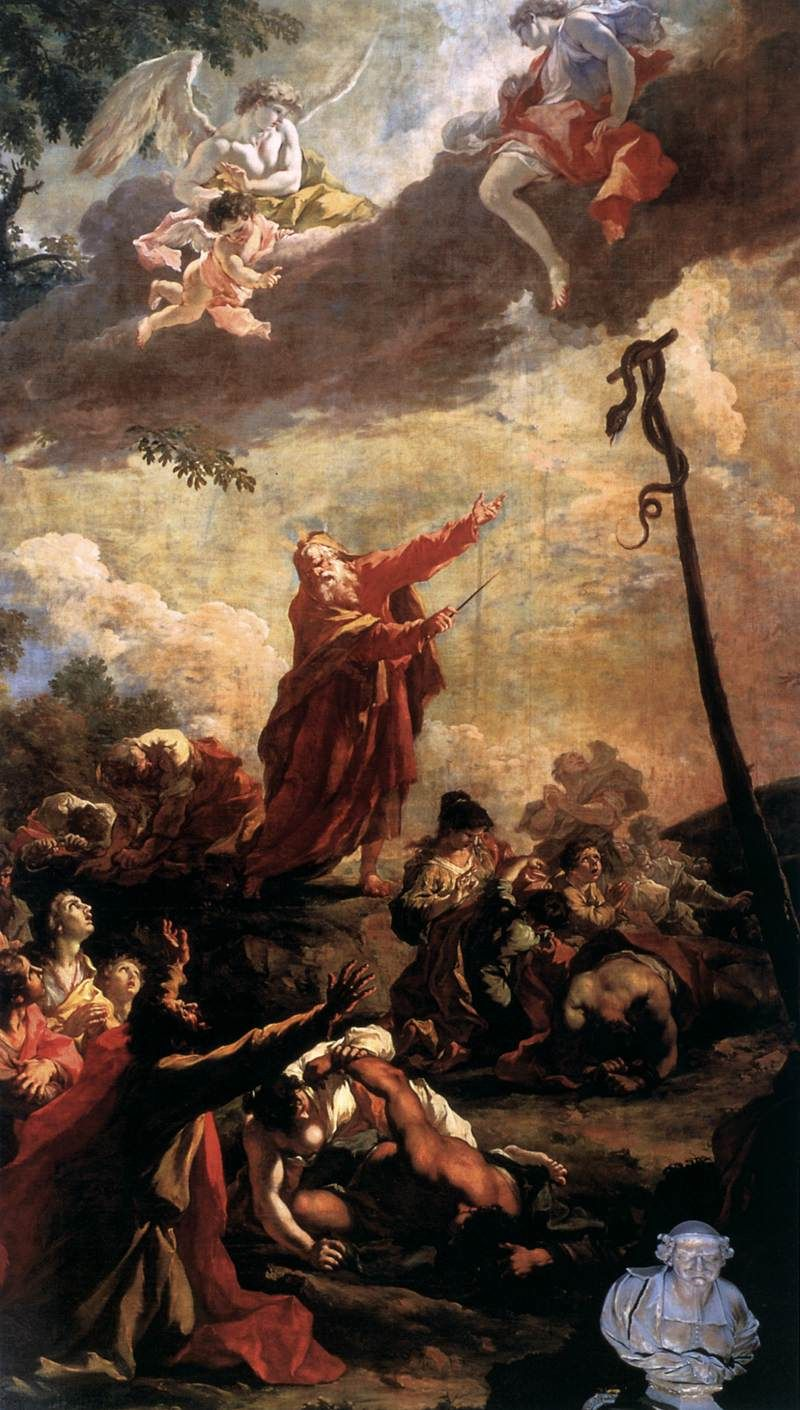
Giovanni Antonio Pellegrini: Moses und die eherne Schlange (Detail), 1707, San Moisè, Venedig
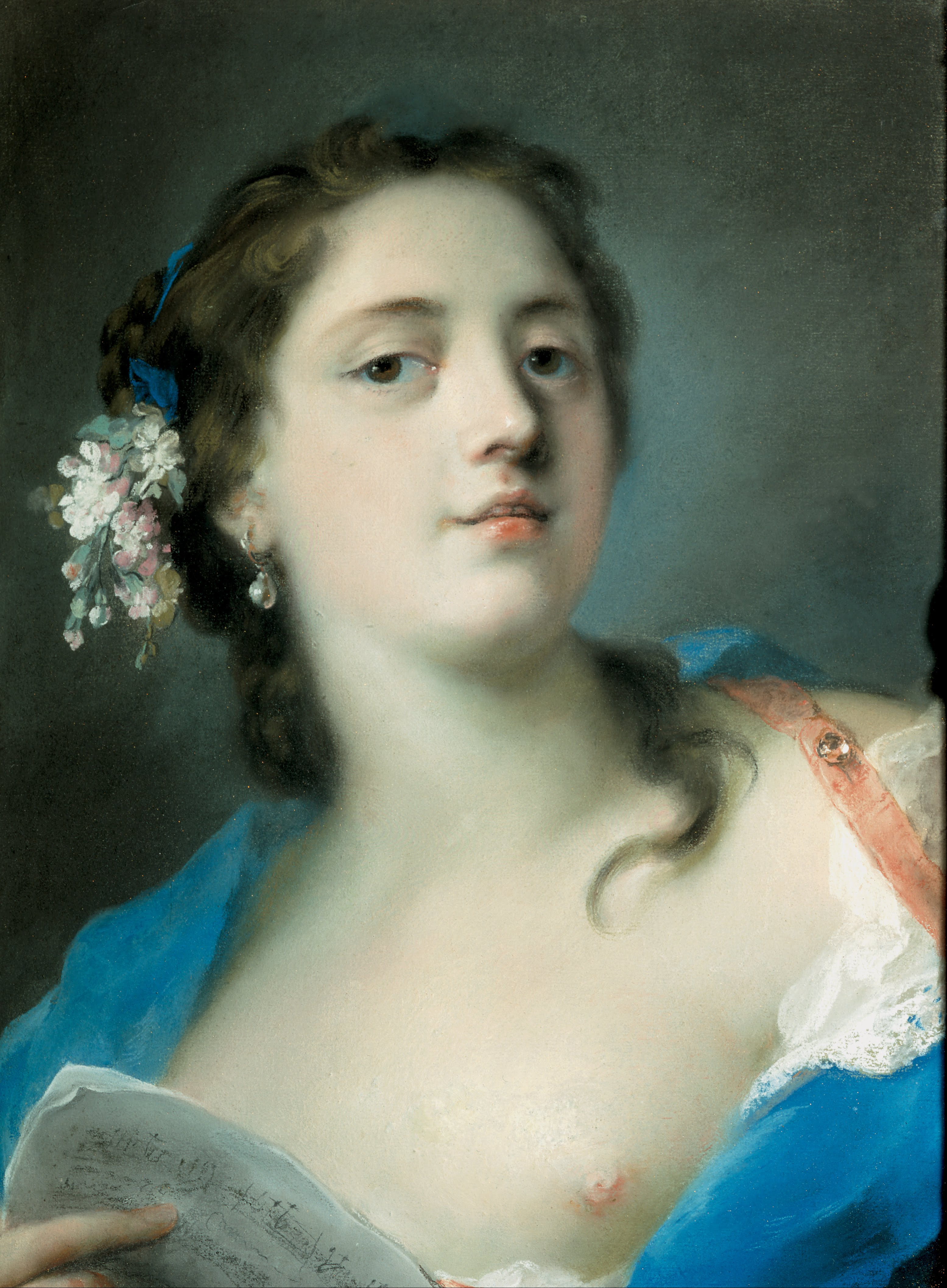
Rosalba Carriera: Die Sängerin Faustina Bordoni, 1724–25, Gemäldegalerie Alte Meister, Dresden
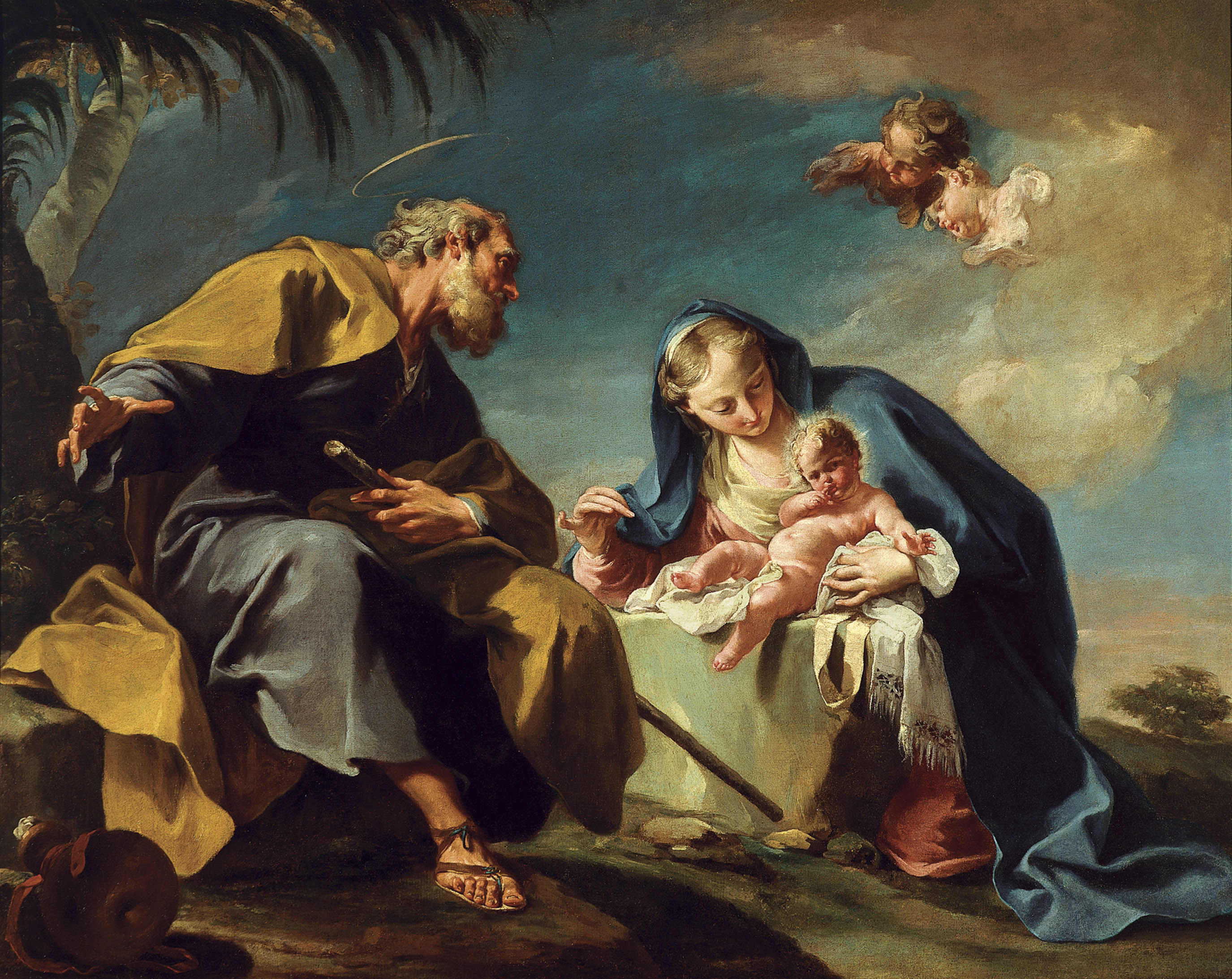
Giovanni Battista Pittoni: Rast auf der Flucht nach Ägypten, 1725–26, Museo Thyssen-Bornemisza, Madrid
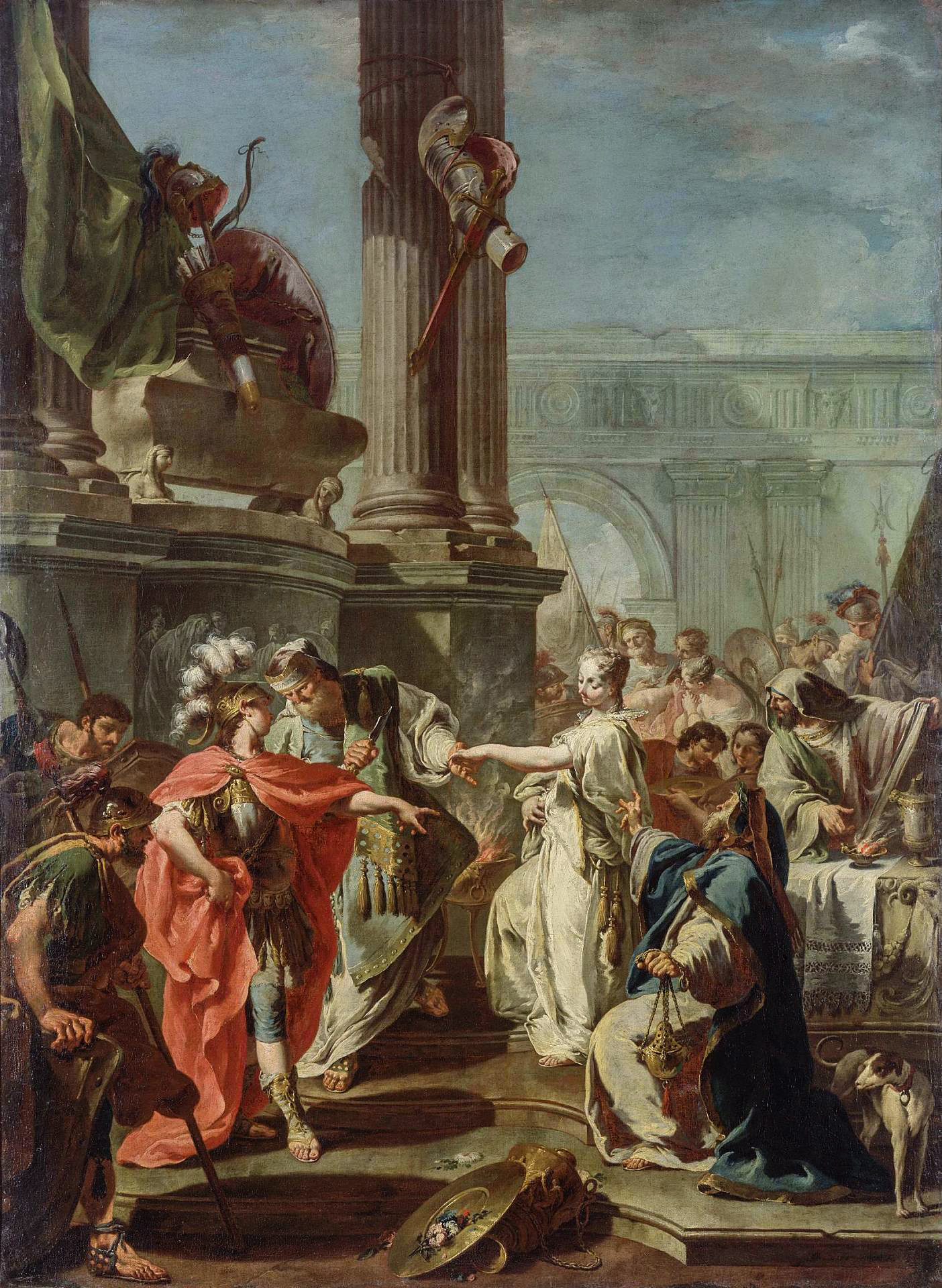
Giovanni Battista Pittoni: Opfer der Polyxena, 1732–33, Eremitage, St. Petersburg
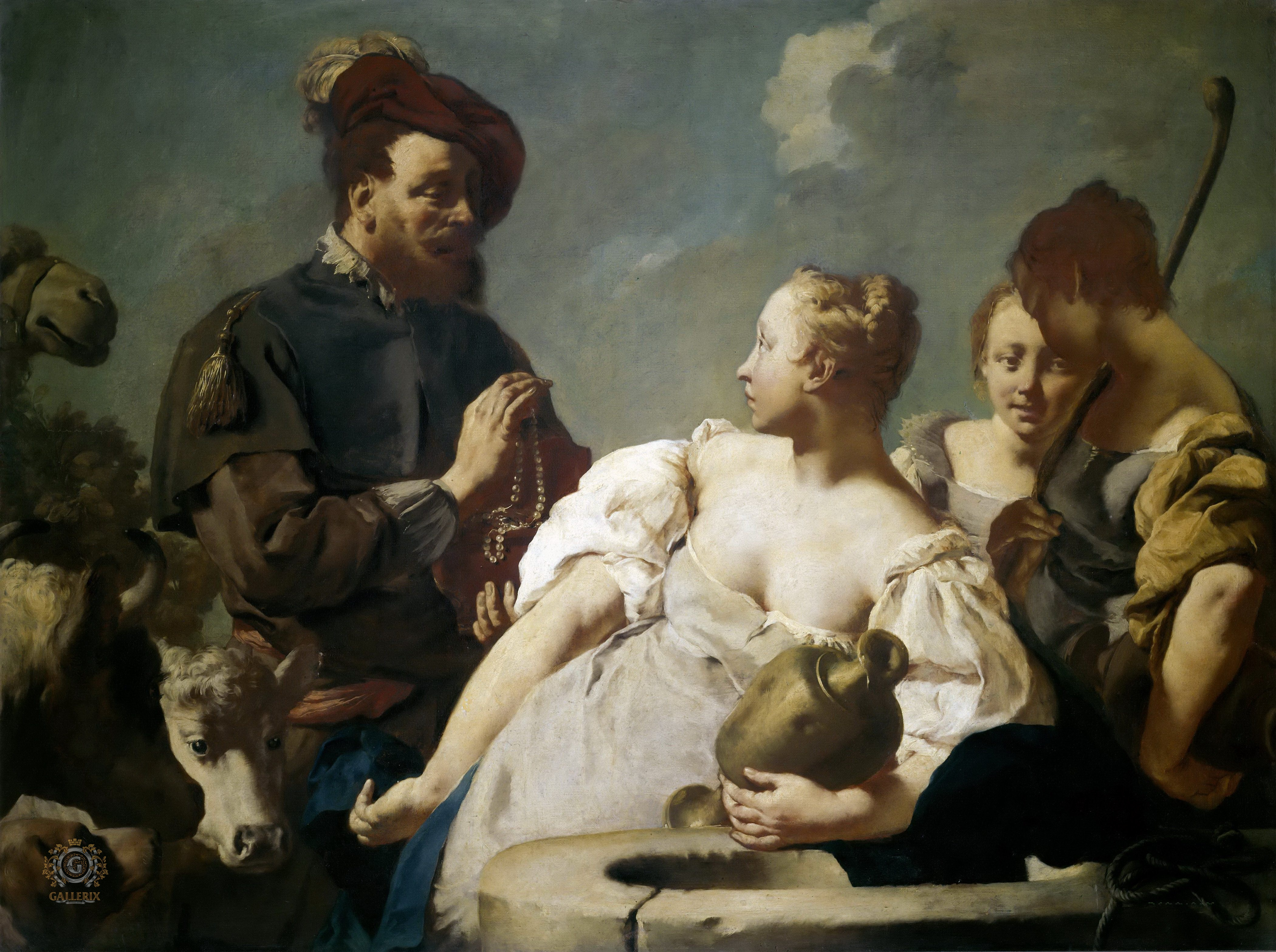
Giovanni Battista Piazzetta: Rebecca am Brunnen, um 1740, Pinacoteca di Brera, Mailand
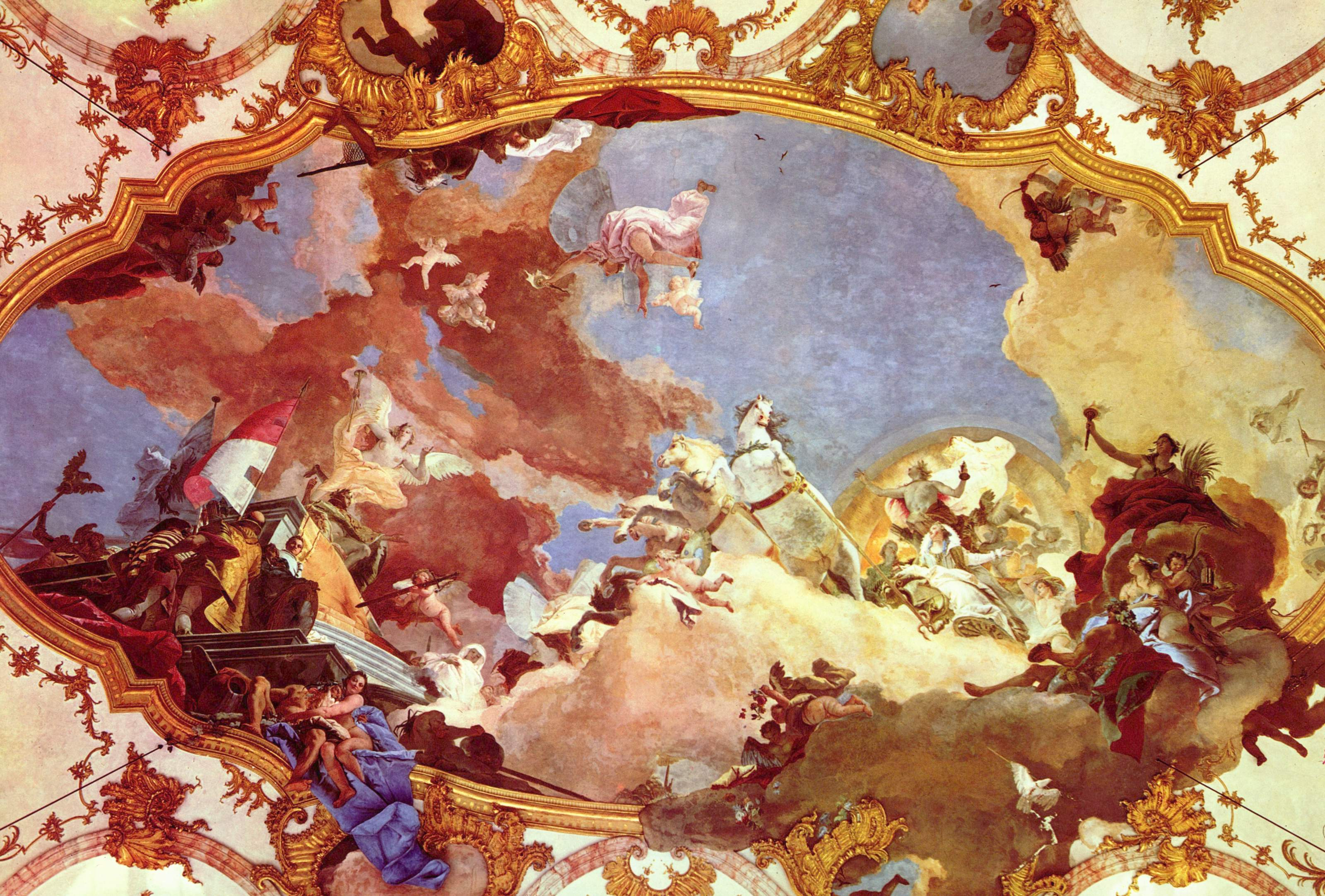
Giovanni Battista Tiepolo: Apoll führt dem Genius Imperii die Braut Beatrix von Burgund zu, Deckenfresko im Kaisersaal der Würzburger Residenz, 1751
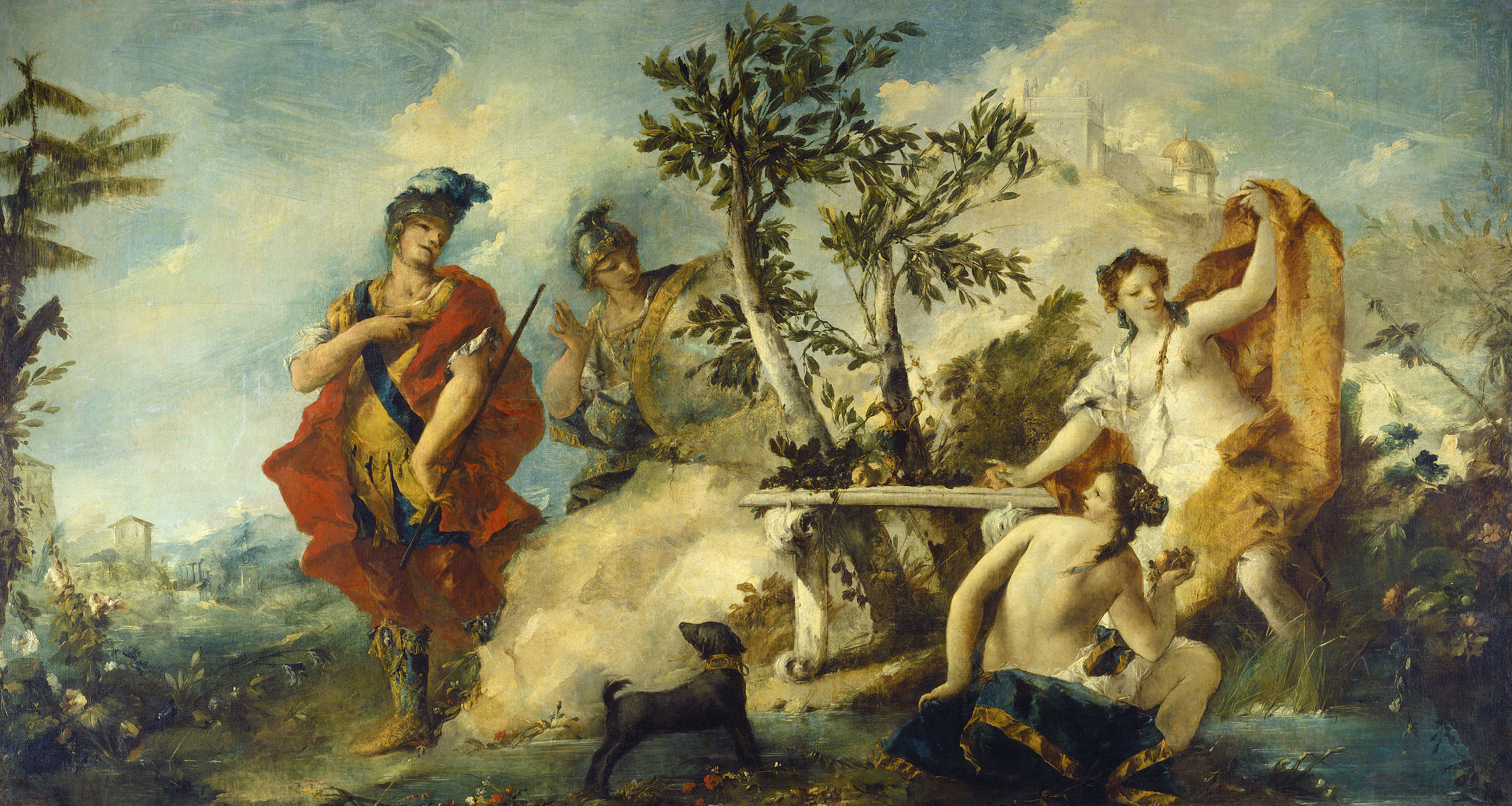
Giovanni Antonio und Francesco Guardi: Carlo und Ubaldo widerstehen dem Zauber von Armidas Nymphen, 1750–55, National Gallery of Art, Washington D.C.
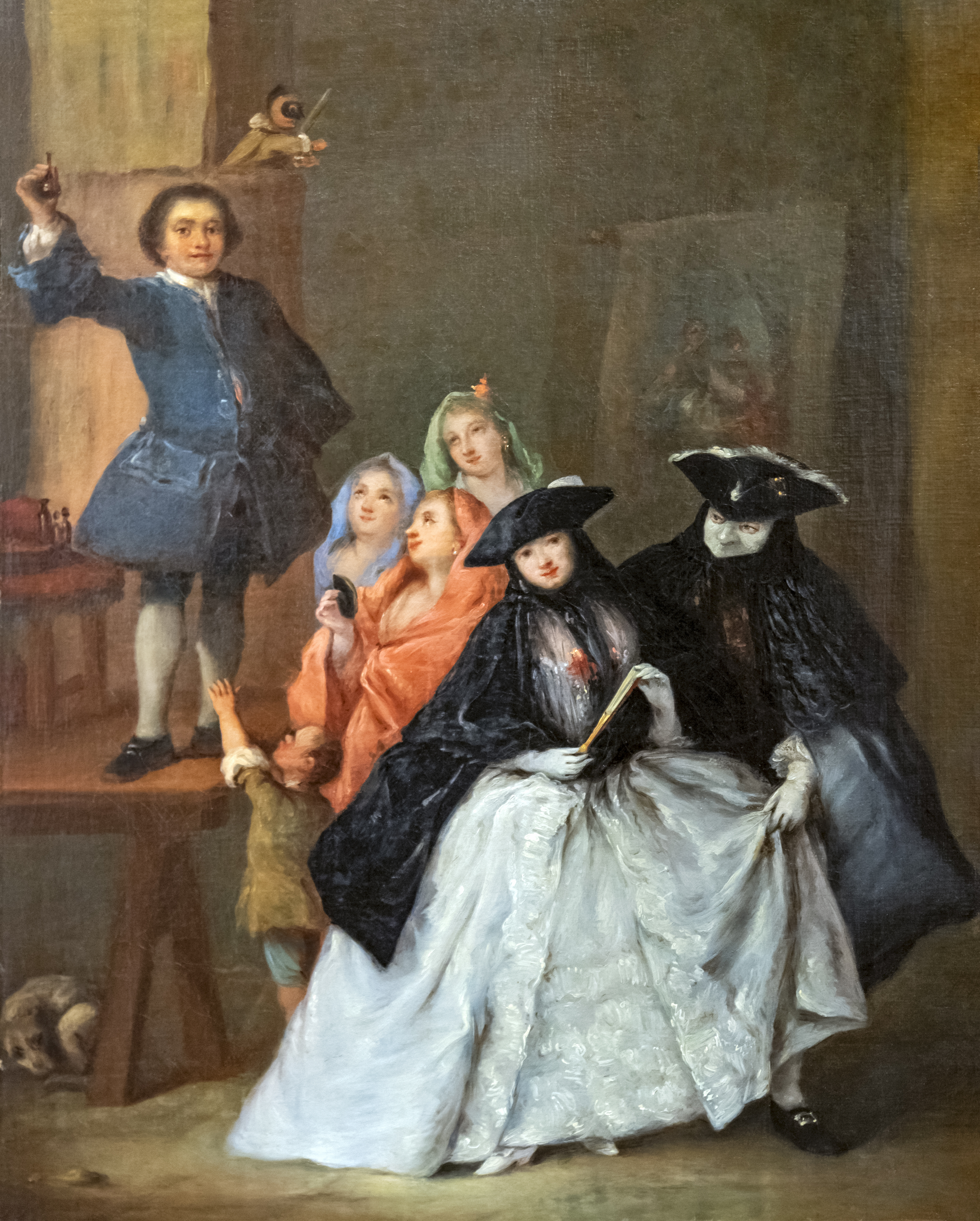
Pietro Longhi: Der Scharlatan, 1757, Fondation Bemberg, Toulouse
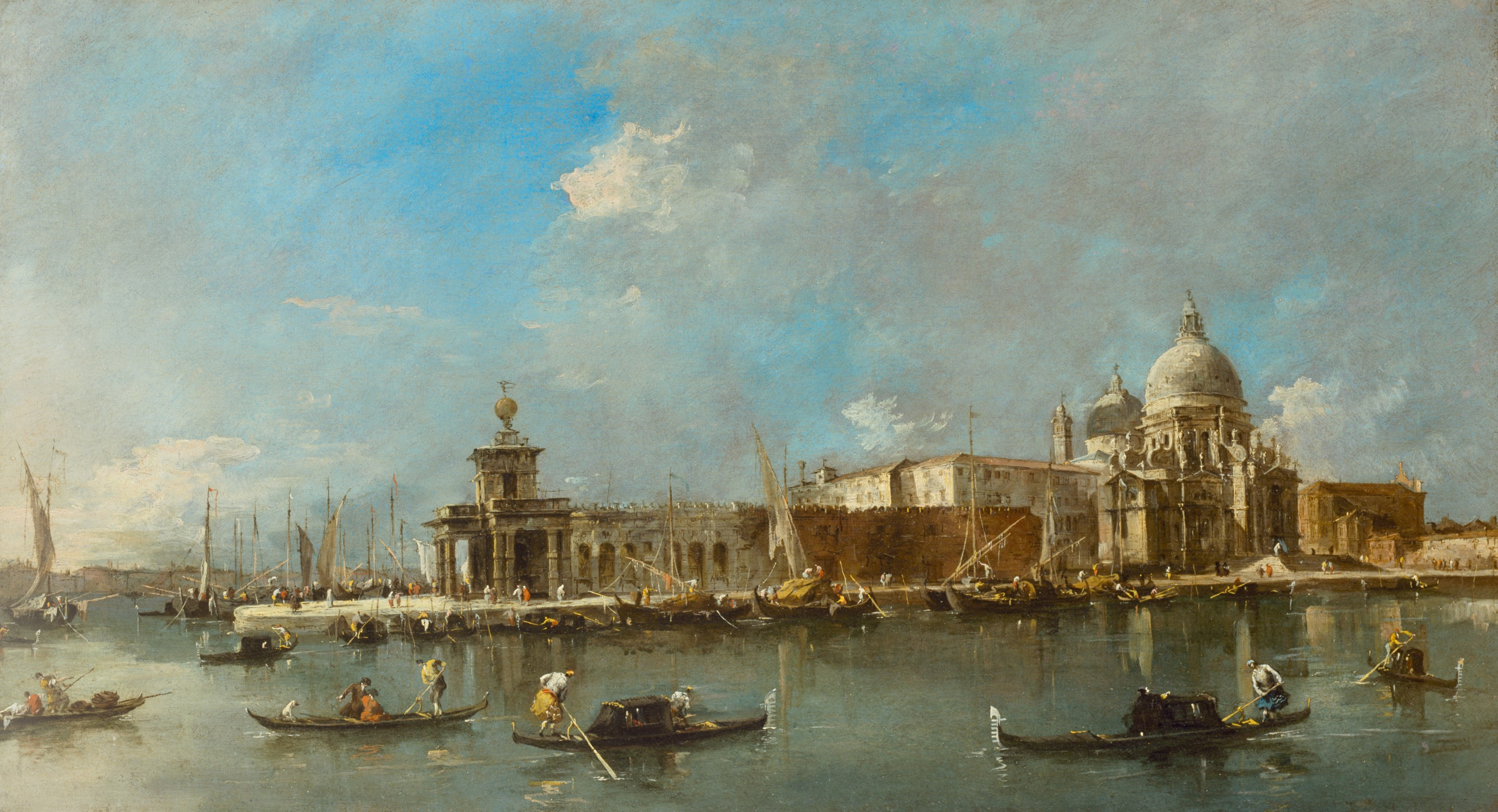
Francesco Guardi: Santa Maria della Salute und die Dogana, um 1770, Museum of Fine Arts, Houston

## Einfluss auf andere Künstler
Die malerischen Neuerungen, der besondere und freie Umgang mit Farbe und Licht, die Giorgione, Tizian (besonders in seinem Spätstil), Tintoretto und Veronese einführten und zu großer Kunst brachten, hatte große Wirkung auf die Maler späterer Generationen, die sie zum Teil in ihren eigenen Stil integrierten.

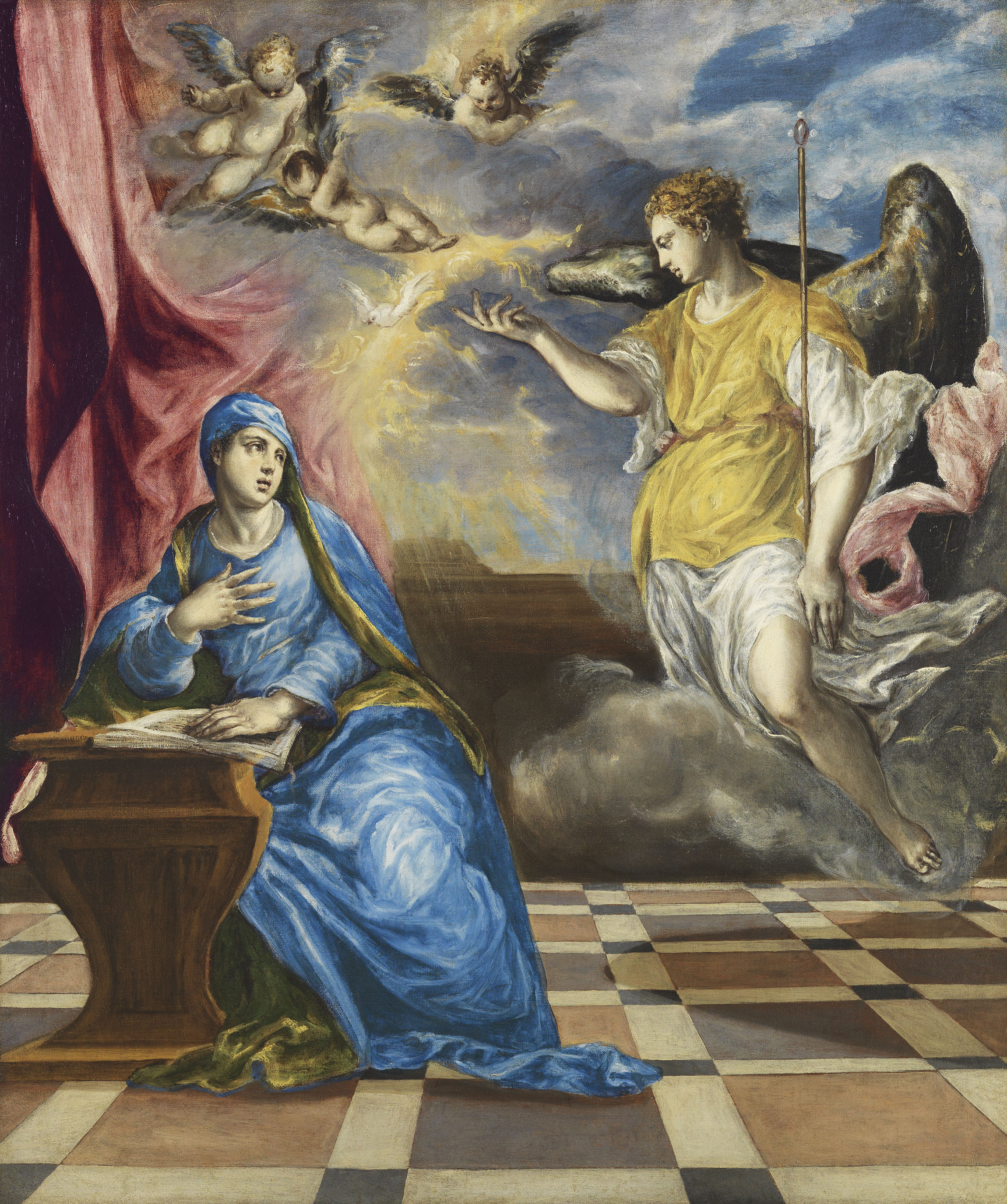
El Greco: Verkündigung, um 1576, Museo Thyssen-Bornemisza, Madrid

Einige ausländische Maler verbrachten einen Teil ihrer Lehrzeit direkt in Venedig, wie z. B. Lambert Sustris. Zu Tintorettos Schülern gehörten die Flamen Paolo Fiammingo und Marten de Vos. Schon de Vos brachte seine „maniera alla veneziana“ nach Antwerpen. Auch jüngere Flamen lernten in starkem Maße von der freien und duftigen Pinselführung und dem Kolorit der Venezianer, insbesondere Rubens und Van Dyck, die wiederum zahlreiche Nachfolger hatten und so auch indirekt venezianische Stilmerkmale weitergaben (u. a. an Jacob Jordaens). Rembrandts Spätwerk erinnert sowohl farblich als auch von der quasi impressionistischen Technik an Tizians Spätstil; ob es sich dabei um einen bewussten Einfluss oder um eine persönliche, parallele Entwicklung handelt, ist nicht ganz klar.
Ein besonders deutlicher Einfluss ist auch in der spanischen Kunst des Siglo de Oro zu erkennen. Domenikos Theotokopoulos gen. El Greco ging in den 1560er Jahren in Venedig sehr wahrscheinlich in einer der Maler-Werkstätten in die Lehre und kreierte seinen eigenwilligen Stil und seine besondere Pinselführung aus venezianischen Modellen (Tizian, Tintoretto und Bassano) und griechischen Vorbildern. Der seinerzeit außerordentlich erfolgreiche Pedro de Orrente war um 1603–1607 ein Schüler von Leandro Bassano und in seinem eigenen Stil deutlich venezianisch geprägt, besonders durch die pastoral anmutenden Szenen der Bassano-Familie – daher war Orrente bekannt als „spanischer Bassano“. Auch viele andere spanische Maler des 17. Jahrhunderts orientierten sich vor allem an Tizian, dessen Werke dank der Kunstliebe der beiden Habsburger Karl V. und Philipp II. in den königlichen Sammlungen zu sehen waren. So ist insbesondere die Malerei von Diego Velásquez und Francisco de Herrera d. Jüngeren, aber auch von den Künstlern der Schule von Madrid, wie Juan Carreño de Miranda, Francisco Rizi, José Antolínez, Juan Antonio Escalante, Mateo Cerezo und Claudio Coello, nicht ohne die Venezianer denkbar (nur teilweise indirekt über Velázquez).
In der französischen Kunst integrierte Nicolas Poussin venezianisches Kolorit in seinen eigenen Stil, der ansonsten mehr auf dem römischen Klassizismus aufbaute. Im 19. Jahrhundert berief sich noch Eugène Delacroix auf das Kolorit der Venezianer und von Rubens.

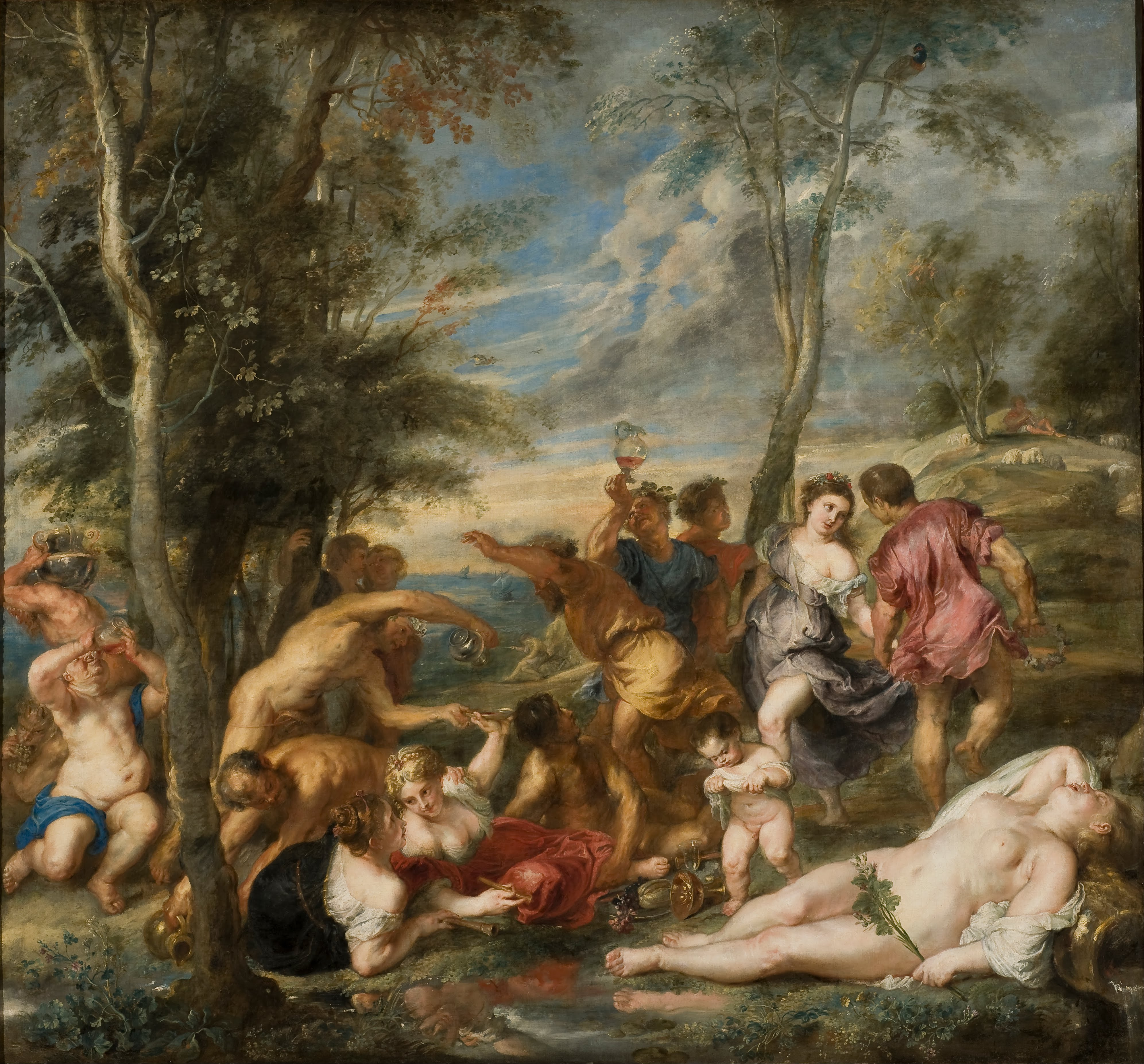
Peter Paul Rubens nach Tizian: Bacchanal der Andrier, 1630er Jahre, Schwedisches Nationalmuseum, Stockholm
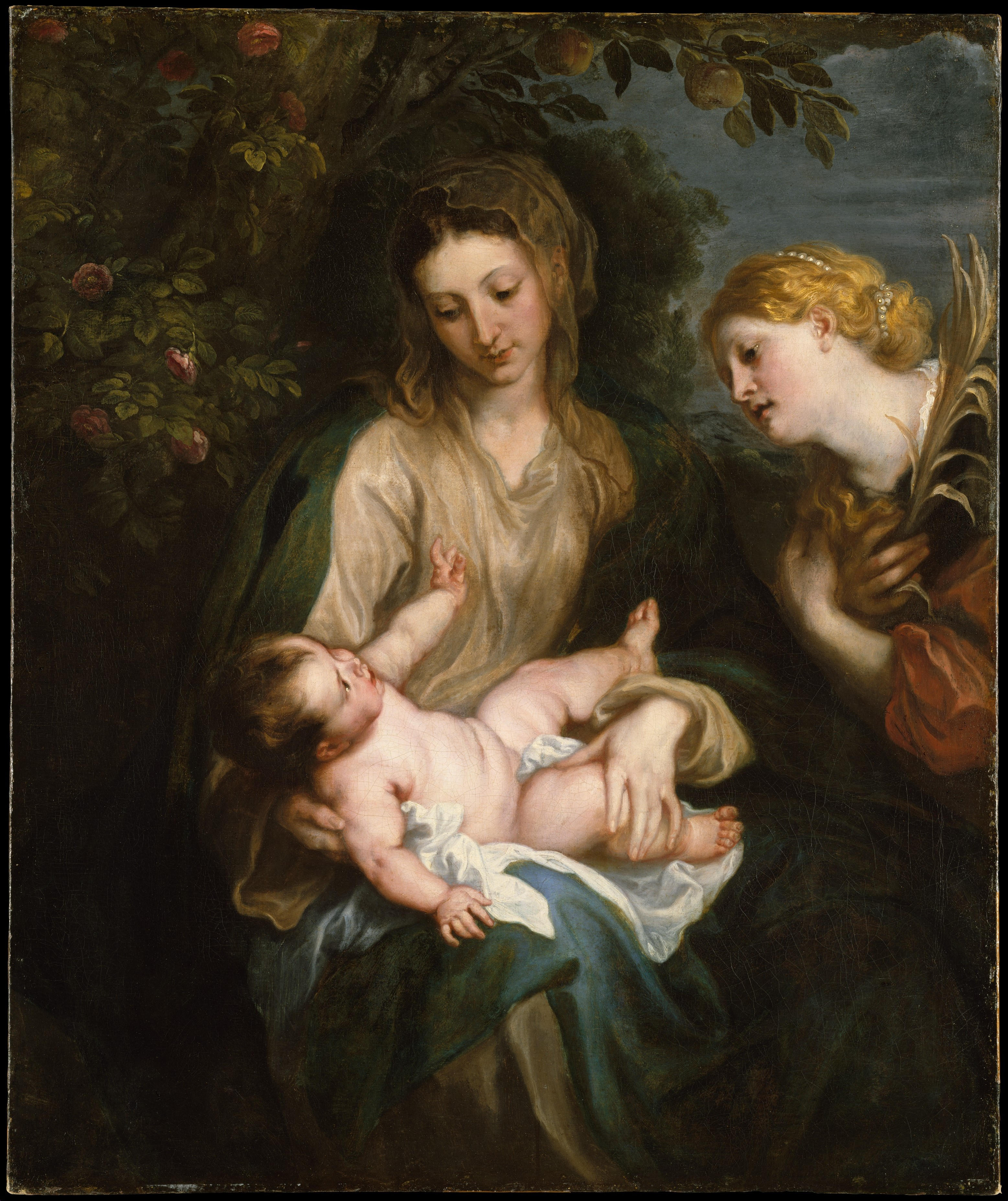
Anthonis van Dyck: Mystische Hochzeit der Hl. Katharina, ca. 1630, Metropolitan Museum, New York
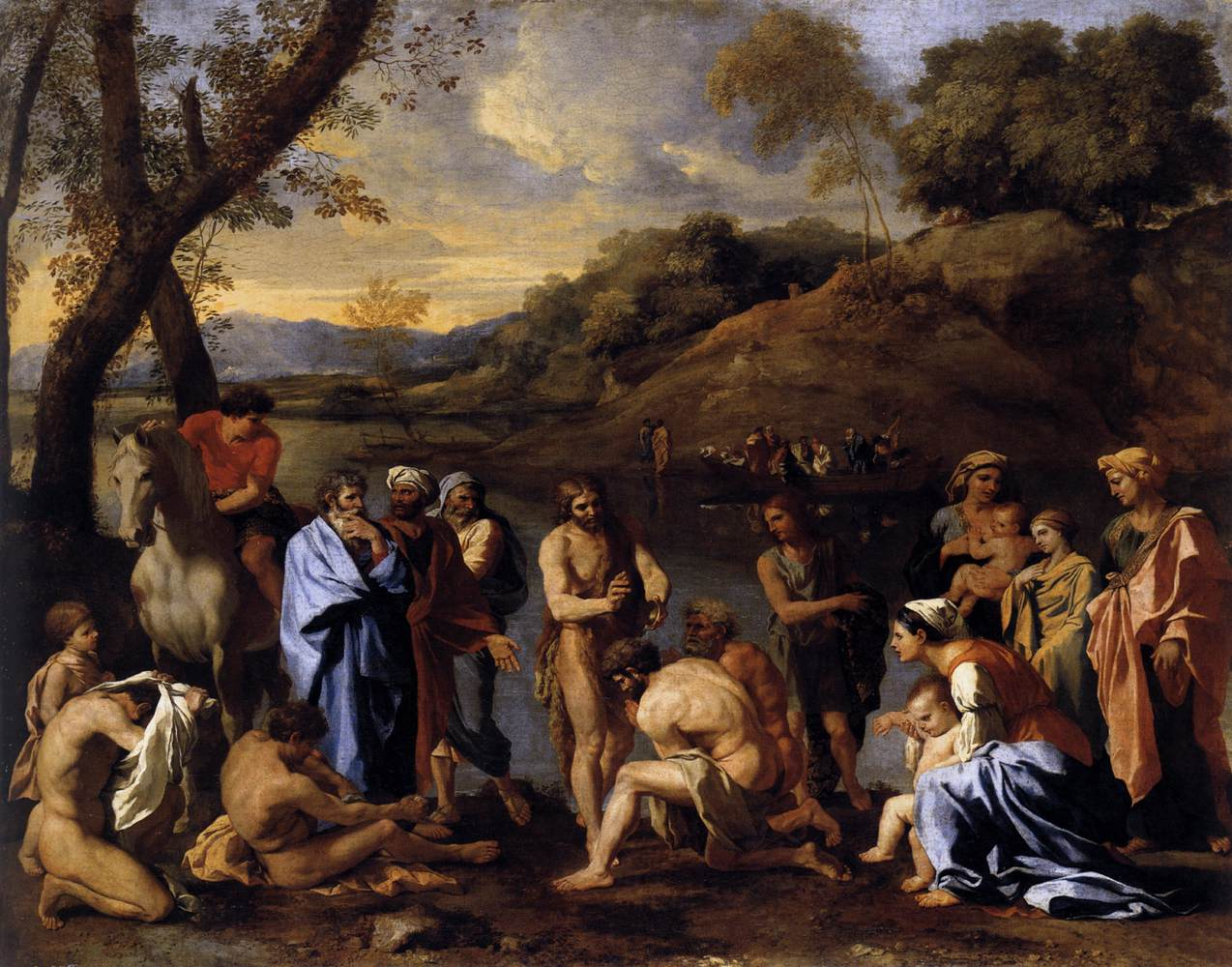
Nicolas Poussin: Johannes der Täufer beim Taufen, ca. 1635 (?), Louvre, Paris
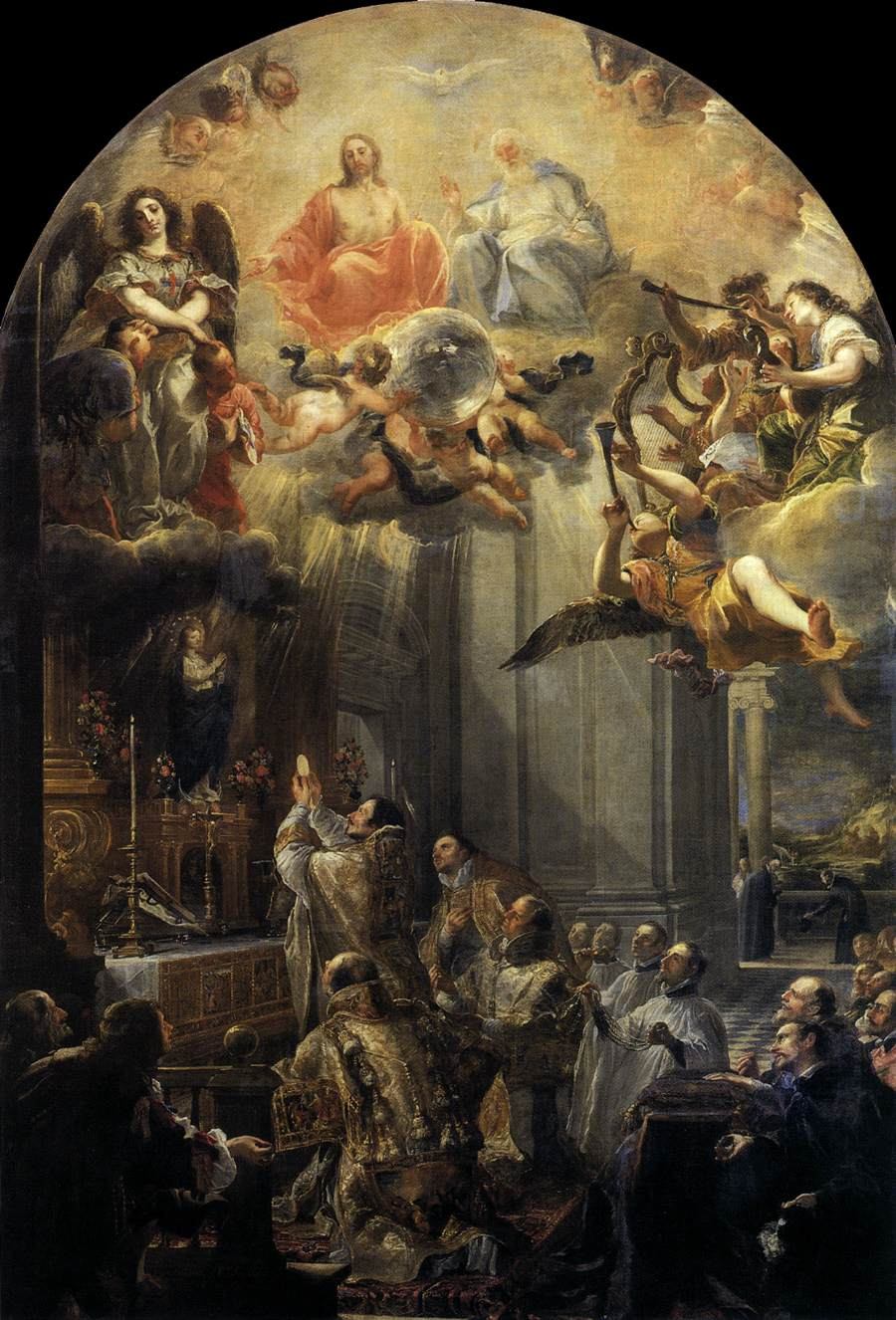
Juan Carreño de Miranda: Messe des Hl. Johannes von Matha, 1666, Louvre, Paris
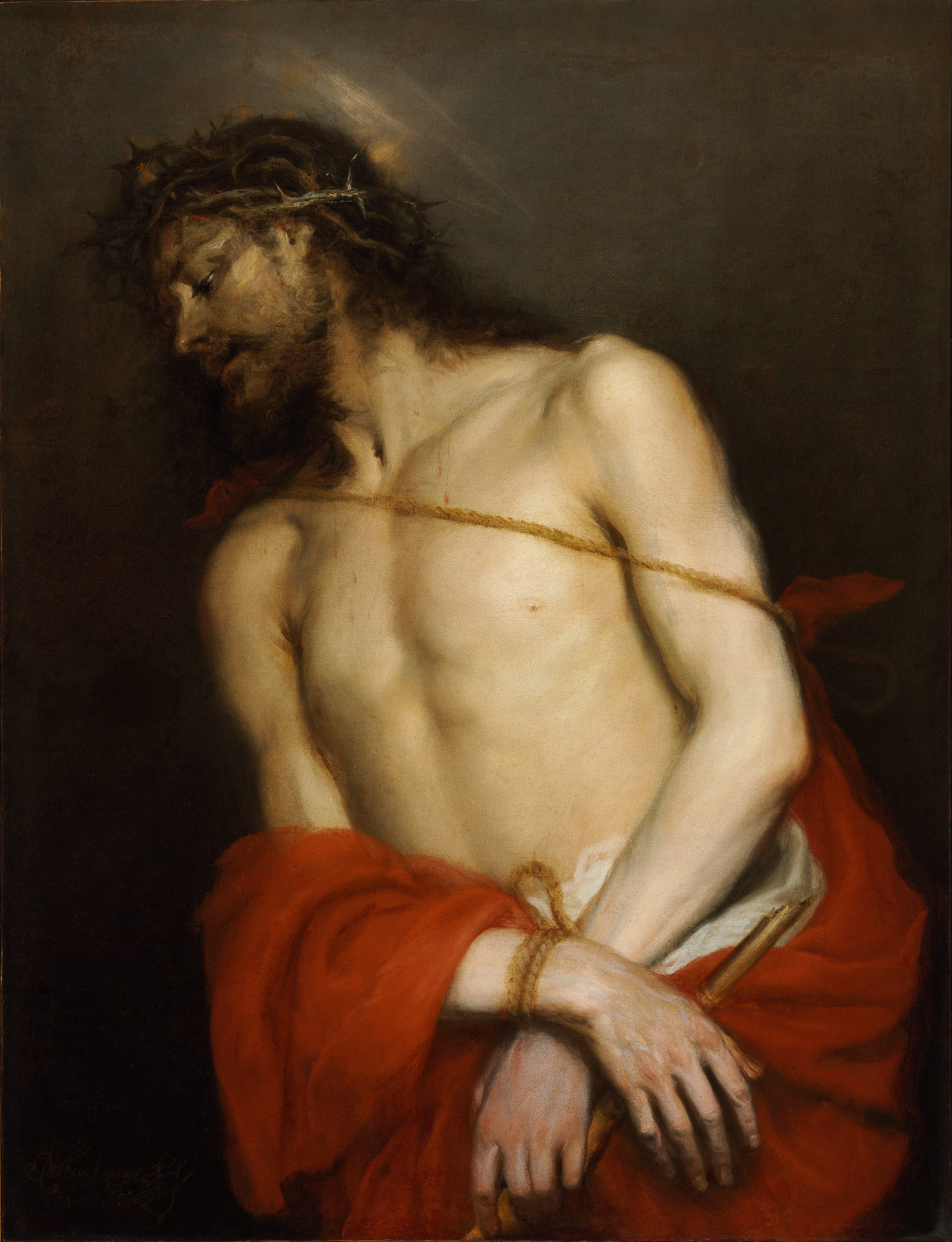
Mateo Cerezo d. J.: Ecce Homo, 1685, Szépművészeti Múzeum, Budapest

## Bekannte Vertreter
- Paolo Veneziano
- Lorenzo Veneziano
- Guariento
- Jacobello del Fiore
- Gentile da Fabriano
- Antonio Vivarini
- Bartolomeo Vivarini
- Alvise Vivarini
- Jacopo Bellini
- Gentile Bellini
- Giovanni Bellini
- Cima da Conegliano
- Antonello da Messina
- Vittore Carpaccio
- Giorgione
- Tizian
- Lorenzo Lotto
- Palma il Vecchio
- Sebastiano del Piombo
- Paris Bordone
- Jacopo Bassano
- Jacopo Tintoretto
- Paolo Veronese
- Palma il Giovane
- Sebastiano Ricci
- Giambattista Pittoni
- Rosalba Carriera
- Giovanni Battista Piazzetta
- Giambattista Tiepolo
- Giandomenico Tiepolo
- Pietro Longhi
- Giovanni Antonio Canal
- Francesco Guardi

### Lexikonartikel
- Mehrere Artikel in: Lexikon der Kunst, 12 Bände, Karl Müller Verlag, Erlangen, 1994. Darunter:
  - Venezianische Schule, in: Bd. 12, S. 128–131
  - Bellini, Gentile, Bellini, Giovanni und Bellini, Jacopo, in: Bd. 2, S. 93–98
  - Bonifazio Veronese (auch Bonifazio Veneziano, eigtl. Bonifazio de‘ Pitati), in: Bd. 2, S. 240
  - Bordone, Paris, in: Bd. 2, S. 250 f
  - Cariani (eigt. Giovanni Busi), in: Bd. 3, S. 105
  - Cima, Giovanni Battista (auch Cima da Conegliano), in: Bd. 3, S. 222 f
  - Delacroix, Eugène, in: Bd. 4, S. 8–11
  - Dyck, Anthonis van, in: Bd. 4, S. 118–122
  - Fetti (auch Feti), Domenico, in: Bd. 4, S. 259–260
  - Gentile da Fabriano, in: Bd. 5, S. 44–46
  - Giorgione, in: Bd. 5, S. 86–89
  - Greco, El, in: Bd. 5, S. 208–215
  - Guardi, Francesco und Guardi, Giovanni Antonio, in: Bd. 5, S. 276–278
  - Liss, Johann, in: Bd. 7, S. 298
  - Lorenzo Veneziano, in: Bd. 7, S. 320
  - Loth, Johann Carl (gen. Carlotto), in: Bd. 7, S. 323
  - Lotto, Lorenzo, in: Bd. 7, S. 324–325
  - Moretto (eigtl. Alessandro Bonvicino), in: Bd. 8, S. 237
  - Palma il Giovane und Palma il Vecchio, in: Bd. 9, S. 75–76
  - Paolo Veneziano, in: Bd. 9, S. 82–83
  - Pellegrini, Giovanni Antonio, in: Bd. 9, S. 107
  - Piazzetta (Piazetta), Giovanni Battista, in: Bd. 9, S. 147 f
  - Pisanello (eigtl. Antonio di Puccio Pisano), in: Bd. 9, S. 183–187
  - Pittoni, Giovanni Battista, in: Bd. 9, S. 196–197
  - Ricci, Sebastiano, in: Bd. 10, S. 68
  - Romanino (eigtl. Girolamo Romani), in: Bd. 10, S. 125
  - Rubens, Peter Paul, in: Bd. 10, S. 202–213
  - Savoldo, Giovanni Girolamo (auch Girolamo da Brescia), in: Bd. 10, S. 277
  - Schiavone, Andrea (eigtl. Andrej Medulic, auch Andrea Meldolla), in: Bd. 10, S. 292
  - Sebastiano del Piombo, in: Bd. 10, S. 361–362
  - Tintoretto, in: Bd. 11, S. 345–351
  - Tizian, in: Bd. 11, S. 353–362
  - Velázquez, Diego Rodríguez de Silva y, in: Bd. 12, S. 113–123
  - Veronese, Paolo, in: Bd. 12, S. 144–148
  - Vivarini, Alvise, Vivarini, Antonio und Vivarini, Bartolomeo, in: Bd. 12, S. 181–182

### Venezianische Malerei allgemein
- Augusto Gentili [u. a.]: Paintings in Venice. Bulfinch Press, Boston / New York / London 2002, ISBN 0-8212-2813-7
- Giandomenico Romanelli (Hrsg.): Venedig – Kunst und Architektur, 2 Bände, Könemann, Köln, 1997, darin:
  - Giovanni Lorenzoni: Byzantinisches Erbe, Klassizismus und abendländischer Beitrag zwischen dem 13. und 14. Jahrhundert, in: Bd. 1, S. 92–117, hier: 108–113
  - Sandro Sponza: Die venezianische Malerei im 14. Jahrhundert, in: Bd. 1, S. 176–201
  - Augusto Gentili: Die Malerei in Venedig von 1450 bis 1515, in: Bd. 1, Könemann, Köln, 1997, S. 254–309
  - David Rosand: Die venezianische Malerei im 16. Jahrhundert, in: Bd. 1, S. 394–457
  - Stefania Mason: Die venezianische Malerei vom späten 16. bis 17. Jahrhundert, in: Bd. 2, S. 524–575
  - William Barcham: Das venezianische Rokoko – Tiepolo und das 18. Jahrhundert, in: Bd. 2, S. 640–691
  - William Barcham: Veduten, Landschaften, Porträts, Cappriccios und Genrebilder im Venedig des 18. Jahrhunderts, In: Bd. 2, S. 740–789
- Margareta Vyoral-Tschapka (Hrsg.) mit Michael Pächt: Venezianische Malerei des 15. Jahrhunderts. Die Bellinis und Mantegna. Prestel, München 2002, ISBN 978-3-7913-2810-2.
- Marianne Seidig: Augenlust und Augenlaster. Zum Wissen der Bilder in der venezianischen Malerei 1450–1520. Schnell + Steiner, Regensburg 2017, ISBN 978-3-7954-3169-3.
- Bastian Eclercy, Hans Aurenhammer (Hrsg.): Tizian und die Renaissance in Venedig, Ausst.-Kat. Städel Museum, Frankfurt am Main, München/London/New York: Prestel Verlag 2019, ISBN 978-3-7913-5812-3.

### Einzelbiographien
- Roberto D’Adda, Rodolfo Pallucchini: Lotto (I classici dell’Arte), Rizzoli/Skira/Corriere della Sera, Mailand, 2004 (italienisch)
- Marsel Grosso: ROBUSTI, Jacopo, detto Tintoretto, in: Dizionario Biografico degli Italiani – Volume 88, 2017, online auf Treccani (italienisch; Abruf am 22. März 2020)
- Emma Micheletti, Mauro Minardi: Gentile da Fabriano (I classici dell’Arte), Rizzoli/Skira/Corriere della Sera, Mailand, 2005 (italienisch)
- Mariolina Olivari: Giovanni Bellini, Scala, Antella (Florenz), 1990,
- Filippo Pedrocco: Canaletto und die venezianischen Vedutisten, Scala, Antella (Florenz), 1995.
- Filippo Pedrocco: Tiepolo, Scala, Antella (Florenz), 1996.
- Filippo Pedrocco: Tizian, Scala, Antella (Florenz), 1993.
- Filippo Pedrocco: Veronese, Scala, Antella (Florenz), 1998.
- Raffaella Poltronieri: Ricci (Rizzi), Sebastiano, in: Dizionario Biografico degli Italiani, Volume 87 (2016), online auf Treccani (italienisch; Abruf am 8. Januar 2020)
- Francesco Valcanover: Jacopo Tintoretto und die Scuola Grande von San Rocco, Storti Edizioni, Venezia, 1999

## Belege
1. ↑  Venezianische Schule, Artikel in: Lexikon der Kunst, Bd. 12, Karl Müller Verlag, Erlangen, 1994, S. 128–131, hier: 128.
2. ↑  David Rosand: Die venezianische Malerei im 16. Jahrhundert, in: Giandomenico Romanelli (Hrsg.): Venedig - Kunst und Architektur, Bd. 1, Könemann, Köln, 1997, S. 394–457, hier: S. 455.
3. ↑  Venezianische Schule, Artikel in: Lexikon der Kunst, Bd. 12, Karl Müller Verlag, Erlangen, 1994, S. 128–131.
4. 1 2 3 4  Venezianische Schule, Artikel in: Lexikon der Kunst, Bd. 12, Karl Müller Verlag, Erlangen, 1994, S. 128–131, hier: 128.
5. ↑  Giovanni Lorenzoni: Byzantinisches Erbe, Klassizismus und abendländischer Beitrag zwischen dem 13. und 14. Jahrhundert, in: Giandomenico Romanelli (Hrsg.): Venedig - Kunst und Architektur, Bd. 1, Könemann, Köln, 1997, S. 92–117, hier: 112–113.
6. ↑  Sandro Sponza: Die venezianische Malerei im 14. Jahrhundert, in: Giandomenico Romanelli (Hrsg.): Venedig - Kunst und Architektur, Bd. 1, Könemann, Köln, 1997, S. 176–201, hier: 179–183.
7. ↑  Giovanni Lorenzoni: Byzantinisches Erbe, Klassizismus und abendländischer Beitrag zwischen dem 13. und 14. Jahrhundert, in: Giandomenico Romanelli (Hrsg.): Venedig - Kunst und Architektur, Bd. 1, Könemann, Köln, 1997, S. 92–117, hier: 113–114.
8. ↑  Sandro Sponza: Die venezianische Malerei im 14. Jahrhundert, in: Giandomenico Romanelli (Hrsg.): Venedig - Kunst und Architektur, Bd. 1, Könemann, Köln, 1997, S. 176–201, hier: 179–183.
9. ↑  Es wurde durch das Paradies von Tintoretto ersetzt. Sandro Sponza: Die venezianische Malerei im 14. Jahrhundert, in: Giandomenico Romanelli (Hrsg.): Venedig - Kunst und Architektur, Bd. 1, Könemann, Köln, 1997, S. 176–201, hier: 186 f.
10. 1 2  Sandro Sponza: Die venezianische Malerei im 14. Jahrhundert, in: Giandomenico Romanelli (Hrsg.): Venedig - Kunst und Architektur, Bd. 1, Könemann, Köln, 1997, S. 176–201, hier: 192.
11. ↑  Sandro Sponza: Die venezianische Malerei im 14. Jahrhundert, in: Giandomenico Romanelli (Hrsg.): Venedig - Kunst und Architektur, Bd. 1, Könemann, Köln, 1997, S. 176–201, hier: 190.
12. ↑  Sandro Sponza: Die venezianische Malerei im 14. Jahrhundert, in: Giandomenico Romanelli (Hrsg.): Venedig - Kunst und Architektur, Bd. 1, Könemann, Köln, 1997, S. 176–201, hier: 196 ff.
13. 1 2  Sandro Sponza: Die venezianische Malerei im 14. Jahrhundert, in: Giandomenico Romanelli (Hrsg.): Venedig - Kunst und Architektur, Bd. 1, Könemann, Köln, 1997, S. 176–201, hier: 197.
14. 1 2 3 4 5 6  Venezianische Schule, Artikel in: Lexikon der Kunst, Bd. 12, Karl Müller Verlag, Erlangen, 1994, S. 128–131, hier: 129
15. ↑  Vivarini, Alvise, Vivarini, Antonio und Vivarini, Bartolomeo, in: Lexikon der Kunst, Bd. 12, Karl Müller Verlag, Erlangen, 1994, S. 181–182
16. ↑  Bellini, Gentile, Bellini, Giovanni und Bellini, Jacopo, in: Lexikon der Kunst, Bd. 2, Karl Müller Verlag, Erlangen, 1994, S. 93–98
17. ↑  Thorsten Droste: Venedig: Die Stadt in der Lagune – Kirchen und Paläste, Gondeln und Karneval (Kunstführer), Dumont, Köln, 1996, S. 259 f
18. ↑  Mariolina Olivari: Giovanni Bellini, Scala, Antella (Florenz), 1990, S. 3 und 9 ff
19. ↑  Mariolina Olivari: Giovanni Bellini, Scala, Antella (Florenz), 1990, S. 75–76
20. 1 2 3  Mariolina Olivari: Giovanni Bellini, Scala, Antella (Florenz), 1990, S. 62
21. ↑  Mariolina Olivari: Giovanni Bellini, Scala, Antella (Florenz), 1990, S. 30 und 53–54
22. ↑  Cima, Giovanni Battista (auch Cima da Conegliano), in: Lexikon der Kunst, Bd. 3, Karl Müller Verlag, Erlangen, 1994, S. 222 f
23. ↑  Venezianische Malerei: Eine Welt aus Licht und Farbe. Michelin – Reisen
24. ↑  Augusto Gentili: Die Malerei in Venedig von 1450 bis 1515, in: Giandomenico Romanelli (Hrsg.): Venedig – Kunst und Architektur, Bd. 1, Könemann, Köln, 1997, S. 254–309, hier: 295–299
25. 1 2  David Rosand: Die venezianische Malerei im 16. Jahrhundert, in: Giandomenico Romanelli (Hrsg.): Venedig – Kunst und Architektur, Bd. 1, Könemann, Köln, 1997, S. 394–457, hier: 394–396
26. 1 2 3 4 5 6 7 8 9 10 11 12 13 14 15 16  Venezianische Schule, Artikel in: Lexikon der Kunst, Bd. 12, Karl Müller Verlag, Erlangen, 1994, S. 128–131, hier: 130.
27. ↑  David Rosand: Die venezianische Malerei im 16. Jahrhundert, in: Giandomenico Romanelli (Hrsg.): Venedig – Kunst und Architektur, Bd. 1, Könemann, Köln, 1997, S. 394–457, hier: 399–402
28. ↑  David Rosand: Die venezianische Malerei im 16. Jahrhundert, in: Giandomenico Romanelli (Hrsg.): Venedig – Kunst und Architektur, Bd. 1, Könemann, Köln, 1997, S. 394–457, hier: S. 454–455
29. ↑  David Rosand: Die venezianische Malerei im 16. Jahrhundert, in: Giandomenico Romanelli (Hrsg.): Venedig – Kunst und Architektur, Bd. 1, Könemann, Köln, 1997, S. 394–457, hier: 406–407.
30. ↑  Filippo Pedrocco: Tizian, Scala, Antella (Florenz), 1993.
31. ↑  Palma il Vecchio, in: Lexikon der Kunst, Bd. 9, Karl Müller Verlag, Erlangen, 1994, S. 75 f
32. ↑  Bordone, Paris, in: Lexikon der Kunst, Bd. 2, Karl Müller Verlag, Erlangen, 1994, S. 250 f
33. ↑  David Rosand: Die venezianische Malerei im 16. Jahrhundert, in: Giandomenico Romanelli (Hrsg.): Venedig - Kunst und Architektur, Bd. 1, Könemann, Köln, 1997, S. 394–457, hier: 303 f
34. ↑  Sebastiano del Piombo (eigtl. Sebastiano Luciani), in: Lexikon der Kunst, Bd. 10, Karl Müller Verlag, Erlangen, 1994, S. 361 f
35. ↑  Roberto D’Adda, Rodolfo Pallucchini: Lotto (I classici dell’Arte), Rizzoli/Skira/Corriere della Sera, Mailand, 2004, u. a. S. 9 (manieristische Tendenzen Lottos)
36. ↑  Lotto, Lorenzo, in: Lexikon der Kunst, Bd. 7, Karl Müller Verlag, Erlangen, 1994, S. 324–325
37. ↑  Romanino (eigtl. Girolamo Romani), in: Lexikon der Kunst, Bd. 10, Karl Müller Verlag, Erlangen, 1994, S. 125
38. ↑  Moretto (eigtl. Alessandro Bonvicino), in: Lexikon der Kunst, Bd. 8, Karl Müller Verlag, Erlangen, 1994, S. 237
39. ↑  Thorsten Droste: Venedig: Die Stadt in der Lagune – Kirchen und Paläste, Gondeln und Karneval (Kunstführer), Dumont, Köln, 1996, S. 296–297
40. ↑  Savoldo, Giovanni Girolamo (auch Girolamo da Brescia), in: Lexikon der Kunst, Bd. 10, Karl Müller Verlag, Erlangen, 1994, S. 277
41. ↑  Cariani (eigtl. Giovanni Busi), in: Lexikon der Kunst, Bd. 3, Karl Müller Verlag, Erlangen, 1994, S. 105
42. ↑  Filippo Pedrocco: Veronese, Scala, Antella (Florenz), 1998, S. 14
43. ↑  David Rosand: Die venezianische Malerei im 16. Jahrhundert, in: Giandomenico Romanelli (Hrsg.): Venedig - Kunst und Architektur, Bd. 1, Könemann, Köln, 1997, S. 394–457, hier: 434–439
44. ↑  Filippo Pedrocco: Veronese, Scala, Antella (Florenz), 1998.
45. ↑  Bonifazio Veronese (auch Bonifazio Veneziano, eigtl. Bonifazio de‘ Pitati), in: Lexikon der Kunst, Bd. 2, Karl Müller Verlag, Erlangen, 1994, S. 240
46. ↑  Schiavone, Andrea (eigtl. Andrej Medulic, auch Andrea Meldolla), in: Lexikon der Kunst, Bd. 10, Karl Müller Verlag, Erlangen, 1994, S. 292
47. ↑  David Rosand: Die venezianische Malerei im 16. Jahrhundert, in: Giandomenico Romanelli (Hrsg.): Venedig – Kunst und Architektur, Bd. 1, Könemann, Köln, 1997, S. 394–457, hier: S. 415–416, 420–429, 434, 451–452
48. 1 2  Marsel Grosso: ROBUSTI, Jacopo, detto Tintoretto, in: Dizionario Biografico degli Italiani – Volume 88, 2017, online auf Treccani (italienisch; Abruf am 22. März. 2020)
49. ↑  David Rosand: Die venezianische Malerei im 16. Jahrhundert, in: Giandomenico Romanelli (Hrsg.): Venedig – Kunst und Architektur, Bd. 1, Könemann, Köln, 1997, S. 394–457, hier: S. 453.
50. ↑  Stefania Mason: Die venezianische Malerei vom späten 16. bis 17. Jahrhundert, in: Giandomenico Romanelli (Hrsg.): Venedig – Kunst und Architektur, Bd. 2, Könemann, Köln, 1997, S. 524–575, hier: S. 545–552
51. ↑  Liss, Johann, in: Lexikon der Kunst, Bd. 7, Karl Müller Verlag, Erlangen, 1994, S. 298
52. ↑  Stefania Mason: Die venezianische Malerei vom späten 16. bis 17. Jahrhundert, in: Giandomenico Romanelli (Hrsg.): Venedig – Kunst und Architektur, Bd. 2, Könemann, Köln, 1997, S. 524–575, hier: S. 541–544
53. ↑  Stefania Mason: Die venezianische Malerei vom späten 16. bis 17. Jahrhundert, in: Giandomenico Romanelli (Hrsg.): Venedig – Kunst und Architektur, Bd. 2, Könemann, Köln, 1997, S. 524–575, hier: S. 566–574 (die „tenebrosi“), besonders 567 f (Giordano)
54. ↑  Stefania Mason: Die venezianische Malerei vom späten 16. bis 17. Jahrhundert, in: Giandomenico Romanelli (Hrsg.): Venedig – Kunst und Architektur, Bd. 2, Könemann, Köln, 1997, S. 524–575, hier: S. 557–561
55. ↑  Stefania Mason: Die venezianische Malerei vom späten 16. bis 17. Jahrhundert, in: Giandomenico Romanelli (Hrsg.): Venedig – Kunst und Architektur, Bd. 2, Könemann, Köln, 1997, S. 524–575, hier: S. 561–574
56. ↑  Stefania Mason: Die venezianische Malerei vom späten 16. bis 17. Jahrhundert, in: Giandomenico Romanelli (Hrsg.): Venedig – Kunst und Architektur, Bd. 2, Könemann, Köln, 1997, S. 524–575, hier: S. 568 (Abb.) und 574
57. ↑  Stefania Mason: Die venezianische Malerei vom späten 16. bis 17. Jahrhundert, in: Giandomenico Romanelli (Hrsg.): Venedig – Kunst und Architektur, Bd. 2, Könemann, Köln, 1997, S. 524–575, hier: S. 574 f
58. ↑  Loth, Johann Carl (gen. Carlotto), in: Lexikon der Kunst, Bd. 7, Karl Müller Verlag, Erlangen, 1994, S. 323
59. ↑  Stefania Mason: Die venezianische Malerei vom späten 16. bis 17. Jahrhundert, in: Giandomenico Romanelli (Hrsg.): Venedig – Kunst und Architektur, Bd. 2, Könemann, Köln, 1997, S. 524–575, hier: S. 574 f
60. ↑  Stefania Mason: Die venezianische Malerei vom späten 16. bis 17. Jahrhundert, in: Giandomenico Romanelli (Hrsg.): Venedig – Kunst und Architektur, Bd. 2, Könemann, Köln, 1997, S. 524–575, hier: S. 575
61. ↑  Ricci, Sebastiano, in: Lexikon der Kunst, Band 10, Karl Müller Verlag, Erlangen 1994, S. 68
62. ↑  William Barcham: Das venezianische Rokoko – Tiepolo und das 18. Jahrhundert, in: Venedig – Kunst und Architektur, Band II, Könemann, S. 640–691; zu Ricci besonders: S. 640, 652–653, 657–658, 662–664
63. ↑  William Barcham: Das venezianische Rokoko – Tiepolo und das 18. Jahrhundert, in: Venedig – Kunst und Architektur, Band II, Könemann, S. 640–691; hier: 640–672
64. ↑  Guardi, Francesco und Guardi, Giovanni Antonio, in: Lexikon der Kunst, Band 5, Karl Müller Verlag, Erlangen 1994, S. 276–278
65. ↑  William Barcham: Das venezianische Rokoko – Tiepolo und das 18. Jahrhundert, in: Venedig – Kunst und Architektur, Band II, Könemann, S. 640–691; hier: 658–660, 672 f
66. 1 2 3 4  Venezianische Schule, Artikel in: Lexikon der Kunst, Bd. 12, Karl Müller Verlag, Erlangen, 1994, S. 128–131, hier: 131
67. ↑  William Barcham: Das venezianische Rokoko – Tiepolo und das 18. Jahrhundert, in: Venedig – Kunst und Architektur, Band II, Könemann, S. 640–691; besonders: 673–691
68. ↑  Filippo Pedrocco: Tiepolo, Scala, Antella (Florenz), 1996.
69. 1 2 3 4  William Barcham: Veduten, Landschaften, Porträts, Cappriccios und Genrebilder im Venedig des 18. Jahrhunderts, in: Giandomenico Romanelli (Hrsg.): Venedig - Kunst und Architektur, Bd. 2, Könemann, Köln, 1997, S. 740–789
70. ↑  Filippo Pedrocco: Canaletto und die venezianische Vedutisten, Scala, Antella (Florenz), 1995
71. ↑  Guardi, Francesco, in: Lexikon der Kunst, Band 5, Karl Müller Verlag, Erlangen 1994, S. 276–278
72. 1 2 3 4  David Rosand: Die venezianische Malerei im 16. Jahrhundert, in: Giandomenico Romanelli (Hrsg.): Venedig - Kunst und Architektur, Bd. 1, Könemann, Köln, 1997, S. 394–457, hier: S. 457
73. ↑  Rubens, Peter Paul, Artikel in: Lexikon der Kunst, Bd. 10, Karl Müller Verlag, Erlangen, 1994, S. 202–213, hier: 202
74. ↑  Dyck, Anthonis van, in: Lexikon der Kunst, Bd. 4, Karl Müller Verlag, Erlangen, 1994, S. 118–122, hier: 119 und 121
75. ↑  Greco, El, Artikel in: Lexikon der Kunst, Bd. 5, Karl Müller Verlag, Erlangen, 1994, S. 208–215, hier: 208
76. ↑  Alfonso E. Pérez Sánchez: Orrente, Pedro, in: Dicionario Biografico espanol (DBe) der Real Academia de la Historia (spanisch; Abruf am 20. Oktober 2022)
77. ↑  Orrente, Pedro de, Kurzbio und 25 Gemälde (darunter Zuschreibungen und Werkstattarbeiten) auf der Website des Prado, Madrid (spanisch; Abruf am 20. November 2022)
78. ↑  Velázquez, Diego Rodríguez de Silva y, Artikel in: Lexikon der Kunst, Bd. 12, Karl Müller Verlag, Erlangen, 1994, S. 113–123, hier: 113 und 118
79. ↑  Delacroix, Eugène, Artikel in: Lexikon der Kunst, Bd. 4, Karl Müller Verlag, Erlangen, 1994, S. 8–11, hier: 8